# Palma de Mallorca
Palma de Mallorca (oficialmente Palma) es una ciudad y municipio español, capital de la isla de Mallorca y de la comunidad autónoma de las Islas Baleares. Es además sede del partido judicial número tres. Está ubicada en la parte occidental del mar Mediterráneo y, dentro de la isla, hacia el suroeste. Se encuentra a unos 250 km al este de la península ibérica.
Su término municipal ocupa una extensión de 208,63 km² que se extienden entre la sierra de Na Burguesa y el Prado de Sant Jordi. Se sitúa en el centro de la bahía de Palma, a unos 13 m sobre el nivel del mar. La atraviesan varios torrentes, como el de la Riera y el de Gros.
Con 416 065 habitantes en enero de 2019, Palma es la octava mayor ciudad de España por población y la primera de las Islas Baleares. Su área metropolitana engloba nueve localidades con 560 240 habitantes, repartidos en una superficie de 1015,88 km², siendo la 14.ª de España.
Fue fundada con el nombre de Palma por el cónsul romano Quinto Cecilio Metelo Baleárico en el año 123 a. C. Se estima que su asentamiento actual corresponde con las ruinas romanas que se encuentran bajo su casco histórico, aunque aún no existen pruebas irrefutables. Después de estar en manos de los vándalos y los árabes en 903, fue conquistada por el rey Jaime I de Aragón el 31 de diciembre de 1229, convirtiéndose en la Ciutat de Mallorca o Ciutat, capital de su propio reino, que decayó tras su incorporación a la Corona de Aragón en 1279.
En 1715 entraron en vigor los Decretos de Nueva Planta, recuperando la ciudad su topónimo romano, Palma, en uso desde el siglo XV. Ya en el siglo XX, fue protagonista de un intenso auge turístico durante las décadas de 1960 y 1970. En la actualidad constituye un notable centro económico y cultural a nivel insular, autonómico y nacional

## Toponimia
Los romanos fundaron una ciudad de provincias con el nombre de Palma el 123 a. C. Su asentamiento actual corresponde probablemente a las ruinas romanas que se encuentran bajo el casco histórico, aunque aún no existen pruebas irrefutables. Fue Alcántara Peña el primero en señalar esta localización, ya que hasta ahora se creía que la antigua Palma podría haber estado situada en las zonas de Sa Carrotja (Las Salinas) o en s'Horta d'en Palmer (Campos), debido al hallazgo de los restos de una necrópolis, y restos de cerámica, lápidas y urnas funerarias. A los nombres de las dos principales ciudades romanas en Mallorca, Palma y Pollentia, los estudiosos les han dado «connotaciones militaristas, triunfalistas, augurales, etc«, interpretando «Palma» como «palmas del triunfo» y relacionándolo con Pollentia, que significa «superioridad» o «poder», aunque la relación entre los dos nombres podría ser de una naturaleza totalmente distinta.

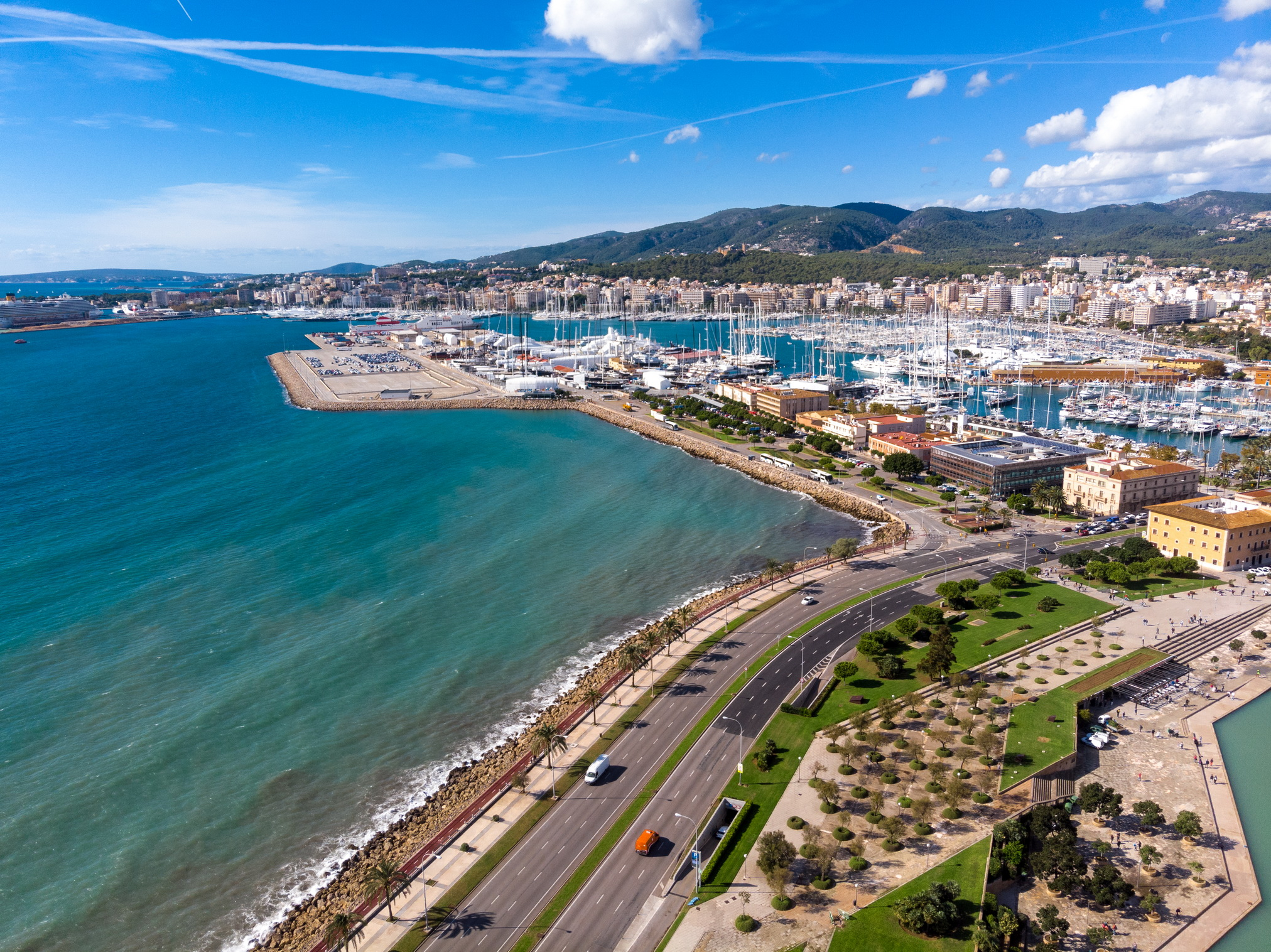
Puerto y ciudad

Solo se conoce el nombre con certeza desde la época musulmana, momento en que se llamaba Madina Mayurqa. Con la conquista en 1229 por Jaime I se tradujo el nombre a Ciutat de Mallorca. Tras la Guerra de Sucesión, una de las medidas incluidas en los Decretos de Nueva Planta de Felipe V fue la recuperación del nombre romano de «Palma», denominación que estaba en auge desde mediados del siglo XV por el gusto clasicista del Humanismo. El añadido especificativo «de Mallorca» apareció bien entrado el siglo XIX, para diferenciarla de otras poblaciones españolas con el mismo nombre como La Palma, Las Palmas de Gran Canaria, Palma del Río, Palma de Gandía o Palma de Cervelló entre muchas otras.
En español, habitualmente se la conoce como Palma de Mallorca. El nombre ha sido utilizado incluso en documentación oficial del ayuntamiento. Sin embargo, según un informe del archivero municipal, nunca ha llevado oficialmente el especificador «de Mallorca». Por diversas circunstancias, el registro de Entidades Locales del Ministerio de Administraciones Públicas continuó usando el nombre de «Palma de Mallorca» hasta que fue finalmente corregido en octubre de 2008. Cabe destacar que un error bastante común entre los extranjeros es denominar Palma de Mallorca a la isla de Mallorca o a todo el archipiélago balear. En noviembre de 2011 el ayuntamiento de la ciudad aprobó la modificación de la Ley de Capitalidad para recuperar nuevamente el «de Mallorca» dentro del nombre oficial de la ciudad. Los motivos que llevaron al ejecutivo a tomar esta decisión fueron, en palabras del portavoz del ayuntamiento, «la mejor identificación de la ciudad en el terreno comercial, cultural, económico, lingüístico, jurídico, e incluso en internet».
En enero de 2016 el pleno del Ayuntamiento aprobó el cambio de nombre de la ciudad, con lo que volverá a llamarse «Palma» en lugar de «Palma de Mallorca». La propuesta fue presentada por el equipo de Gobierno del Consistorio palmesano (PSIB, MÉS y Podemos) y era una de las iniciativas planteadas desde el inicio de la legislatura municipal.
El gentilicio en español de sus habitantes es «palmesano», derivado de la versión catalana del mismo, palmesà. Por otro lado, se considera correcto el uso del gentilicio «palmense» —utilizado para los naturales de otras poblaciones llamadas Palma— para referirse a los ciudadanos de la capital balear.

## Símbolos
El escudo de armas de Palma tiene su origen en la Edad Media y aparece por primera vez, en la misma disposición que el actual, en 1269. Se divide en cuatro cuarteles donde aparecen, en el segundo y el tercero sobre azur, un castillo de plata con una palmera encima sobre las olas del mar, y en el primero y cuarto cuartel con el símbolo real de la Corona de Aragón de los cuatro palos de gules sobre oro. También se han encontrado numerosas variantes con una, dos, tres, o incluso cinco barras verticales en cada cuartel. El escudo va encabezado por una corona, símbolo de la soberanía de los monarcas de la Corona de Aragón sobre la ciudad, y un murciélago con las alas abiertas.

## Geografía

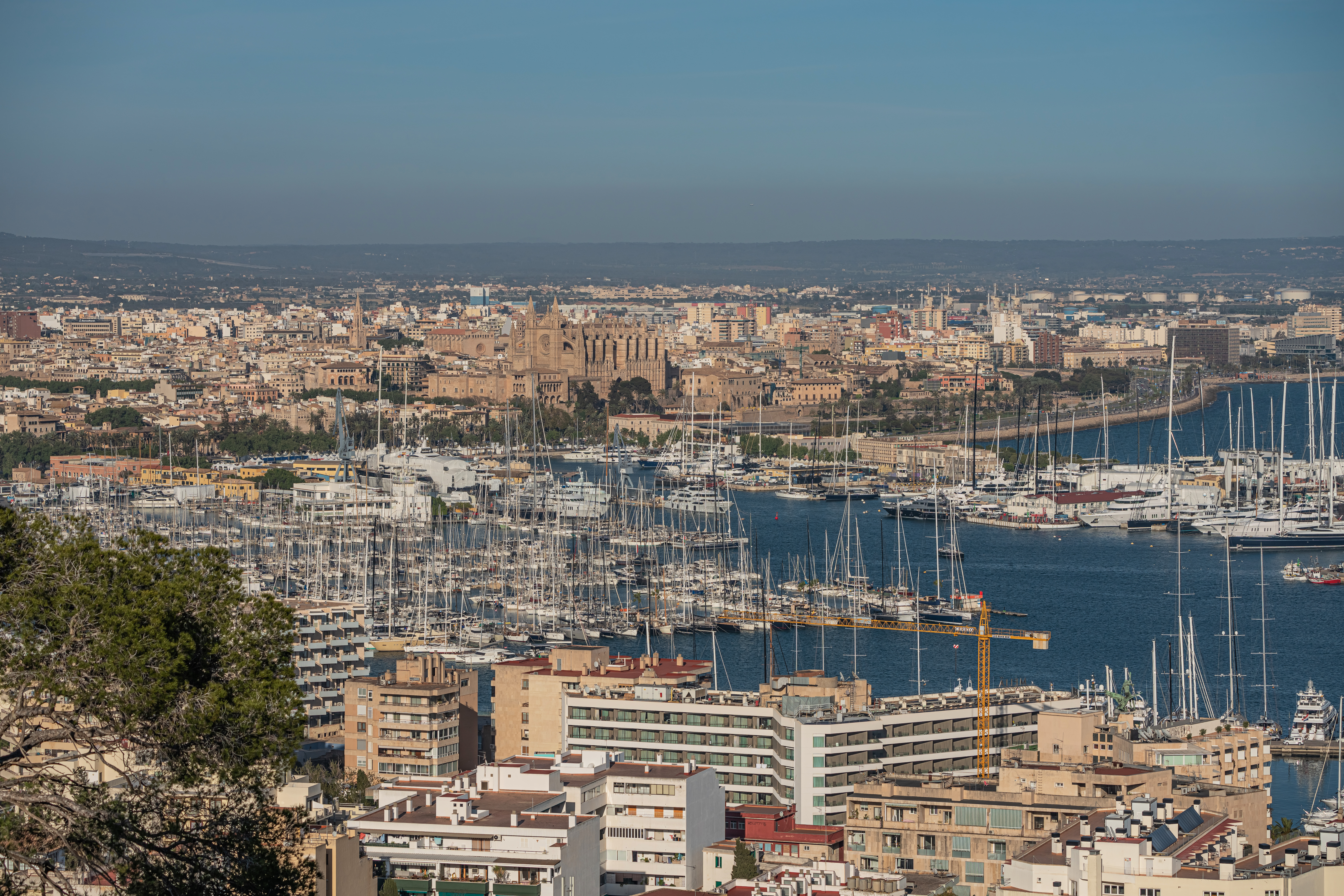
Panorámica de la ciudad de Palma vista desde el castillo de Bellver

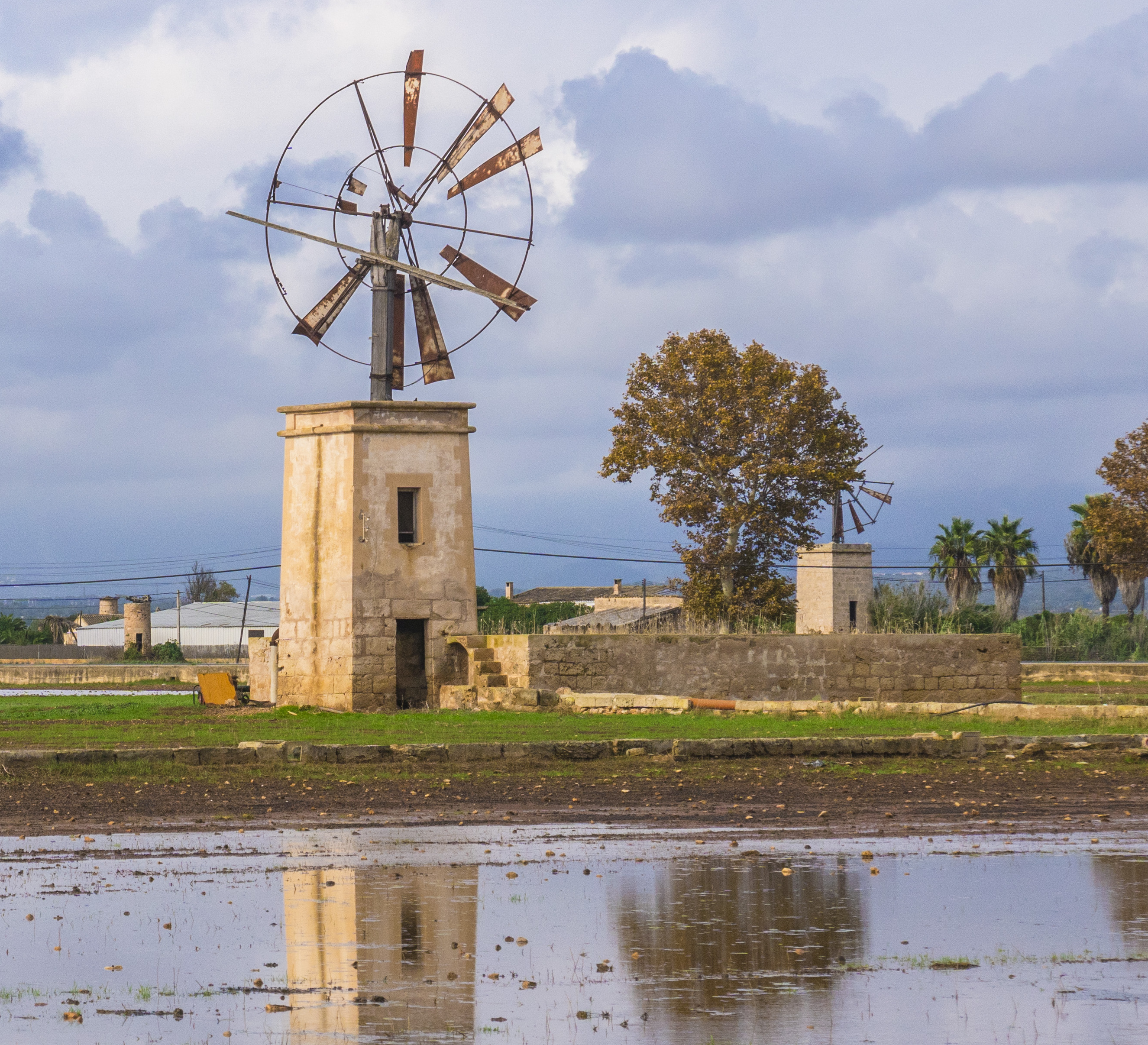
Molino de viento en Sant Jordi

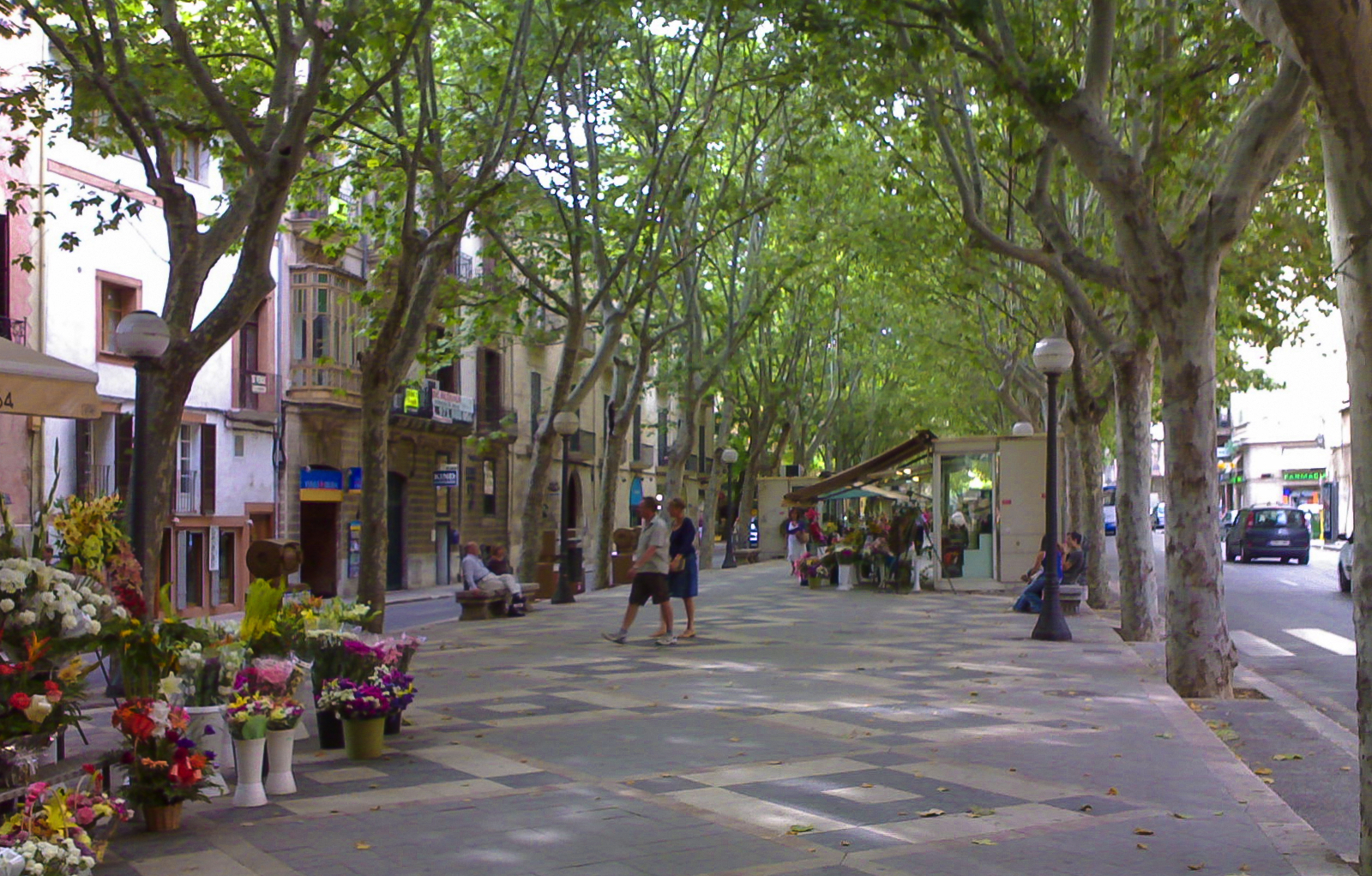
La rambla de las Flores

El término municipal de Palma tiene una superficie de 20 863 hectáreas y limita con los términos de Calviá, Puigpuñent, Esporlas, Valldemosa, Buñola, Marrachí, Santa María del Camino, Santa Eugenia, Algaida y Llucmajor, además de con el mar Mediterráneo.
Corresponde al término municipal de Palma el subarchipiélago de Cabrera, formado por las islas de Cabrera, Conejera, Imperial, Rodona, Foradada, Plana, Pobre y otros islotes menores.
Se encuentra situada en el sector occidental de la isla de Mallorca, quedando enclavada entre las comarcas naturales de la sierra de Tramontana, la cual presenta un relieve accidentado definido por alineaciones de dirección noreste-suroeste y por el Llano de Mallorca. Las mayores elevaciones están situadas en la alineación de la sierra de Puntals, con los vértices Puntals (882 m) y Galatzó (1026 m). Hacia el noroeste el relieve desciende bruscamente hacia el mar, mientras que hacia el sureste el descenso es lento hacia el Llano de Mallorca, a través de las sierras de Ram, Bauzá, Canyar, Son Bauzá y finalmente las sierras de Na Burguesa, Cans y En Merrill, con alturas que rondan los 400 m, y que dominan el sector occidental de la bahía de Palma. El barrio de Génova se sitúa en las faldas de estas sierras a cotas que oscilan entre los 100 y los 140 m sobre el nivel del mar.
Poblaciones limítrofes con Palma:
| Noroeste: Buñola y Valldemosa | Norte: Marrachí       | Nordeste: Santa María del Camino y Santa Eugenia |
| Oeste: Esporlas y Puigpuñent  |                       | Este: Algaida                                    |
| Suroeste: Calviá              | Sur: mar Mediterráneo | Sureste: Llucmajor                               |

### Urbanismo
A lo largo del siglo XX, Palma tuvo un desarrollo urbanístico muy intenso debido al aumento continuo de la población, que pasó de 63 937 habitantes en el año 1900 a 333 925 en el año 2000. Aumento que provino del crecimiento vegetativo y de la inmigración procedente principalmente de otras comunidades de España. El centro de Palma constituye un mosaico urbano donde el patrimonio histórico se encuentra rodeado por una red de calles estrechas, en gran parte peatonales. A partir del siglo XIX y sobre todo del siglo XX, la ciudad comenzó a desbordar el perímetro de la muralla. Progresivamente se establecieron barrios que aumentaron su población y que fueron alejándose del centro y que se caracterizan por sus diferencias en cuanto a población y equipamientos.

### Relieve

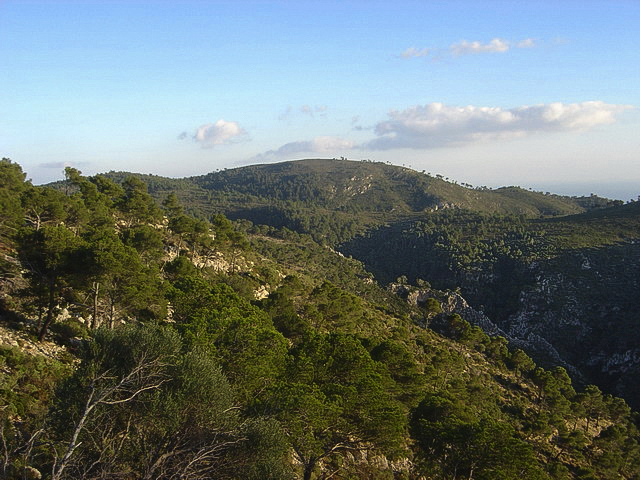
Sierra de Na Burguesa

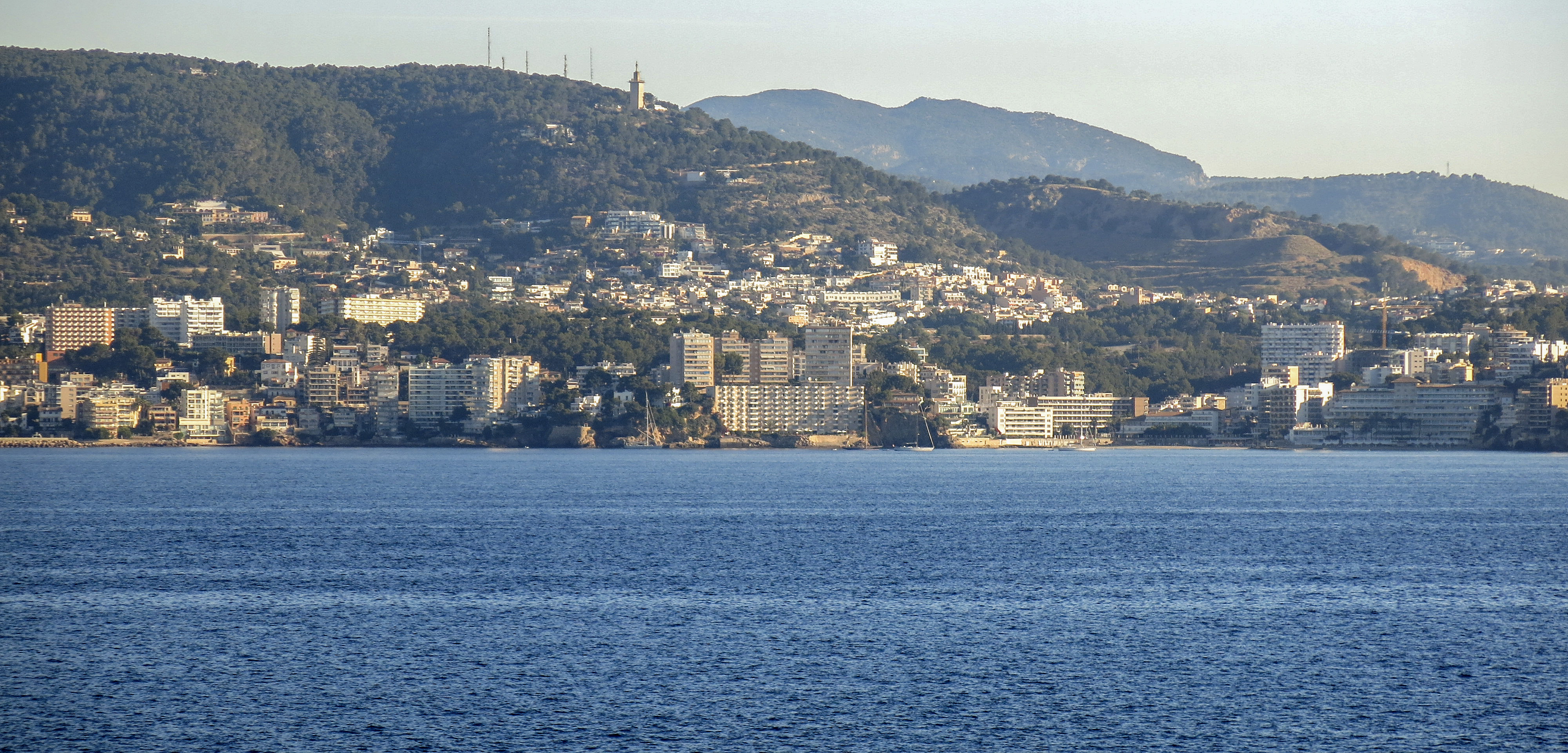
Costa de Palma y Na Burguesa al fondo

Su relieve viene marcado por el contraste entre las sierras al oeste del término y en el resto del municipio, de características mucho más llanas.
Su sierra principal se llama Na Burguesa y está situada entre la urbanización Son Vida y la finca calviense de Son Falconer, y al igual que el resto de los montes de Mallorca, tiene su origen en la orogenia alpina. Es la zona más meridional de la sierra de Tramontana. Antaño se la conocía como Portopí o sierra d'en Bou. Tiene una altura de 500 m s. n. m. y está cubierta por importantes formaciones de pinar y garriga mediterránea. Las sierras están compuestas de materiales triásicos y jurásicos, calizas y dolomías principalmente, con presencia de margas y yesos también. Las sierras presentan una complicada estructura tectónica, que conforma un relieve plegado con numerosos cabalgamientos, y bastante fracturado. El carácter kárstico de la Tramontana provoca peculiares fisonomías en las rocas, sobre todo numerosas cuevas, y algunas dolinas y lapiaces, etc.
El resto del término municipal es relativamente llano, con amplios valles rellenados por materiales cuaternarios y terciarios poco deformados, en disposición subhorizontal, y pequeñas colinas, de materiales mesozoicos, aflorando ocasionalmente.
Su litoral se compone de materiales calcáreos (Calcarenito y similares), sobre los cuales se asienta una variada vegetación según el sustrato, rocoso o arenoso, y la adaptación a la sal, al viento y a la falta de agua como factores determinantes.

### Clima

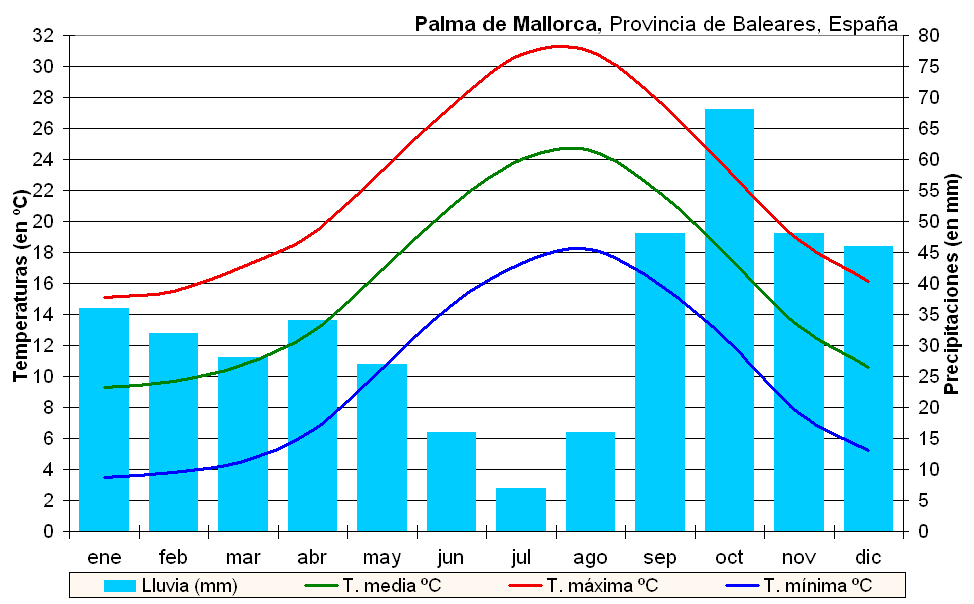
Climograma de Palma. Datos del observatorio del aeropuerto

De acuerdo a la clasificación climática de Köppen, el clima de Palma es subtropical mediterráneo en general, dándose en la ciudad el clima Csa (clima mediterráneo), con una temperatura media de 18,2 °C. Las afueras de la ciudad, como el aeropuerto de Palma, presentan climas BSk (clima semiárido frío). Además, el clima mediterráneo de tipo Csa también se da en algunos lugares del municipio con mayor precipitación, especialmente en las afueras de la ciudad y en las zonas de mayor altitud. El clima está influido por dos tipos de circulación atmosférica que se manifiestan en dos estaciones bien diferenciadas: verano cálido y seco, con escaso gradiente de presión, y precipitaciones ocasionales como contraposición a un invierno húmedo y fresco. El mes más frío es enero, con 15,4/8,3 °C y el más caluroso agosto, con 29,8/22,5 °C. Existen precipitaciones durante aproximadamente 51 días al año y unas 2779 horas de sol. La temperatura media en verano es de 27 °C y en invierno de 14 °C. El mes más seco es julio, descendiendo hasta una media de 7,8 l/m², mientras que el más lluvioso es diciembre, con una media de 81,1 l/m². La zona se encuentra resguardada del viento nórdico de la Tramontana por montañas de más de mil metros de altura.
La variación térmica de sus aguas tiene una amplitud de en torno a 15 °C. Durante el invierno desciende hasta unos 13 °C. Las nevadas son ocasionales, siendo más frecuentes las heladas. A finales de la primavera se produce un calentamiento que eleva la temperatura un grado cada semana. Durante el verano existe una capa superficial de 25 cm que llega a calentarse por encima de los 25 °C (algo así como una termoclina).

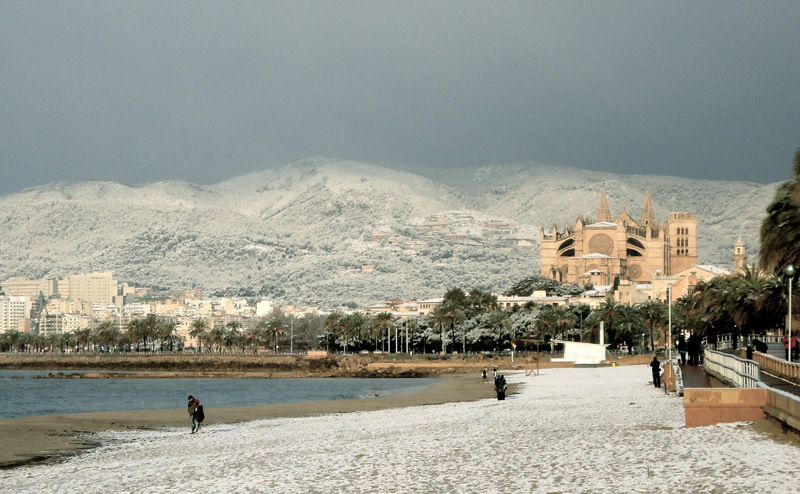
Las nevadas copiosas son infrecuentes. En febrero de 2012 se produjo la mayor desde 1956

A continuación se muestran los valores climatológicos en el periodo 1991-2020 (excepto las extremas, que están tomadas en el periodo indicado) de los dos observatorios de la AEMET situados en el municipio de Palma: el primero situado en el puerto de Palma a 3 m s. n. m. y el segundo en el aeropuerto de Palma a 8 m s. n. m.
| Parámetros climáticos promedio de Observatorio del Puerto de Palma (3 m s. n. m.) (Periodo de referencia: 1991-2020, extremas: 1978-presente) | Parámetros climáticos promedio de Observatorio del Puerto de Palma (3 m s. n. m.) (Periodo de referencia: 1991-2020, extremas: 1978-presente) | Parámetros climáticos promedio de Observatorio del Puerto de Palma (3 m s. n. m.) (Periodo de referencia: 1991-2020, extremas: 1978-presente) | Parámetros climáticos promedio de Observatorio del Puerto de Palma (3 m s. n. m.) (Periodo de referencia: 1991-2020, extremas: 1978-presente) | Parámetros climáticos promedio de Observatorio del Puerto de Palma (3 m s. n. m.) (Periodo de referencia: 1991-2020, extremas: 1978-presente) | Parámetros climáticos promedio de Observatorio del Puerto de Palma (3 m s. n. m.) (Periodo de referencia: 1991-2020, extremas: 1978-presente) | Parámetros climáticos promedio de Observatorio del Puerto de Palma (3 m s. n. m.) (Periodo de referencia: 1991-2020, extremas: 1978-presente) | Parámetros climáticos promedio de Observatorio del Puerto de Palma (3 m s. n. m.) (Periodo de referencia: 1991-2020, extremas: 1978-presente) | Parámetros climáticos promedio de Observatorio del Puerto de Palma (3 m s. n. m.) (Periodo de referencia: 1991-2020, extremas: 1978-presente) | Parámetros climáticos promedio de Observatorio del Puerto de Palma (3 m s. n. m.) (Periodo de referencia: 1991-2020, extremas: 1978-presente) | Parámetros climáticos promedio de Observatorio del Puerto de Palma (3 m s. n. m.) (Periodo de referencia: 1991-2020, extremas: 1978-presente) | Parámetros climáticos promedio de Observatorio del Puerto de Palma (3 m s. n. m.) (Periodo de referencia: 1991-2020, extremas: 1978-presente) | Parámetros climáticos promedio de Observatorio del Puerto de Palma (3 m s. n. m.) (Periodo de referencia: 1991-2020, extremas: 1978-presente) | Parámetros climáticos promedio de Observatorio del Puerto de Palma (3 m s. n. m.) (Periodo de referencia: 1991-2020, extremas: 1978-presente) |
| Mes | Ene. | Feb. | Mar. | Abr. | May. | Jun. | Jul. | Ago. | Sep. | Oct. | Nov. | Dic. | Anual |
| --- | --- | --- | --- | --- | --- | --- | --- | --- | --- | --- | --- | --- | --- |
| Temp. máx. abs. (°C) | 24.2 | 24.4 | 27.3 | 28.9 | 32.0 | 36.5 | 38.0 | 39.1 | 35.5 | 31.2 | 27.6 | 26.0 | 39.1 |
| Temp. máx. media (°C) | 15.7 | 15.7 | 17.6 | 19.7 | 23.0 | 27.0 | 29.7 | 30.2 | 27.4 | 24.0 | 19.5 | 16.8 | 22.2 |
| Temp. media (°C) | 12.1 | 12.0 | 13.8 | 16.0 | 19.3 | 23.2 | 26.0 | 26.6 | 23.8 | 20.4 | 16.0 | 13.4 | 18.6 |
| Temp. mín. media (°C) | 8.5 | 8.4 | 9.9 | 12.2 | 15.5 | 19.4 | 22.4 | 23.0 | 20.1 | 16.8 | 12.4 | 9.9 | 14.9 |
| Temp. mín. abs. (°C) | 0.0 | -0.1 | 1.6 | 4.4 | 8.0 | 11.0 | 15.8 | 15.8 | 10.0 | 8.4 | 3.8 | 2.5 | -0.1 |
| Precipitación total (mm) | 44 | 37 | 29 | 38 | 32 | 14 | 5 | 22 | 60 | 73 | 68 | 49 | 470 |
| Días de precipitaciones (≥ 1 mm) | 6.2 | 5.9 | 4.6 | 4.7 | 3.1 | 1.9 | 0.6 | 1.8 | 5.3 | 6.3 | 7.2 | 5.9 | 53.6 |
| Días de nevadas (≥ 0.01 mm) | 0.2 | 0.3 | 0.0 | 0.0 | 0.0 | 0.0 | 0.0 | 0.0 | 0.0 | 0.0 | 0.0 | 0.0 | 0.5 |
| Horas de sol | 167 | 172 | 217 | 249 | 298 | 327 | 353 | 319 | 234 | 208 | 162 | 152 | 2849 |
| Humedad relativa (%) | 74 | 73 | 71 | 69 | 70 | 68 | 69 | 70 | 72 | 75 | 74 | 75 | 71 |
| Fuente n.º 1: Agencia Estatal de Meteorología                                                                                                 | | | | | | | | | | | | | |
| Fuente n.º 2: Agencia Estatal de Meteorología (extremos)                                                                                      | | | | | | | | | | | | | |

| Parámetros climáticos promedio de Observatorio del Aeropuerto de Palma (8 m s. n. m.) (Periodo de referencia: 1991-2020, extremas: 1954-presente) | Parámetros climáticos promedio de Observatorio del Aeropuerto de Palma (8 m s. n. m.) (Periodo de referencia: 1991-2020, extremas: 1954-presente) | Parámetros climáticos promedio de Observatorio del Aeropuerto de Palma (8 m s. n. m.) (Periodo de referencia: 1991-2020, extremas: 1954-presente) | Parámetros climáticos promedio de Observatorio del Aeropuerto de Palma (8 m s. n. m.) (Periodo de referencia: 1991-2020, extremas: 1954-presente) | Parámetros climáticos promedio de Observatorio del Aeropuerto de Palma (8 m s. n. m.) (Periodo de referencia: 1991-2020, extremas: 1954-presente) | Parámetros climáticos promedio de Observatorio del Aeropuerto de Palma (8 m s. n. m.) (Periodo de referencia: 1991-2020, extremas: 1954-presente) | Parámetros climáticos promedio de Observatorio del Aeropuerto de Palma (8 m s. n. m.) (Periodo de referencia: 1991-2020, extremas: 1954-presente) | Parámetros climáticos promedio de Observatorio del Aeropuerto de Palma (8 m s. n. m.) (Periodo de referencia: 1991-2020, extremas: 1954-presente) | Parámetros climáticos promedio de Observatorio del Aeropuerto de Palma (8 m s. n. m.) (Periodo de referencia: 1991-2020, extremas: 1954-presente) | Parámetros climáticos promedio de Observatorio del Aeropuerto de Palma (8 m s. n. m.) (Periodo de referencia: 1991-2020, extremas: 1954-presente) | Parámetros climáticos promedio de Observatorio del Aeropuerto de Palma (8 m s. n. m.) (Periodo de referencia: 1991-2020, extremas: 1954-presente) | Parámetros climáticos promedio de Observatorio del Aeropuerto de Palma (8 m s. n. m.) (Periodo de referencia: 1991-2020, extremas: 1954-presente) | Parámetros climáticos promedio de Observatorio del Aeropuerto de Palma (8 m s. n. m.) (Periodo de referencia: 1991-2020, extremas: 1954-presente) | Parámetros climáticos promedio de Observatorio del Aeropuerto de Palma (8 m s. n. m.) (Periodo de referencia: 1991-2020, extremas: 1954-presente) |
| Mes | Ene. | Feb. | Mar. | Abr. | May. | Jun. | Jul. | Ago. | Sep. | Oct. | Nov. | Dic. | Anual |
| --- | --- | --- | --- | --- | --- | --- | --- | --- | --- | --- | --- | --- | --- |
| Temp. máx. abs. (°C) | 22.5 | 24.0 | 28.6 | 30.7 | 35.0 | 41.4 | 40.6 | 40.2 | 38.2 | 33.6 | 27.2 | 23.8 | 41.4 |
| Temp. máx. media (°C) | 15.4 | 15.6 | 17.9 | 20.4 | 24.2 | 28.6 | 31.5 | 31.7 | 28.1 | 24.1 | 19.2 | 16.4 | 22.7 |
| Temp. media (°C) | 9.9 | 9.9 | 11.8 | 14.3 | 18.0 | 22.3 | 25.2 | 25.6 | 22.5 | 18.7 | 13.9 | 11.1 | 16.9 |
| Temp. mín. media (°C) | 4.2 | 4.2 | 5.8 | 8.1 | 11.8 | 16.0 | 18.9 | 19.6 | 16.9 | 13.3 | 8.7 | 5.7 | 11.1 |
| Temp. mín. abs. (°C) | -6.0 | -10.0 | -4.2 | -2.0 | 1.6 | 6.0 | 11.0 | 10.8 | 5.6 | 0.0 | -3.0 | -3.1 | -10.0 |
| Precipitación total (mm) | 40 | 32 | 23 | 32 | 28 | 13 | 4 | 16 | 57 | 67 | 62 | 50 | 425 |
| Días de precipitaciones (≥ 1 mm) | 6.0 | 5.3 | 4.1 | 4.4 | 3.3 | 2.0 | 0.5 | 1.7 | 5.1 | 6.0 | 6.7 | 5.8 | 50.8 |
| Días de nevadas (≥ 0.01 mm) | 0.1 | 0.2 | 0.0 | 0.0 | 0.0 | 0.0 | 0.0 | 0.0 | 0.0 | 0.0 | 0.0 | 0.0 | 0.4 |
| Horas de sol | 161 | 167 | 214 | 246 | 291 | 327 | 350 | 316 | 231 | 202 | 159 | 149 | 2813 |
| Humedad relativa (%) | 78 | 76 | 73 | 69 | 64 | 59 | 59 | 63 | 70 | 75 | 78 | 79 | 71 |
| Fuente n.º 1: Agencia Estatal de Meteorología | | | | | | | | | | | | | |
| Fuente n.º 2: Agencia Estatal de Meteorología (extremos)                                                                                          | | | | | | | | | | | | | |

### Hidrología

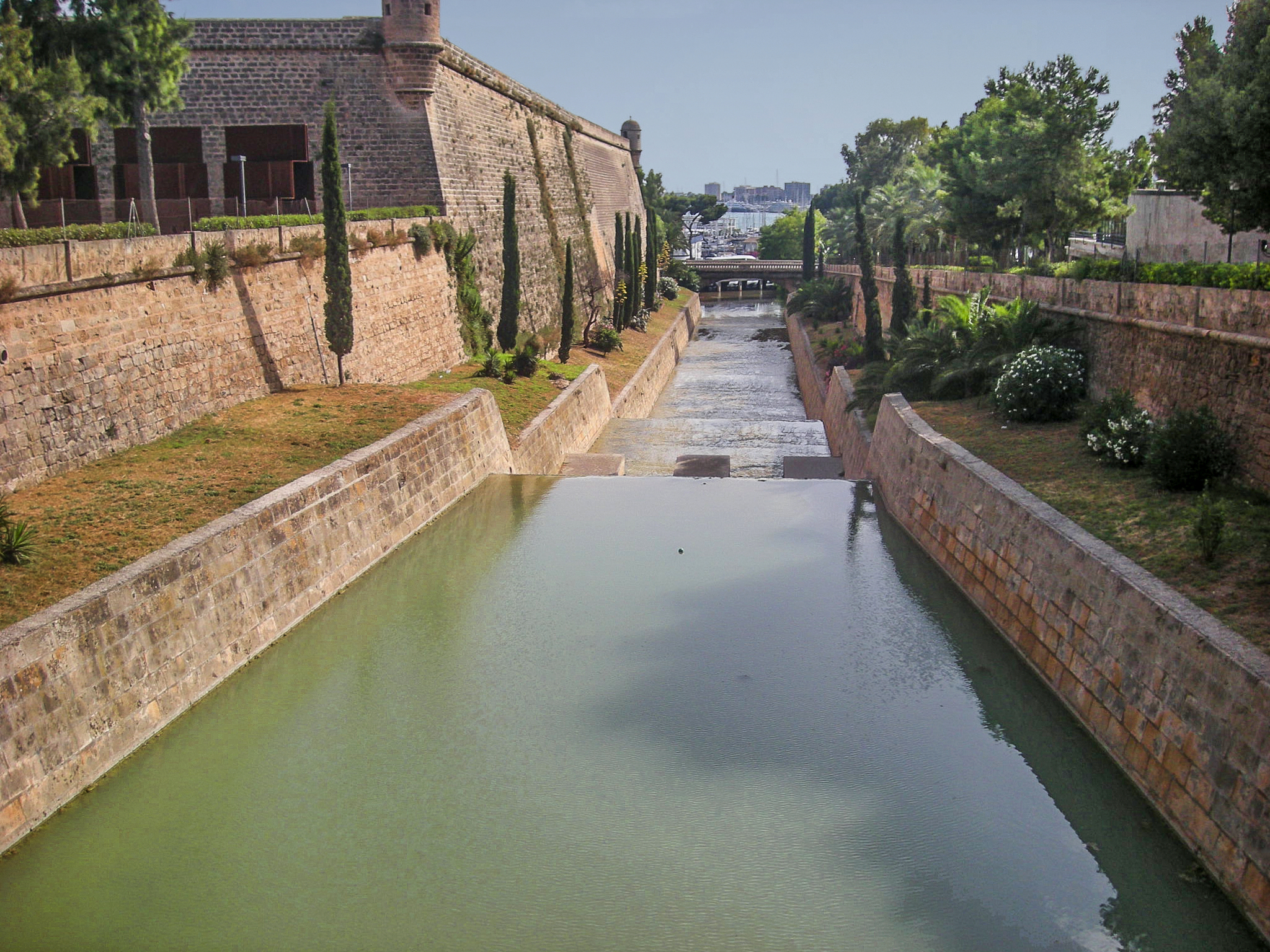
Torrente de la Riera

Según informes del Instituto Geológico y Minero de España, recibe 4,9 hectómetros cúbicos de lluvia al año, 0,1 de retorno de riego y 0,2 de infiltraciones de agua residual. Las salidas por bombeo son de 6,7 hectómetros cúbicos anuales, pero se llevó a cabo un proyecto siguiendo el Plan Hidrológico Balear para su reducción.

#### Torrentes
Debido al carácter torrencial de las precipitaciones ocurridas entre los meses de octubre y noviembre, su red hidrográfica contiene un gran caudal con diversos torrentes que recorren su geografía, presentando perfiles abruptos que canalizan las corrientes hacia el mar. Entre ellos se encuentra el torrente de la Riera, que nace en el término vecino de Puigpuñent y desemboca en la bahía de Palma. El torrente de Coanegra, que nace en el núcleo buñolés de Orient y que desemboca a la altura del Puente de Inca en el torrente Gros. Este es el más largo, con veinticinco kilómetros de recorrido y con 345 km² de cuenca hidrográfica. Este uadi tiene dos fuentes; en el Puig del Teix y en la sierra de Alfabia. Desemboca en la bahía de Palma, donde delimita los barrios de El Molinar y Coll de Rabasa.

### Fauna y flora

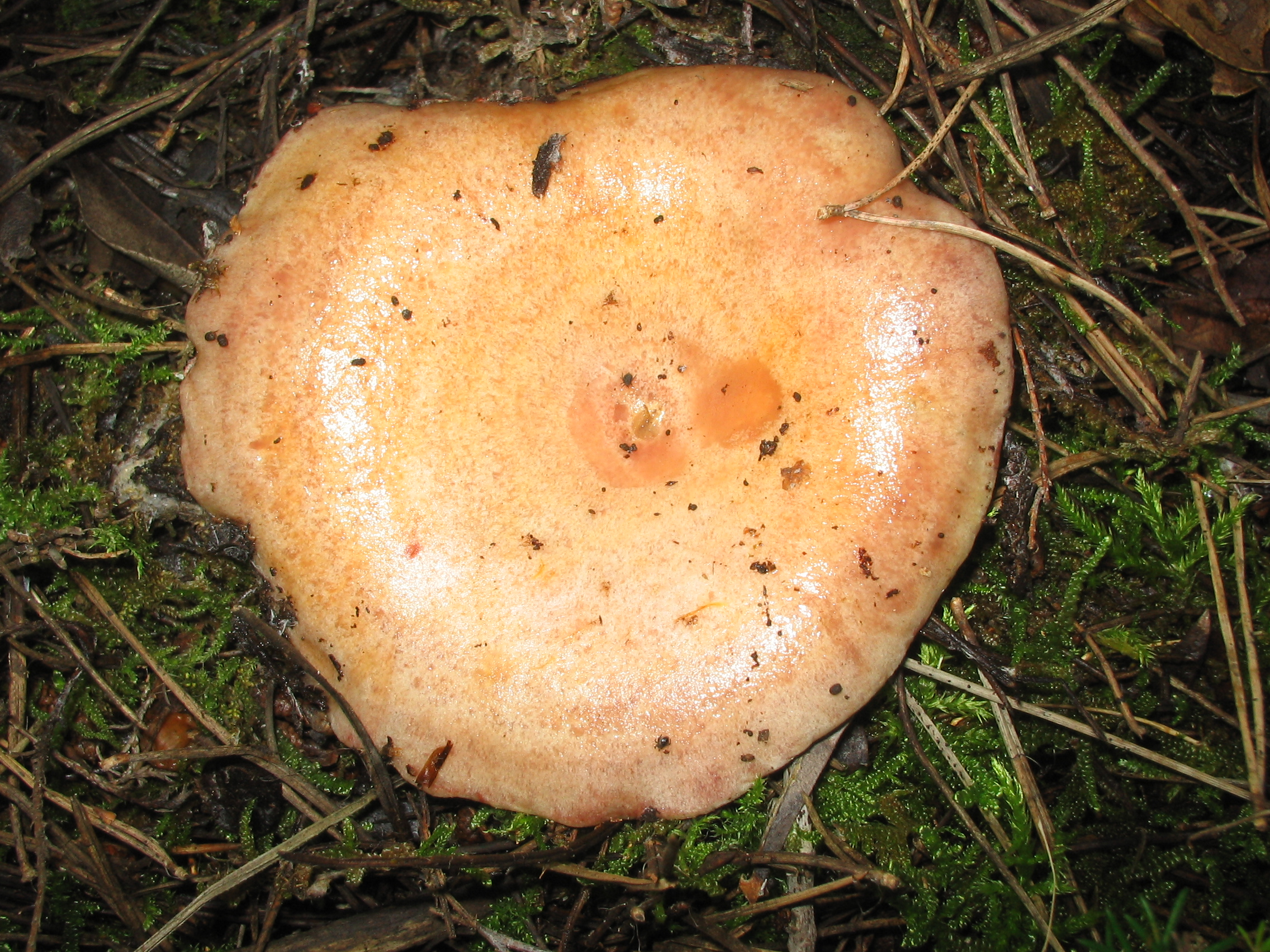
Esclata-sang, una especie de níscalo propia de las Baleares distinto del común Lactarius deliciosus. Crece en zonas de pinares, en relación micorrícica con el pino carrasco

Una gran parte de las áreas no urbanizadas del municipio corresponden a bosques y garrigas, principalmente de pinares, aunque en las últimas décadas ha sufrido desforestación. En las tierras cultivables destacan principalmente el almendro, algarrobos, olivos y, en menor medida, higueras. Algunas posesiones cultivan también cereales.
Las especies animales del entorno no resultan de especial relevancia debido a la elevada presencia humana, ausencia de recursos y dureza del clima. Las zonas a destacar consisten en su litoral rocoso y el archipiélago de Cabrera, que administrativamente pertenece a Palma y es desde 1991 parque nacional. Destaca su biodiversidad por el alto número de especies mediterráneas y endémicas que posee, tanto a nivel terrestre como marítimo. Algunas de las especies presentes en el archipiélago son la lagartija balear (Podarcis lilfordi), la gaviota de Audouin (Larus audouinii), el cormorán moñudo (Phalacrocorax aristotelis), el águila pescadora (Pandion haliaetus) así como varias especies de murciélagos autóctonos.
Entre su vegetación se encuentran las especies autóctonas de las islas junto a encinares y pinares. En su fauna se llegan a contar más de un millar de especies, entre las que destacan la pardela cenicienta, el cormorán, el vencejo, la pardela pichoneta y también gran número de reptiles, como la endémica salamanquesa común.
En cuanto a los hongos, las lluvias del otoño permiten la aparición de sus estructuras reproductivas (setas); destaca el esclata-sang, un tipo de níscalo ibérico. Es muy apreciado por su singular sabor y valor gastronómico, debido a que es la seta más usada en las recetas de gastronomía del archipiélago.
Las distintas especies de plantas silvestres que se encuentran en esta región pueden catalogarse en cuatro grupos de interés:
- Plantas herbáceas: se encuentran con mayor frecuencia ortigas, acederas (rumex pulcher) e hinojo (foeniculum vulgare), así como otras plantas silvestres como, por ejemplo, brezo.
- Plantas arbustivas: la más extendida y común es la mata de la cuenca mediterránea denominada aladierno (rhamnus alaternus), pero también se encuentran otras especies como el romero, el tomillo, una especie de estepa blanca (cistus albidus) y esparragueras de varias especies (asparagus acutifolius, asparagus albus, asparagus officinalis). También se puede hallar hiedra (hedera helix) y otra serie de plantas que están protegidas, como el palmito (chamaerops humilis), los mirtos y la sabina (juniperus phoenicea).[43]
- Helechos: cabe hacer mención al polipodio, el cual se reproduce en zonas de umbría y lugares frescos.
- Árboles: el árbol más común que crece en sus bosques es el pino carrasco. Uno de los mayores problemas a los que se enfrenta, consiste en las plagas de oruga procesionaria (Thaumetopoea pityocampa), por las cuales, una brigada especial lleva a cabo actuaciones de exterminio, colocando trampas y aniquilando sus nidos.[44] En la zona más próxima a la sierra de Tramontana, aunque en menor medida, se encuentran algunas encinas, álamos y fresnos.

## Historia

### Edad Antigua

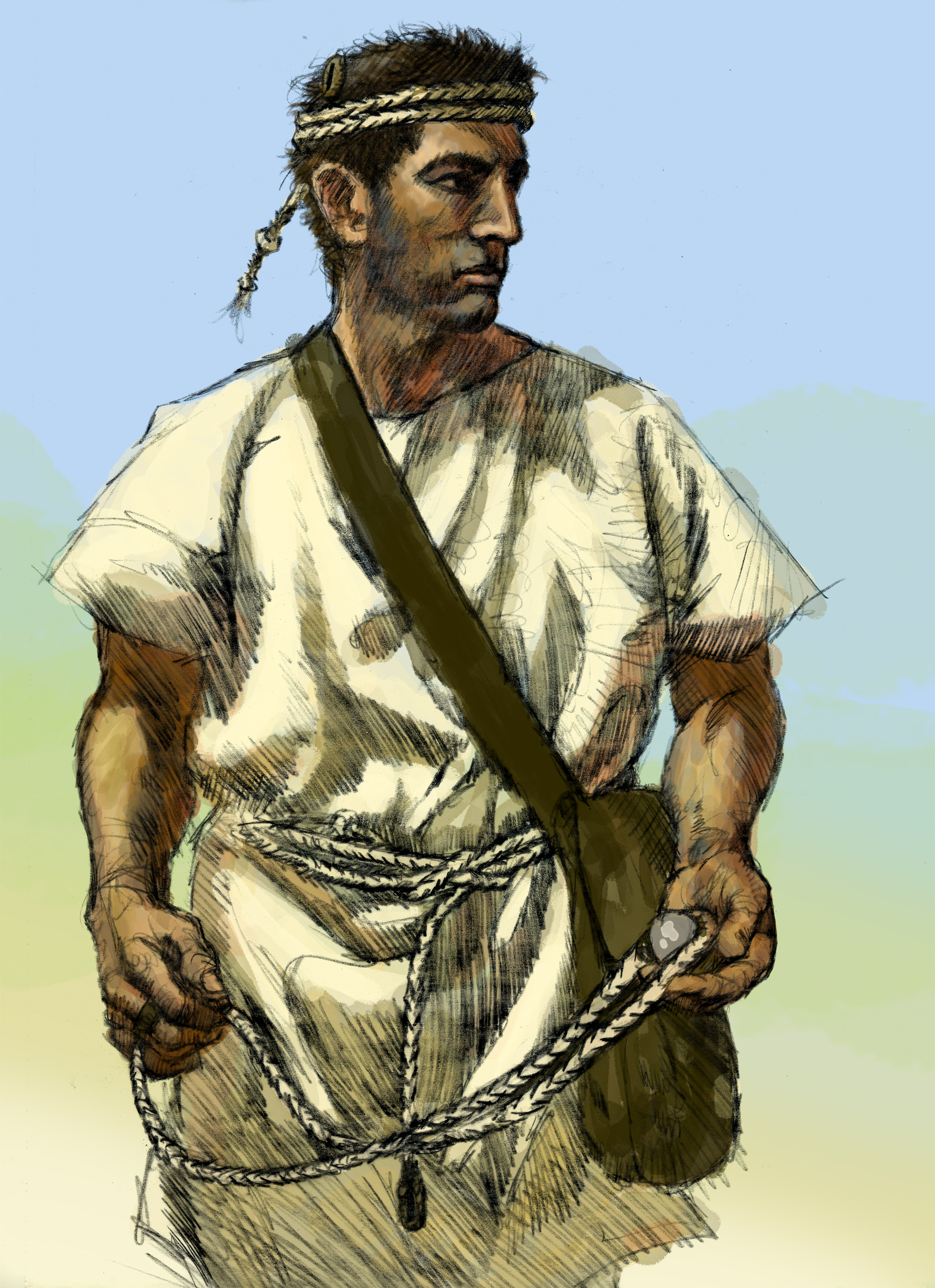
Los honderos baleáricos fueron uno de los primeros pueblos que habitaron y colonizaron las islas Baleares

Se cree que su actual asentamiento estaba ocupado embrionariamente por un poblado talayótico con fuertes vinculaciones con el mar. Posteriormente en el 123 a. C. fue invadida por una expedición militar dirigida por el cónsul romano Quintus Caecilius Metellus, el cual envolvió sus navíos con cuero para evitar, como había ocurrido en anteriores intentos, el hundimiento de su flota por parte de los honderos baleáricos, unos de los primeros habitantes que poblaron la isla, y que la defendían de las incursiones romanas lanzando sus proyectiles a la línea de flotación de las naves a efectos de hundirlas por los desperfectos que les causaban. Cuando el archipiélago balear pasó a ser la provincia Balearica los honderos fueron reclamados por toda Roma para reforzar sus ejércitos.
Habiendo los romanos conquistado ya la isla, fundaron cuatro ciudades, una de ellas era Palma, cuyos restos se encuentran enterrados bajo el actual barrio de La Seo, junto a la catedral. Su perímetro estaba delimitado por el mar, el antiguo curso del torrente de la Riera (actuales paseo del Borne y avenida Antonio Maura), las calles Miramar y Morey y las plazas de Cort y de Santa Eulalia. Estos marcan su extensión máxima, aunque no se sabe con certeza si fueron siempre así (desde su fundación) o se realizaron ampliaciones posteriores. El perímetro, dividido en manzanas de forma cuadrangular, estaba rodeado por una muralla que resistió hasta la conquista islámica, llegando esta a cercar un terreno de seis hectáreas aproximadamente. Tras la caída del Imperio romano de Occidente fue ocupada por vándalos y bizantinos.

### Edad Media

Catedral de Palma

En el año 903 la conquistó el general árabe Isam al-Jaulani, que contaba con la aprobación del emir de Córdoba Abd Allah y que la llamó Madina Mayurqa. De los árabes se conservan vestigios monumentales como el Palacio Real de La Almudaina, los baños árabes y la ciudad árabe enterrada bajo la ciudad actual.
El 31 de diciembre de 1229 fue conquistada por el rey Jaime I de Aragón, que la dotó de una municipalidad que abarcaba toda la isla (por ello se llamó la Ciutat de Mallorca). Su especial distribución, atravesada por el torrente de la Riera, dio lugar a la Villa de Arriba y Villa de Abajo, como núcleos de población urbana situados a cada una de las orillas de la riera.
Su situación geográfica le permitió un intenso comercio con los pueblos del Magreb, las señorías italianas y los dominios del Gran Turco, que le propiciaron una edad de oro. En la Lonja se realizaba un activo mercado de contratación vigilado por el Consulado del Mar, que velaba por el respeto a la legalidad vigente en todas las transacciones comerciales.

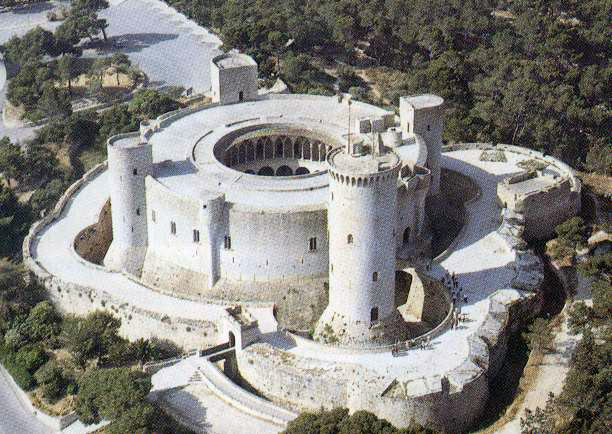
Castillo de Bellver, en una colina al oeste de la ciudad

Después de la conquista de la isla, Jaime I decidió derribar la antigua gran mezquita de Medina Mayurca para construir un gran templo dedicado a Santa María, debido a que al estallar un fuerte temporal durante la travesía por mar hacia la isla para conquistarla, prometió construirle una catedral en veneración, si esta les salvaba de la muerte. En 1346, fue consagrada por el rey Jaime II, aunque los trabajos y acabados continuaron bastantes años después, ya que no se terminó hasta 1601, y, en rigor, se siguió (y se sigue) reformando y restaurando cada poco tiempo. Se trata de la catedral con el mayor rosetón del mundo gótico (existen catedrales con rosetones de mayores dimensiones, pero pertenecen al neogótico) y una de las que posee una nave de mayor altura entre las de estilo gótico europeas.

### Edad Moderna
A principios del siglo XVI, la rebelión de las Germanías y los frecuentes ataques de los piratas turcos y magrebíes provocaron una reducción de las actividades comerciales y grandes inversiones en su fortificación. Como consecuencia de esto, entró en una época de decadencia que se alargó hasta finales del siglo XVII. En esas mismas fechas, la riera fue desviada del centro, se construyó el bastión poligonal del muelle, y la muralla renacentista sustituyó a la medieval.
En el siglo XVII, Mallorca se caracterizó por las bandas de bandoleros por lo que Palma quedó dividida en dos principales facciones, los Canamunt y los Canavall, con graves repercusiones sociales y económicas. El puerto resurgió durante la segunda mitad de siglo, debido a la expansión del corsarismo mallorquín y a finales de este, aumentó la persecución de la Inquisición a los descendientes de los judíos conversos, denominados chuetas.
En el siglo XVIII, la derrota de la Corona de Aragón en la guerra de Sucesión provocó la llegada de unidades y autoridades militares castellanas y los Decretos de Nueva Planta del año 1715, promulgados por Felipe V. Este decreto modificó el régimen de gobierno de la isla y lo separó del gobierno municipal de Palma, recuperando ésta el topónimo romano de «Palma» y añadiéndosele la coletilla «de Mallorca» para diferenciarla del resto de Palmas. En ese mismo siglo Carlos III liberalizó el comercio con América, por lo que la actividad comercial y portuaria de Palma creció. Uno de los militares más influyentes de esta época, fue el teniente general de la Real Armada Española, el mallorquín Antonio Barceló.

### Edad Contemporánea

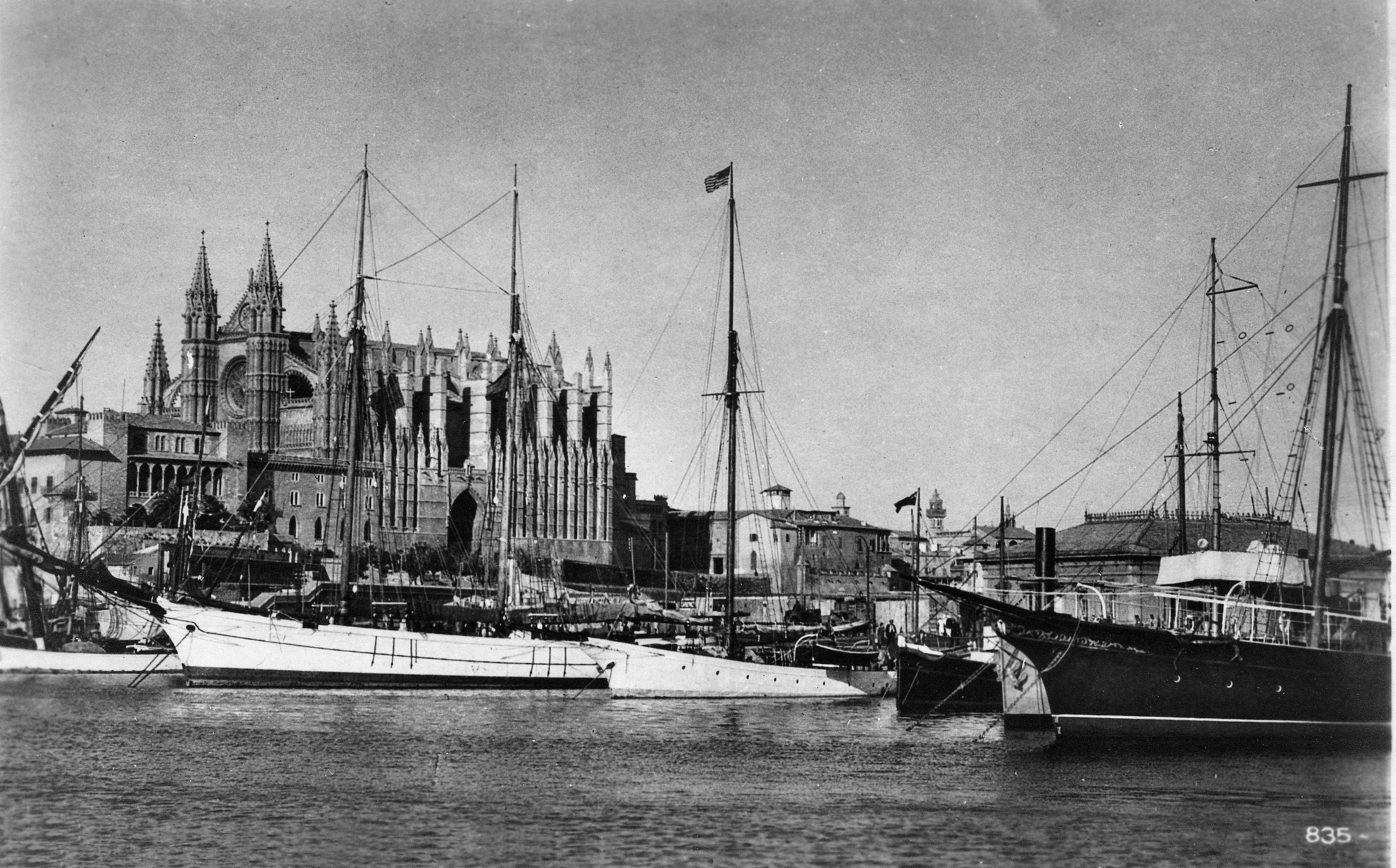
Puerto de Palma en 1920

La ocupación francesa de Argelia en el siglo XIX acabó con el peligro de los ataques magrebíes en Mallorca, lo cual favoreció la expansión de las líneas marítimas y navieras y, por tanto, su crecimiento económico, al verse demográficamente ampliada con el nacimiento de nuevos núcleos de población.
En 1838 se inauguró la línea marítima de barcos de vapor Barcelona-Palma, hecho que facilitó la llegada de viajeros desde la península ibérica y desde el extranjero. La primera guía turística de Palma se publicó en 1845 y durante la segunda mitad del siglo se publicaron diferentes obras que dieron a conocer a toda Europa las singularidades geográficas, culturales y etnográficas de las islas Baleares. Destaca la publicación del archiduque Luis Salvador de Austria titulada Die Baleares in Wort und Bild Geschildert. En esta época llegaban viajeros motivados por deseos de aventura, interés por explorar un mundo y una sociedad diferente de la que conocían, o incluso por razones terapéuticas, como fue por ejemplo el caso de Frédéric Chopin. La publicación y difusión de obras referidas a la isla contribuyeron a convertirla en lugar de destino preferente para muchos viajeros, ilustrados, artistas y geógrafos.
Uno de sus afamados personajes fue Valeriano Weyler, el cual ostentó los cargos de marqués de Tenerife, duque de Rubí, grande de España, y capitán general de Cuba durante la sublevación independentista de José Martí y Máximo Gómez. Nació en Palma el 17 de septiembre de 1838 y falleció en Madrid, el 20 de octubre de 1930.

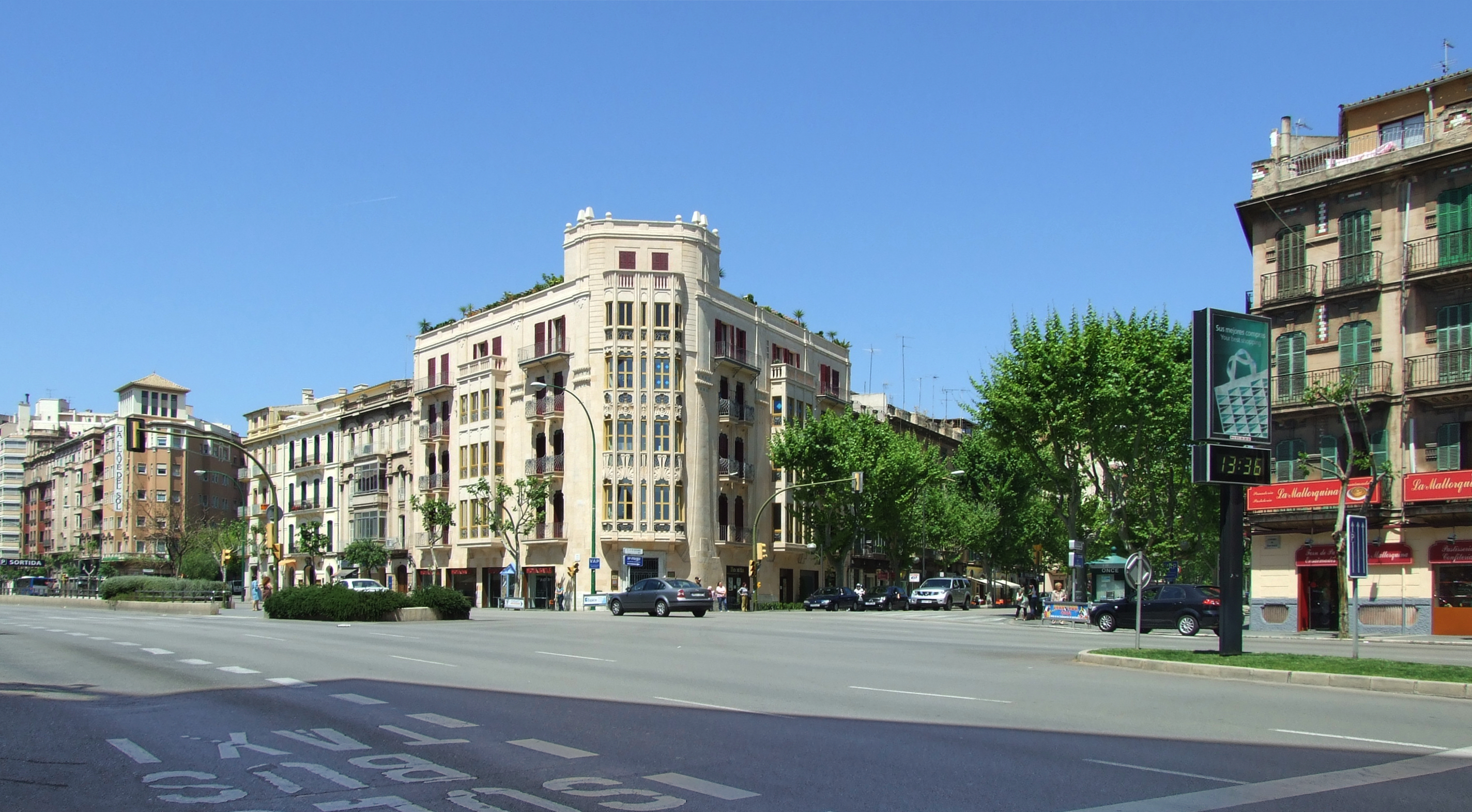
Inicio de la calle 31 de Diciembre, en las Avenidas

Las primeras bases de organización de un movimiento obrero surgieron a partir de 1869, cuando comenzó la publicación de un diario catalán llamado La Federación.
En 1901, debido al plan ideado por el ingeniero Bernardo Calvet, fueron demolidas las murallas de la antigua ciudad medieval. Los principales motivos eran la alta densidad de población y las malas condiciones higiénicas. En su lugar fueron construidas varias avenidas que circunvalan su casco histórico. El Plan Calvet contemplaba también la construcción del ensanche. Estas medidas provocaron un aumento de población, de los 63 873 habitantes de 1900 a los 117 188 de 1940.
Desde 1900, las islas consistían en destino turístico emergente y ya en 1903, el arquitecto Lluís Domènech i Montaner construyó el Gran Hotel, un edificio modernista que consistió en el precursor del turismo de la isla. Pocos años después, en 1905, se creó el Fomento de Turismo de Mallorca. La implantación de Primo de Rivera en 1923 supuso el crecimiento de los sindicatos socialistas.
Durante la guerra civil española la isla de Mallorca cayó bajo el control de las tropas sublevadas, hecho que produjo que se llevasen a cabo diversas acciones contra las mismas y que el 23 de julio de 1936 los aviones republicanos bombardeasen la ciudad.
A principios de la década de 1960 la aparición del fenómeno turístico cambió su fisonomía y la de toda la isla, transformándola en centro de atracción de visitantes y de intercambio sociológico de culturas. A partir de este momento el crecimiento del turismo en las Baleares fue absolutamente espectacular: de los 500 000 visitantes que recibió la isla el año 1960 pasó a más de 6 739 700 en el año 1997, con un movimiento de viajeros en el aeropuerto de Palma en 2001 de 19 207 045 personas y de 1 410 709 por vías marítimas. Esto hizo que las Islas Baleares pasasen a ocupar el lugar puntero de todo el Estado respecto del producto interior bruto por habitante, y que en 1996 fuese la única comunidad de España en superar la media de la Unión Europea.

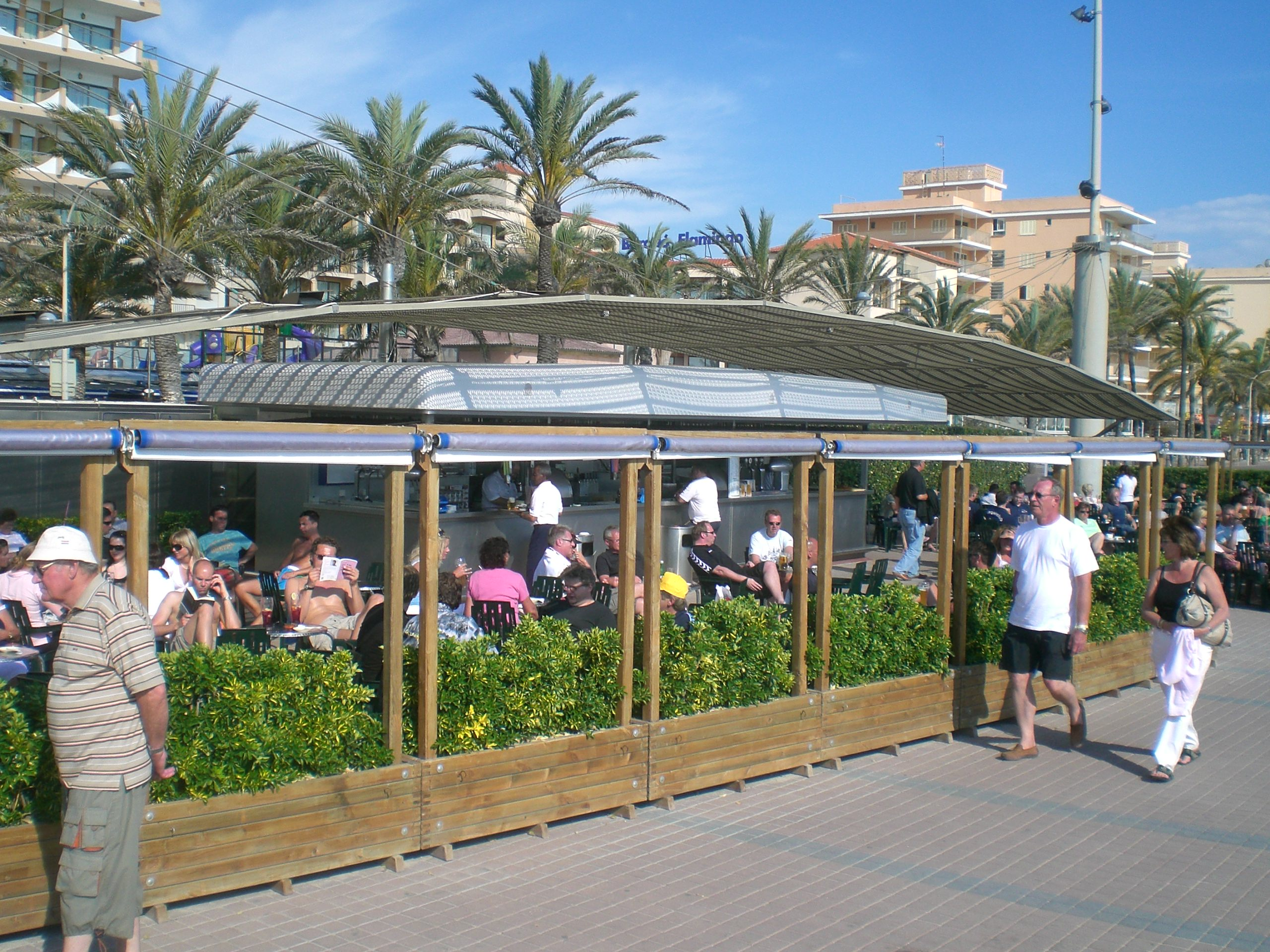
Balneario 6 de Playa de Palma. A partir de los años 1970 fueron construidos más de una docena de estos entre El Arenal y Can Pastilla

El 26 de septiembre de 1997 el rey Juan Carlos I concedió a su hija la infanta Cristina el título de duquesa de Palma con motivo de su enlace matrimonial con Iñaki Urdangarin. Entre finales de los años 1990 y principios del siglo XXI se ejecutaron en Palma una serie de proyectos urbanísticos. El primero de ellos fue la rehabilitación del barrio La Calatrava, iniciada en marzo de 1998, esta zona del casco histórico se encontraba en un alto estado de degradación causada por el abandono de muchos edificios y el narcotráfico. Otros proyectos de la misma etapa son la creación del sistema de recogida neumática de basura, el parque de las Estaciones, la prisión de Palma o el inicio de las obras del museo de arte moderno Es Baluard. Entre 2003 y 2007 se llevaron a cabo otros proyectos como la primera línea de metro, la calle Jacinto Verdaguer, el Palma Arena, la rehabilitación del Teatro Principal o la inauguración de la biblioteca de Can Salas. Muchos de estos proyectos estuvieron relacionados con diferentes casos de corrupción política que saldrían a la luz entre 2008 y 2011.
En octubre de 2007 la ciudad se vio afectada por un tornado que causó la muerte de una persona y daños materiales cifrados en torno a los 14 millones de euros. La zona más afectada fue el polígono industrial de Can Valero, donde varias naves quedaron totalmente destruidas. El 9 de agosto de 2009, diez días después del atentado terrorista de la banda ETA en Calviá que causó la muerte de dos guardias civiles, actúa por vez primera en su historia en Palma. Ese día llegaron a explotar hasta cuatro artefactos colocados en los baños de diferentes restaurantes y comercios de la ciudad, no se lamentaron víctimas.

## Demografía
Palma cuenta con una población de 431 521 habitantes (INE 2024).
| Gráfica de evolución demográfica de Palma de Mallorca entre 1842 y 2021 |
| |
| Población de derecho según los censos de población del INE Población de hecho según los censos de población del INEEn estos censos se denominaba Palma de Mallorca: 1991 y 2001 Entre el censo de 1920 y el anterior, crece el término del municipio porque incorpora a Establiments |

El crecimiento demográfico de Palma de Mallorca ha sido espectacular en los últimos años: mientras que de 1981 a 1996 apenas aumentó en 15 000 habitantes, pasando de 290 372 a 304 250. En los últimos cinco años ha crecido en unos 30 000, contando actualmente con más de 400 000, siendo la octava ciudad de España en número de habitantes, por detrás de Madrid, Barcelona, Valencia, Sevilla, Zaragoza, Málaga y Murcia. Superó la población de Bilbao en 2001 y a la de Las Palmas de Gran Canaria en 2006.
El municipio de Palma de Mallorca cuenta con 415 940 habitantes según el padrón de 2022 publicado por el INE. mientras que su área metropolitana cuenta con 560 240 habitantes (INE 2011) y 1015,68 km² de superficie, siendo la decimocuarta área metropolitana de España y un importante centro turístico, económico y poblacional.
Después de la Reconquista, su población, al igual que la del resto de la isla, se constituía básicamente de familias catalanas, occitanas e italianas que habían inmigrado animadas por los conquistadores.
Después de la Guerra Civil quedó completamente empobrecida. El hambre, el contrabando y la falta de empleo obligaron a los lugareños a retomar actividades agrarias que habían sido abandonadas por su escasa productividad. Para revitalizar la economía, la Administración llevó a cabo una política de obras públicas construyendo el puerto de Palma, junto a una campaña que promovía lunas de miel en Mallorca, con el objetivo de atraer turismo nacional que potenciase la riqueza de la isla. A partir de 1970, se produjo un aumento espectacular de la población como consecuencia del desarrollo turístico. La llegada continua de foráneos, tanto de regiones españolas como de otros países, aumentó la demanda de empleo.

## Administración y política

### Capitalidad
Palma es la capital de la comunidad autónoma de las Islas Baleares y en ella están ubicadas todas las instituciones autonómicas. También radica en Palma la Delegación del Gobierno de la Nación para Baleares. La capitalidad constituye un elemento diferenciador en relación con el resto de ciudades del archipiélago, por una mayor concentración de funcionarios autonómicos y estatales; una mayor población flotante que acude a ella para realizar trámites ante las diferentes Consejerías y Delegaciones regionales de muchas empresas e instituciones. También hay una mayor incidencia de la problemática social en cuanto a manifestaciones que los conflictos generan, lo que conlleva un gasto extra en muchas de las prestaciones y servicios del ayuntamiento. Palma también es la capital de la isla de Mallorca, lo que implica que se encuentre ubicada en la ciudad la sede del Consejo insular.

### Gobierno municipal

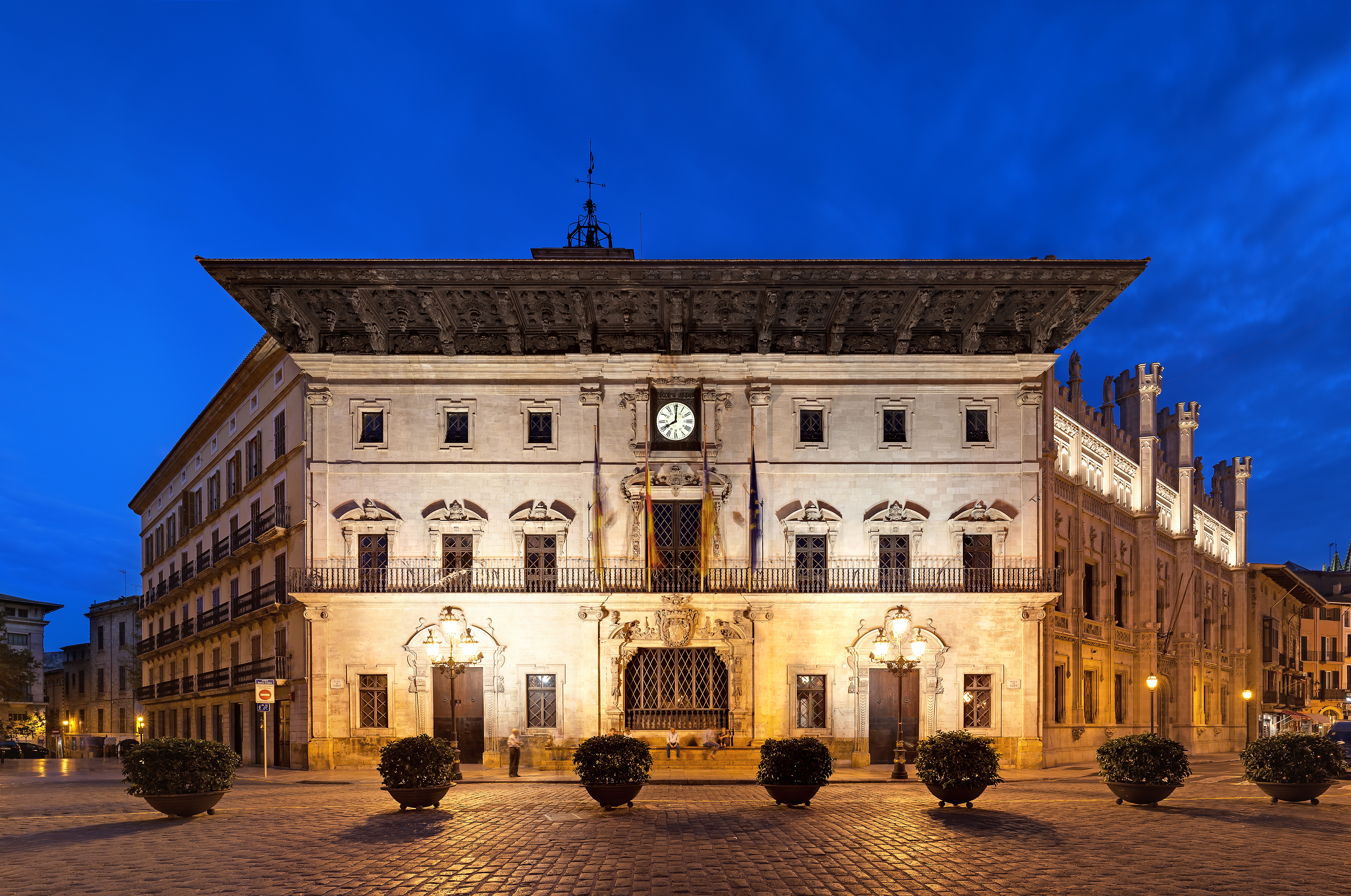
Ayuntamiento de Palma

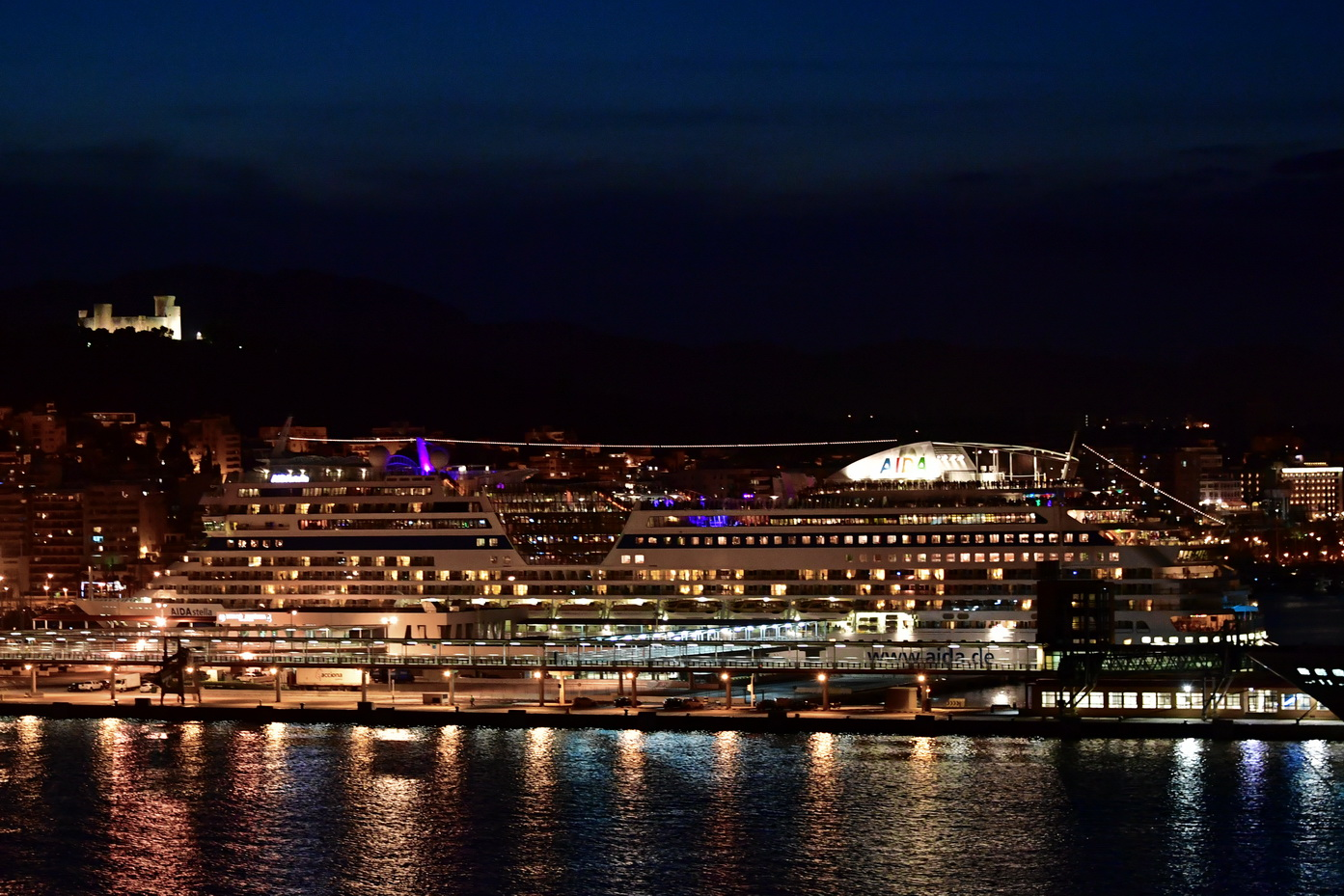
Vista nocturna de la ciudad

Su administración política se realiza a través de un ayuntamiento de gestión democrática cuyos componentes se eligen cada cuatro años por sufragio universal. El censo electoral está compuesto por todos los residentes empadronados en ella mayores de 18 años y nacionales de España y de los otros países miembros de la Unión Europea. Según lo dispuesto en la Ley del Régimen Electoral General, que establece el número de concejales elegibles en función de la población del municipio, la Corporación Municipal está formada por 29 concejales. La sede del ayuntamiento está emplazada en la plaza de Cort. Entre sus más destacados políticos, cabe mencionar a Joan Alcover, el cual fue también poeta y ensayista, así como Antonio Maura, presidente del Consejo de Ministros de España (1853-1925).
| Periodo   | Nombre                 | Partido | Partido                                            |
| --------- | ---------------------- | ------- | -------------------------------------------------- |
| 1979-1991 | Ramón Aguiló Munar     |         | Partit Socialista de les Illes Balears (PSIB-PSOE) |
| 1991-2003 | Joan Fageda Aubert     |         | Partido Popular (PP)                               |
| 2003-2007 | Catalina Cirer Adrover |         | Partido Popular (PP)                               |
| 2007-2011 | Aina Calvo Sastre      |         | Partit Socialista de les Illes Balears (PSIB-PSOE) |
| 2011-2015 | Mateu Isern Estela     |         | Partido Popular (PP)                               |
| 2015-2017 | José Hila              |         | Partit Socialista de les Illes Balears (PSIB-PSOE) |
| 2017-2019 | Antoni Noguera         |         | Més                                                |
| 2019-2023 | José Hila              |         | Partit Socialista de les Illes Balears (PSIB-PSOE) |
| 2023-act  | Jaime Martínez Llabrés |         | Partido Popular (PP)                               |

| Partido político                                           | 2023  | 2023   | 2023       | 2019  | 2019   | 2019       | 2015  | 2015   | 2015       | 2011  | 2011   | 2011       | 2007       | 2007       | 2007       |
| Partido político                                           | %     | Votos  | Concejales | %     | Votos  | Concejales | %     | Votos  | Concejales | %     | Votos  | Concejales | %          | Votos      | Concejales |
| Partido Popular (PP)                                       | 32,18 | 51 228 | 11         | 18,58 | 27 084 | 6          | 26,55 | 40 188 | 9          | 48,11 | 69 779 | 17         | 46,05      | 66 150     | 14         |
| Partit Socialista de les Illes Balears (PSIB-PSOE)         | 24,87 | 39 585 | 8          | 26,46 | 38 564 | 9          | 18,95 | 28 675 | 6          | 26,94 | 39 071 | 9          | 35,41      | 50 862     | 11         |
| Vox                                                        | 20,47 | 32 586 | 6          | 13,11 | 19 111 | 4          | —     | —      | —          | —     | —      | —          | —          | —          | —          |
| Més (PSM-IV-EN-APIB)                                       | 9,33  | 14 865 | 3          | 10,49 | 15 287 | 3          | 15,74 | 23 831 | 5          | 8,28  | 12 005 | 3          | 8,21       | 11 786     | 2          |
| Podem-Esquerra Unida de les Illes Balears (EUIB)-Som Palma | 5,09  | 8105   | 1          | 10,72 | 15 623 | 3          | 14,76 | 22 346 | 5          | 3,80  | 5519   | 0          | Con PSM-EN | Con PSM-EN | Con PSM-EN |
| Ciudadanos (CS)                                            | 1,87  | 2987   | 0          | 12,35 | 18 003 | 4          | 11,73 | 17 754 | 4          | —     | —      | —          | —          | —          | —          |

Transparencia
El Ayuntamiento de Palma obtuvo la máxima nota (100 %) en transparencia en el informe de la ONG Transparencia Internacional realizado en 2014. En las seis áreas analizadas: información sobre la corporación municipal; relaciones con los ciudadanos y la sociedad; transparencia económico-financiera; contrataciones de servicios; materias de urbanismo y obras públicas; está situado en el primer puesto de la clasificación empatado con otros ayuntamientos.

### Organización territorial
A causa de la aplicación de la Ley de Grandes Ciudades, desde marzo de 2005 la ciudad de Palma está dividida en cinco distritos. Estos distritos están mandados por un concejal responsable, popularmente conocido como «alcalde de barrio». En cada uno de los distritos se ha instalado una «oficina de distrito» donde los ciudadanos pueden realizar cualquier gestión con el ayuntamiento. De esta manera se ha descentralizado el gobierno municipal. Los distritos son:

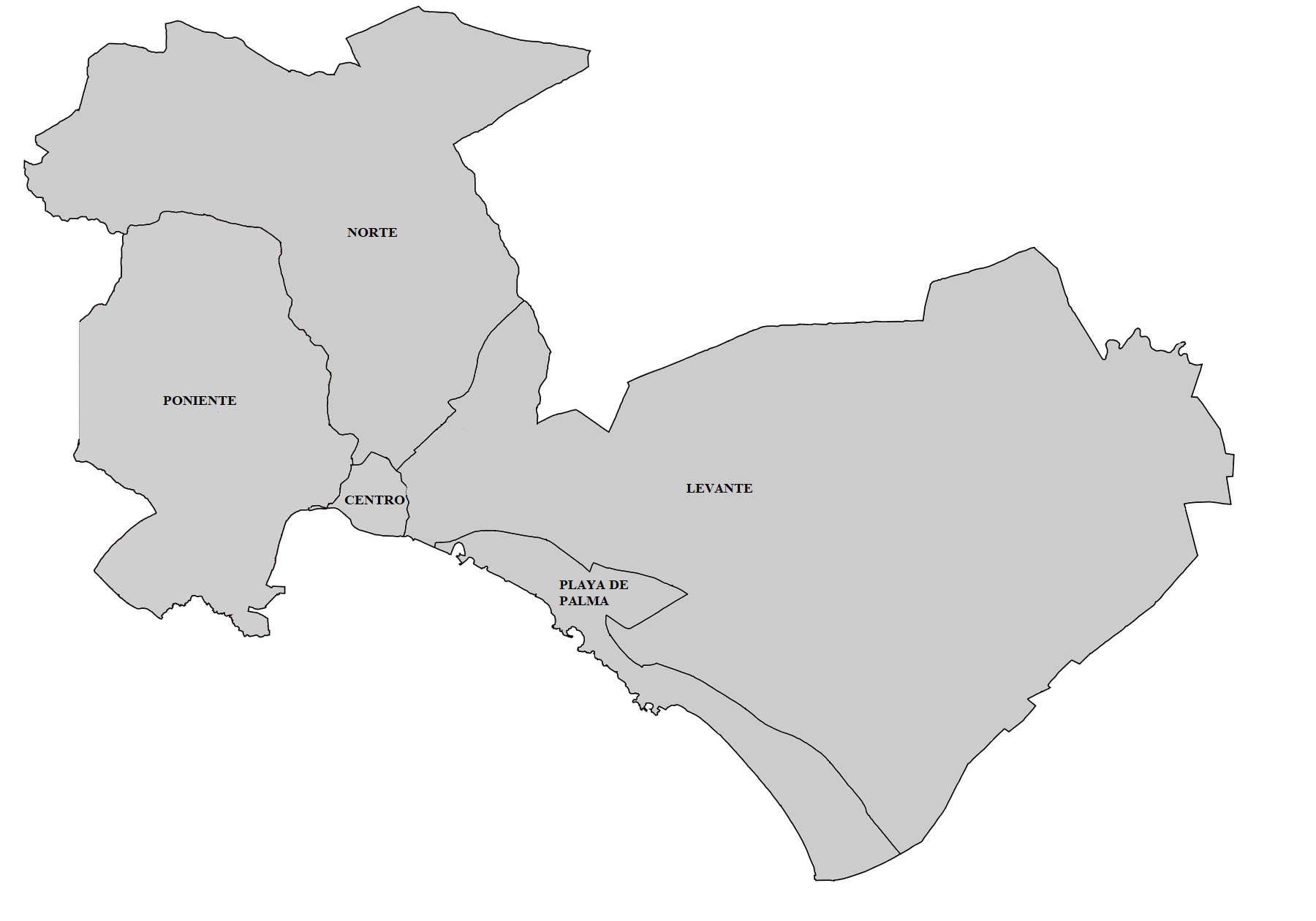
Distritos de Palma de Mallorca

- Distrito Norte: está delimitado por la Ma-13, la línea de ferrocarril Palma-Inca, las Avenidas, el torrente de la Riera y los términos municipales de Buñola, Marrachí, Puigpuñent, Esporlas y Valldemosa.[69]
- Distrito Centro: está delimitado por las Avenidas, el torrente de la Riera y el mar Mediterráneo. Incluye el subarchipiélago de Cabrera.[70]
- Distrito Poniente: está delimitado por el torrente de la Riera, el mar Mediterráneo y los términos municipales de Calviá y Puigpuñent. Incluye el castillo de Bellver.[71]
- Distrito Levante: está delimitado por las Avenidas, la línea de ferrocarril Palma-Inca, las autovías Ma-13 y Ma-19, el mar Mediterráneo y los términos municipales de Marrachí, Santa María del Camino, Santa Eugenia, Algaida, y Llucmajor. Incluye el Aeropuerto de Son Sant Joan.[72]
- Playa de Palma: está delimitado por el mar Mediterráneo, por la autovía Ma-19 y por el término municipal de Llucmajor.[73]

### Instituciones autonómicas
Es al Consejo Insular de Mallorca a quien corresponde el gobierno autonómico de la isla de Mallorca. El Gobierno de las Islas Baleares es el ente ejecutivo autonómico para todo el archipiélago balear, que comprende: Mallorca, Menorca, Ibiza y Formentera. Las principales competencias que gestiona el Gobierno son la educación no universitaria, la sanidad pública y la ordenación del territorio.

### Justicia
La Administración judicial comprende las sedes de la Presidencia del Tribunal Superior de Justicia de las Islas Baleares (TSJIB), la Audiencia Provincial y la cabeza del Partido Judicial n.º 3 de las Islas Baleares, cuya demarcación comprende la ciudad de Palma más 16 municipios de la isla. Las dependencias judiciales están situadas mayoritariamente en tres sedes diferentes. El conjunto de organismos judiciales es el siguiente:
Tribunal Superior de Justicia de las Islas Baleares
- Presidente; Sala Contencioso-Administrativo; Sala Civil-Penal; Sala Social (plaza del Mercado, 12)

Audiencia Provincial
Presidente; Penal: 3; Civil: 3 (plaza del Mercado, 12)
- Decanato Único (calle Travessa d'en Ballester. Edificio Sa Guerrería)

Juzgados
- de Primera Instancia: 23. Calle Travessa d'en Ballester. Edif. Sa Gerreria)
- de Instrucción (vía Alemania, 5)
- de lo Social (calle Travessa d'en Ballester. Edif. Sa Gerreria)
- de lo Contencioso-Administrativo (calle Travessa d'en Ballester. Edif. Sa Gerreria)
- de lo Mercantil calle Travessa d'en Ballester. Edif. Sa Gerreria
- de Violencia sobre la Mujer (calle Travessa d'en Ballester. Edif. Sa Gerreria)
- de lo Penal (vía Alemania, 5)
- de Vigilancia Penitenciaria (calle Posada de la Real, 6)
- de Menores (calle Travessa d'en Ballester. Edif. Sa Gerreria)
- Registro Civil Exclusivo: 2 (calle Travessa d'en Ballester. Edif. Sa Gerreria)

### Representación consular
Palma acoge un buen número de consulados, de aquellos países con los que se mantienen mayor número de relaciones comerciales o presencia de inmigrantes de esos países en la zona.

## Economía
Los dos principales motores de la economía son el turismo y la construcción, habiendo relegado a un segundo plano a la industria y al sector primario (agricultura, ganadería, pesca, minería). Las industrias de hotelería se encuentran entre las primeras de España e incluso del mundo entero. Las zonas que concentran mayor número de turistas son la Playa de Palma y el centro de la ciudad.

### Sector primario

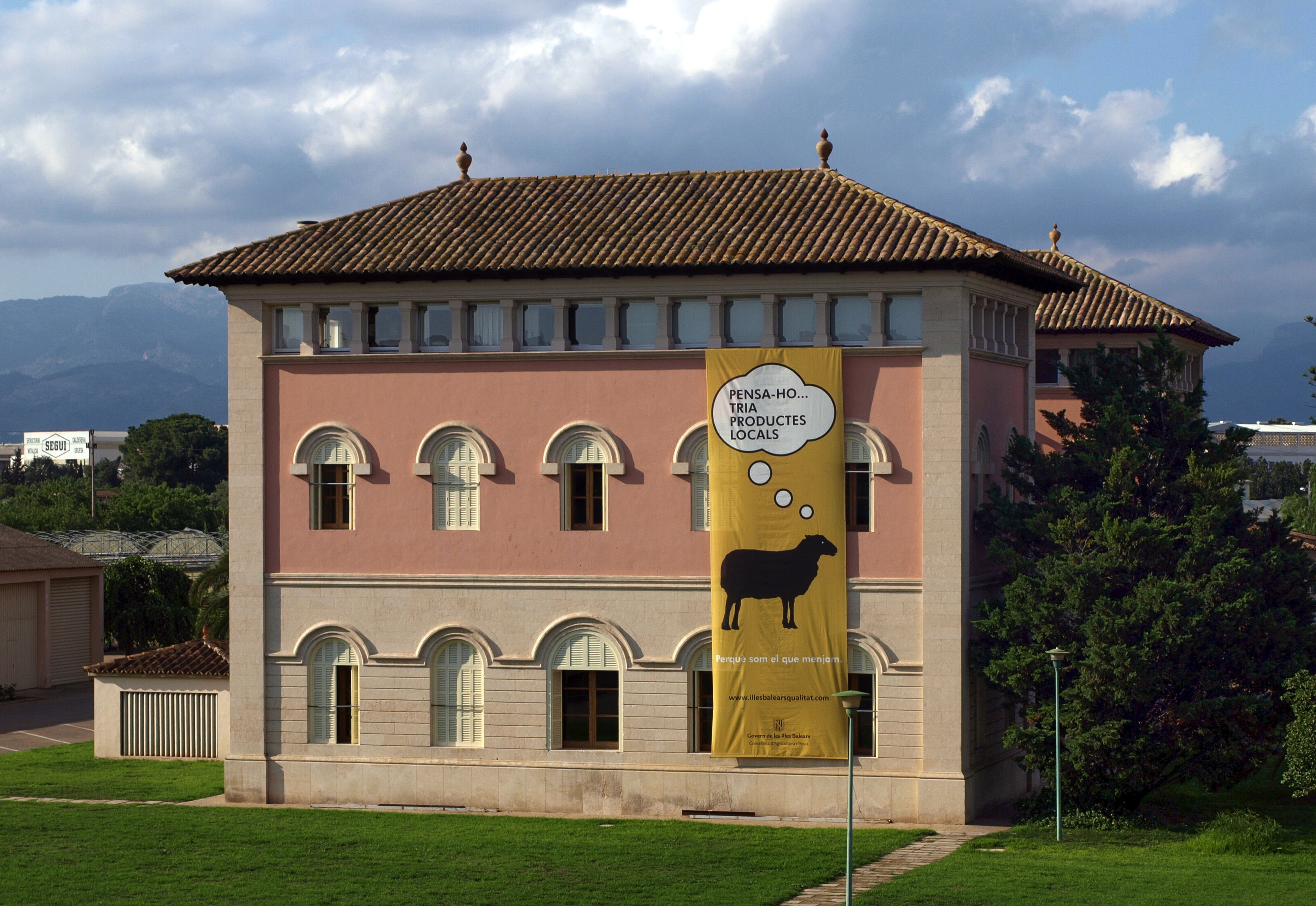
Escuela de Agricultura

Con la llegada del turismo durante los años 1970, la agricultura quedó relegada a un segundo plano en la economía municipal. Se basa principalmente en el cultivo de olivos, algarrobos y almendros. De la ganadería, destacan las cabañas de cerdos y ovejas y también una notable variedad de pesca. En su término municipal existen numerosas posesiones que antaño constituían las fuentes de abastecimiento alimenticio de la población. La agricultura y, en general, el sector primario en Palma, se sitúa en zonas colindantes con otros municipios de los distritos Norte (La Indiotería o Son Espanyol entre otros) y Levante (Son Ferriol o La Casa Blanca entre otros).
Las explotaciones agrarias, 695 según el censo de 1999, ocupaban 21 474 ha; el 90 % en propiedad, el 9 % en arrendamiento y un 1 % en otros regímenes de tenencia. 6126 ha están labradas (2695 de herbáceos, 2531 de frutales, 140 de olivar, una de viñedo y 760 de otros productos), 214 se dedican a pastos permanentes, 11 107 a explotaciones forestales y 4027 ha son otras tierras no forestales. La mayoría de ellas, 476, tenían menos de cinco hectáreas, y 43 superaban las cincuenta hectáreas. Las unidades ganaderas censadas en 1999 eran 4536: 1751 de bovino, 1746 de aves, 783 de ovino, 354 de porcino, 114 de equino, cincuenta y cinco de caprino y tres conejas madres.

### Sector secundario

#### Industria

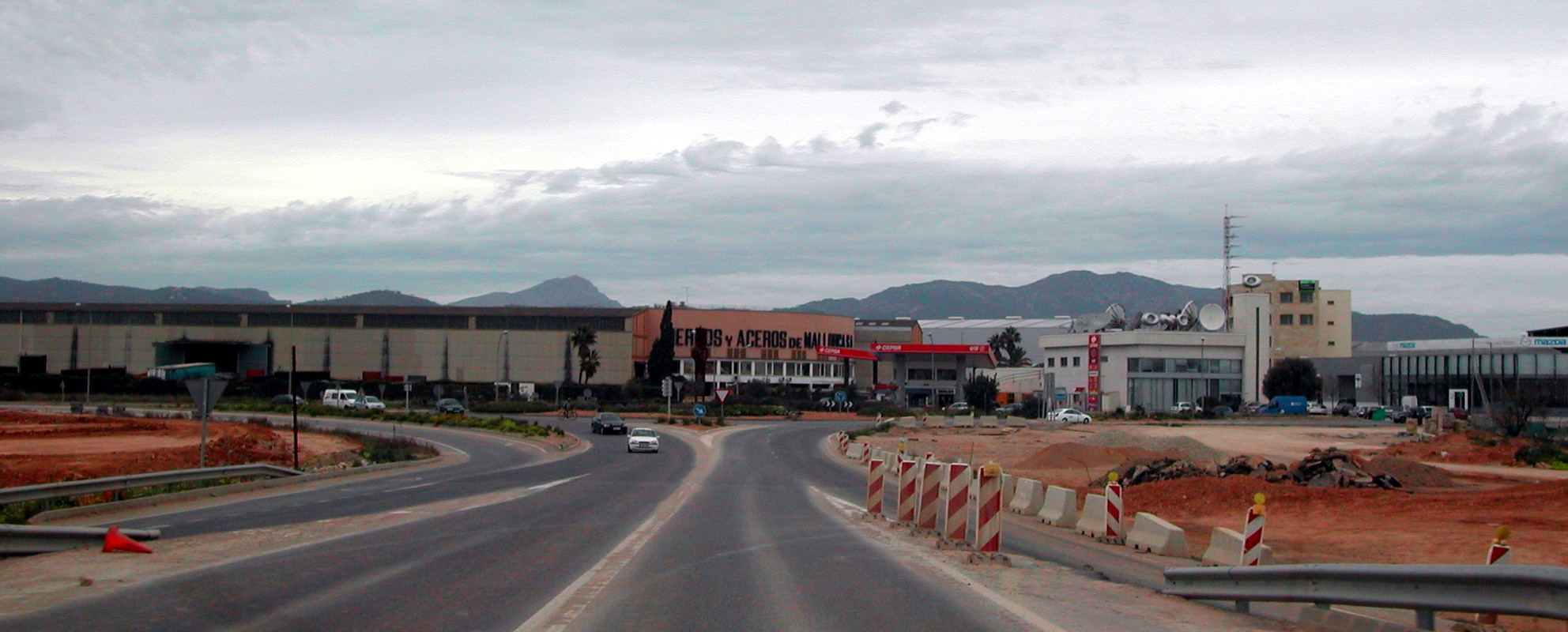
Polígono industrial de Son Castelló

Al igual que la agricultura, la industria ocupa un segundo plano en la economía palmesana. Existen un total de 7222 empresas dedicadas a la industria, casi un 15 % de las existentes en la comunidad balear. De éstas, 4992 se dedican a la construcción, quedando únicamente 2230 que realizan actividades industriales. De estas últimas 43 se dedican a servicios relacionados con el abastecimiento de agua y electricidad, 90 a la elaboración de productos químicos y derivados, 844 son talleres mecánicos o relacionados con el metal y 1253 industrias manufactureras. La mayoría de las industrias se concentran en los polígonos industriales de ASIMA (Asociación de Industriales de Mallorca): Son Castelló y Can Valero.

#### Construcción
Junto con el turismo, la construcción es el sector que más puestos de trabajo crea en Mallorca. Debido a la gran movilidad geográfica que tienen los profesionales que pertenecen al sector de la construcción, no se puede circunscribir a la ciudad de Palma el análisis socioeconómico de la construcción, sino que se encuadra en el análisis a nivel insular. En 2008, estaban censadas un total de 4992 empresas dedicadas a este sector económico.
Desde 2008, este sector, que ha sido creador de empleo durante varios años, está sufriendo una enorme crisis, debido al parón originado por las dificultades de financiación para adquirir las nuevas viviendas. No obstante, en Palma está un poco mitigada la crisis gracias a que se están rehabilitando un gran número de edificios en los barrios históricos de la ciudad.

### Sector terciario
En el sector servicios de Palma ocupa un lugar destacado la distribución comercial. La educación, con la Universidad al frente, potencia la investigación. La sanidad, principalmente la hospitalaria, atiende las necesidades de la población del área metropolitana y el turismo cuenta con una buena red de hoteles y restaurantes de todos los tamaños y categorías. Asimismo, en la ciudad hay una amplia red de sucursales de todas las instituciones financieras del país.

#### Comercio

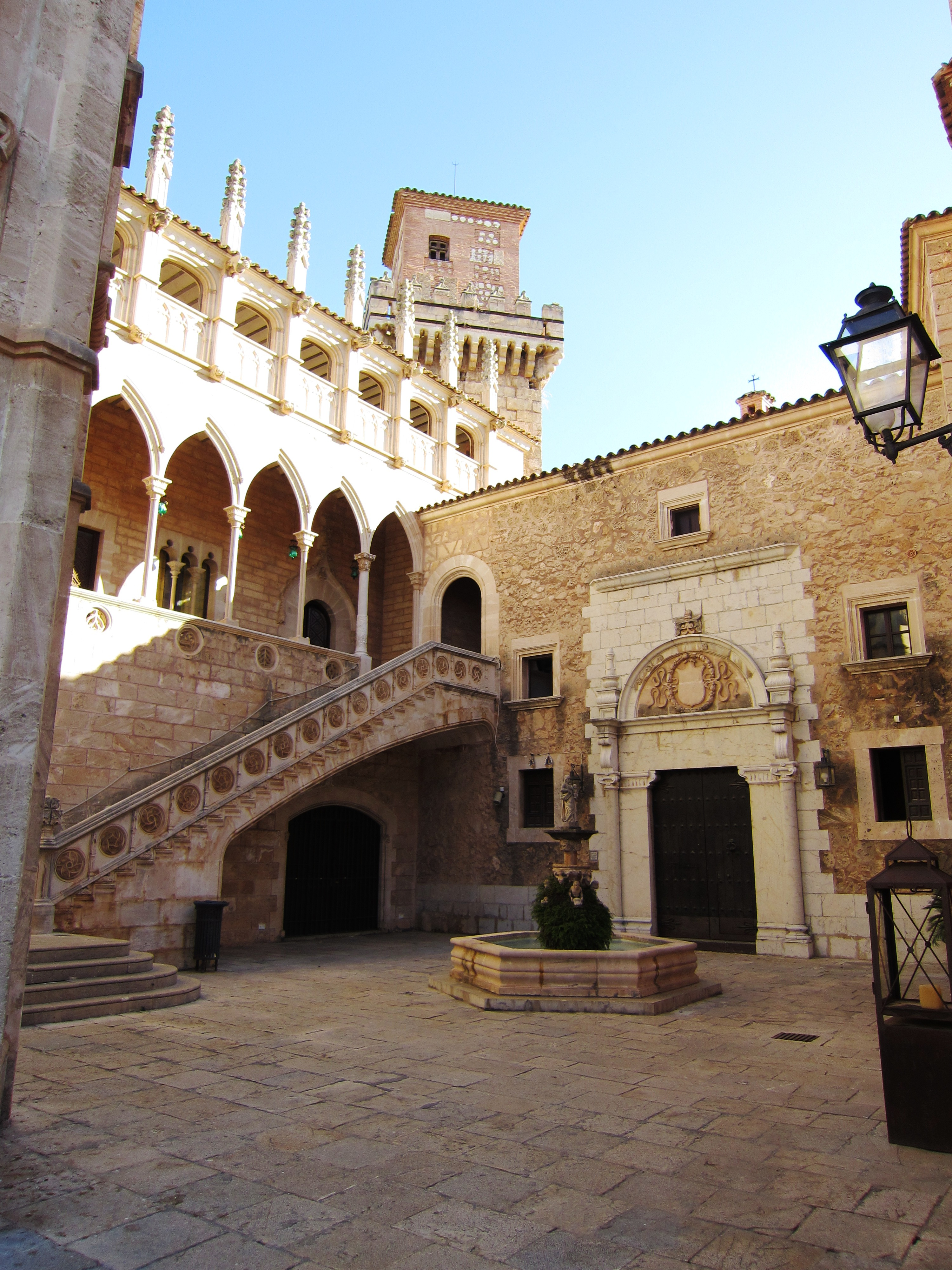
Pueblo español

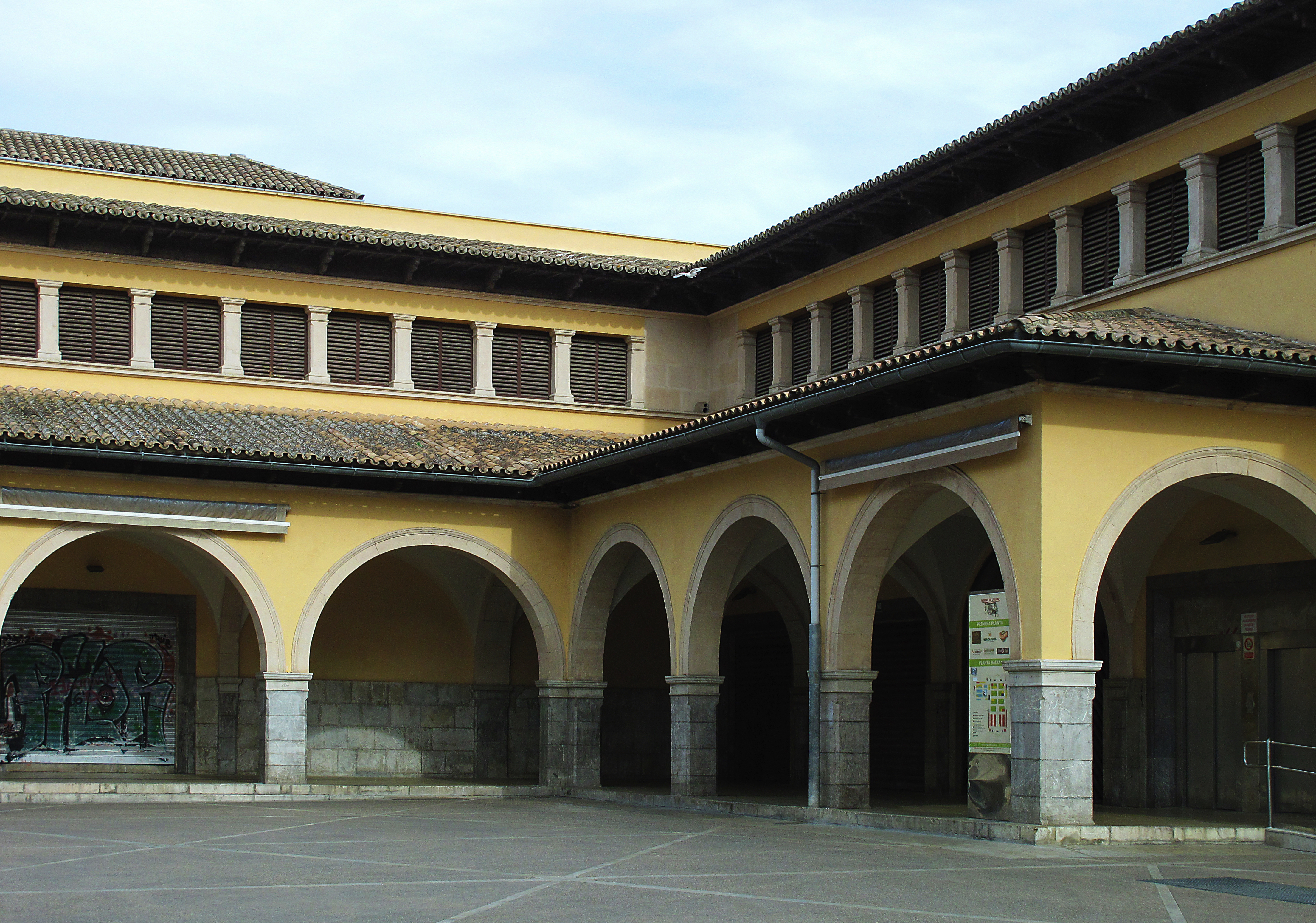
El mercado del Olivar es la principal plaza de abastos

Palma es una plaza comercial muy importante que atiende en muchos aspectos a una población que incluye la propia de la ciudad, la de la isla y la de la totalidad del archipiélago balear. Para cubrir todos esos objetivos, existe en Palma, una amplia infraestructura financiera donde tienen una o varias sucursales casi todas las instituciones bancarias que existen en España. Destacando en su momento la Caja de Ahorros Sa Nostra (la nuestra en mallorquín), que tuvo su sede central en Palma, y que desde el año 2010 está integrada en BMN (Banco Mare Nostrum). En la ciudad también están ubicadas las direcciones regionales de muchos Bancos y Cajas de Ahorros con presencia en Baleares.
Para la entrada y salida de productos elaborados o vendidos en la ciudad y su área de influencia, se cuenta con el puerto de Palma y el aeropuerto de Son Sant Joan, que canalizan el flujo del comercio exterior, con una amplia zona logística para facilitar el trasiego de mercancías. El mar es la principal vía de unión mercantil entre las islas y el resto de España.
En el término municipal existen una serie de polígonos industriales cuyas naves están ocupadas básicamente por almacenes de distribución local o regional, entre estos destaca el polígono de Son Castelló. En la ciudad y su área metropolitana hay varios centros comerciales, tales como: dos El Corte Inglés, tres Carrefour y un Alcampo. En el entramado urbano de sus barrios hay al menos un mercado municipal abastos de productos perecederos, también hay varios supermercados de tipo medio, y en periodo de extinción quedan pequeños comercios, como ultramarinos y colmados. En el año 2010, Palma contaba con 470 oficinas bancarias, 1775 empresas comerciales mayoristas, 7878 empresas comerciales minoristas, 263 supermercados, cuatro hipermercados, cinco centros comerciales y 1348 bares y restaurantes.
La principal organización dedicada a potenciar y mejorar el comercio en la ciudad, es la Cámara de Comercio de Mallorca, que atiende a todos los empresarios de la ciudad y de la isla.

#### Turismo

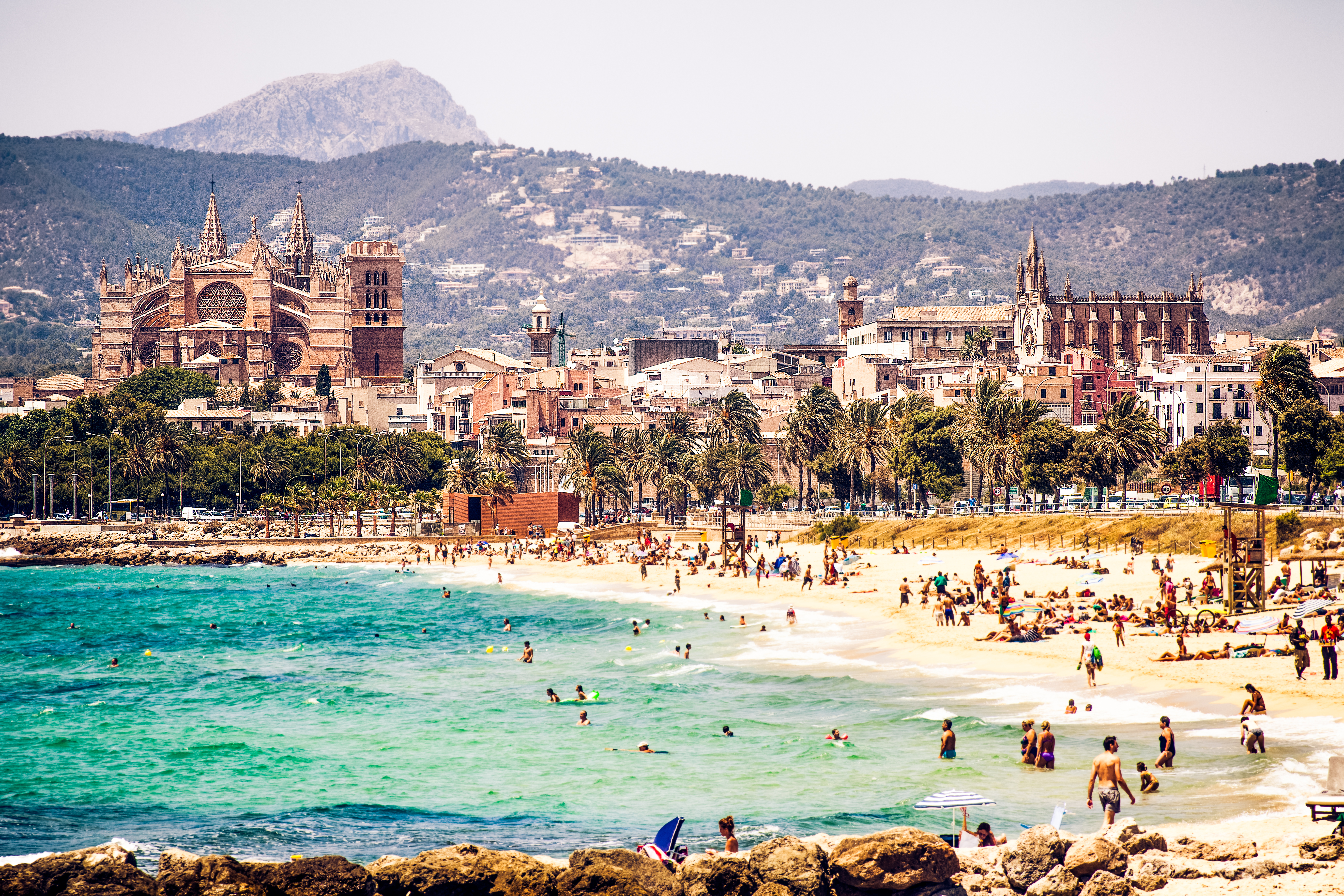
Playa de Can Pere Antoni

El turismo es la principal actividad económica en Mallorca y, por lo tanto, en Palma. Toda su economía depende, directa o indirectamente de las actividades turísticas en la mayor de las islas baleares. Los inicios del turismo se remontan a principios del siglo XX, con la fundación del Fomento del Turismo de Mallorca y la Cámara Oficial de Comercio, Industria y Navegación de Baleares. El tipo de turismo que la caracteriza es el de sol y playa, debido a la gran cantidad de playas que posee la isla y a las temperaturas de su clima mediterráneo. La ciudad también dispone de una red amplia de bares y restaurantes y medios privados para facilitar el conocimiento de la ciudad, tales como coches de caballos o autobuses panorámicos.

### Cronología del turismo en Mallorca
- 1842 – La escritora francesa George Sand publica Un hiver à Majorque (Un invierno en Mallorca), considerada una de las primeras obras que despierta el interés turístico por la isla.[85]

- 1845 – Se edita una de las primeras guías turísticas de Palma, difundida por Europa, que destaca las singularidades culturales y naturales de la isla.[86]

- 1903 – Inauguración del Gran Hotel de Palma, exponente del modernismo y del turismo de élite.[87]

- 1905 – Fundación del Fomento del Turismo de Mallorca, primera entidad de promoción turística de España.[85]

- 1925 – Remodelación del puerto de Palma, lo que permite el inicio del turismo de cruceros. Ese mismo año comienza la planificación urbanística de Palmanova, primera urbanización pensada para el turismo.[88]

- 1929 – Apertura del Hotel Formentor, símbolo del turismo de lujo internacional.[89]

- 1954 – El hotelero mallorquín Luis Riu Bertrán y el touroperador alemán Hubert Tigges firmaron un acuerdo pionero para programar una serie de vuelos chárter semanales con la compañía LTU entre Düsseldorf y el aeródromo de Son Bonet. El convenio, que garantizaba la ocupación de varios centenares de plazas hoteleras en la capital balear durante toda la temporada, marcó el arranque del denominado boom turístico y situó a Palma en el mapa de los grandes destinos de sol y playa europeos.[90][91]

- 1955 – Mallorca cuenta ya con una docena de hoteles modernos en Palma, Cala Major y otros núcleos costeros.[92]

- 1961–1973 – Primer boom turístico en Baleares: en 1973, llegan más de 3,5 millones de turistas a las islas, 2,85 millones a Mallorca. La planta hotelera supera las 266 000 plazas.[93]

- 1964–1970 – Palma acoge el Festival Internacional de la Canción de Mallorca, evento mediático que promociona la isla a nivel global.[94]

- 2024 – Mallorca recibe 13,3 millones de turistas, un aumento del 7,31 % respecto al año anterior.[95]

- 2024–2025 – Se celebran protestas ciudadanas contra el turismo masivo: el 26 de mayo de 2024 unas 10 000 personas se manifiestan en Palma; el 21 de julio de 2025, entre 12 000 y 50 000 personas se movilizan contra la turistificación.[96]

En la actualidad Palma combina su tradicional oferta de sol y playa con un notable posicionamiento en turismo urbano, de congresos y de cruceros. El puerto de Palma cerró 2023 como el segundo de España en número de escalas de cruceros, solo por detrás de Barcelona. Mientras tanto, el aeropuerto superó la barrera de los 30 millones de pasajeros en 2019.

#### Patrimonialización y retos de sostenibilidad
El centro histórico se ha beneficiado de un proceso de rehabilitación que ha puesto en valor el patrimonio civil y religioso —patios señoriales, Lonja, barrio judío— y ha propiciado la apertura de hoteles boutique. Paralelamente, la presión turística ha reactivado el debate sobre la capacidad de carga del casco antiguo y la necesidad de diversificar flujos hacia otros barrios y hacia la oferta cultural metropolitana (Castillo de Bellver, Fundación Miró, Es Baluard).
A medio plazo los principales desafíos pasan por la desestacionalización, la reconversión de la Playa de Palma —con planes para limitar el turismo de borrachera— y la adaptación de la ciudad a los objetivos de neutralidad climática fijados por la Unión Europea para 2030.

## Servicios

### Energía

#### Electricidad

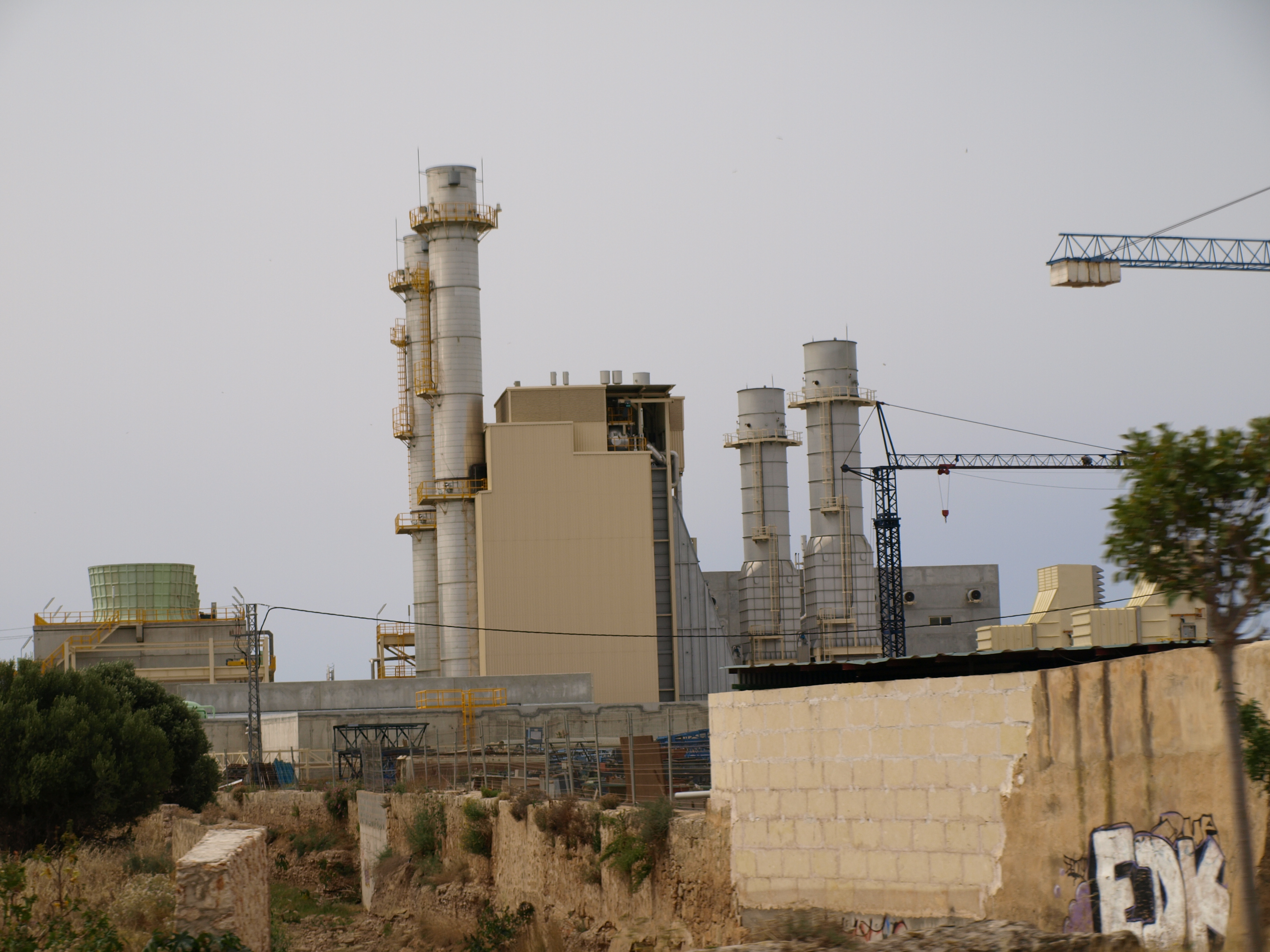
Central térmica de Cas Tresorer

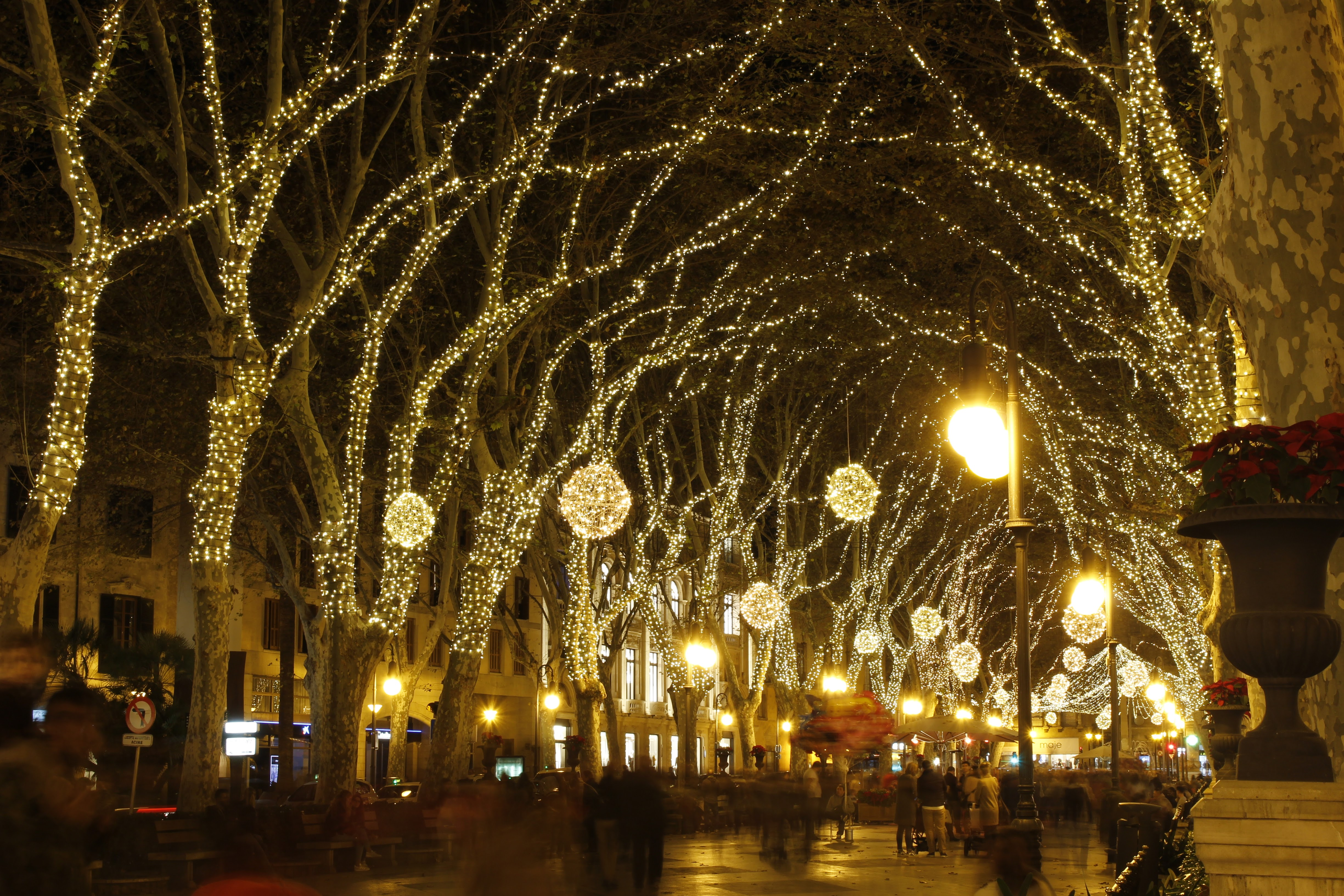
Palma en Navidades

El 10 de abril de 2006 entró en vigor la normativa que facultó a Red Eléctrica para ejercer las funciones de operación del sistema eléctrico balear. El Real Decreto 1747/2003, de 19 de diciembre, fue desarrollado por las órdenes ministeriales ITC 913/2006, de 30 de marzo. En este real decreto se establecen las funciones que Red Eléctrica, como operador del sistema eléctrico en Baleares, debe asumir para garantizar la gestión técnica de los sistemas.
El sistema eléctrico balear cuenta con dos subsistemas eléctricamente aislados: Mallorca-Menorca e Ibiza-Formentera. El subsistema Mallorca-Menorca está unido mediante una interconexión a 132 kV. Desde finales de 2011, el sistema eléctrico balear está conectado con la península a través de un cable submarino. La interconexión con la península se lleva a cabo en corriente continua (HVDC) a un nivel de tensión de 250 kV.
La producción de energía eléctrica en Mallorca lo realiza la empresa Endesa en las centrales eléctricas de ciclo combinado de Son Reus (610 MW) y Cas Tresorer (450 MW) y la central térmica de Es Murterar en Alcudia (585 MW). Existen varias subestaciones eléctricas localizadas por el municipio, entre ellas destacan la subestación blindada (GIS) de Ca's Tresorer y las situadas en Son Malherido y Son Ferriol.

#### Carburantes

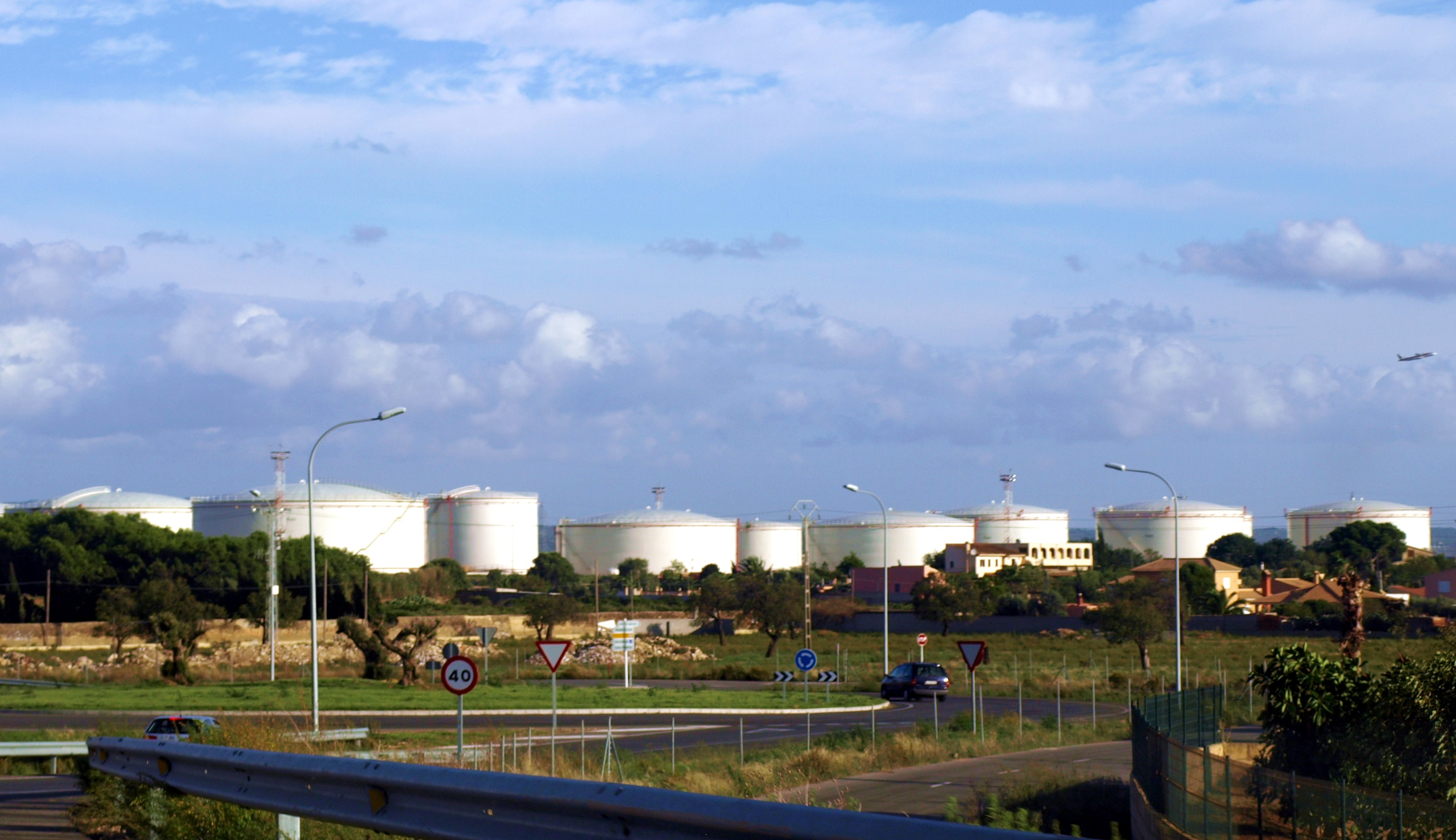
Depósitos de combustible de CLH

La empresa responsable del suministro de carburantes a la isla es la Compañía Logística de Hidrocarburos (CLH) que posee en Son Riera las instalaciones más importantes de la isla. En esas instalaciones los productos se reciben por buque tanque, en el pantalán ubicado en el dique del Oeste del puerto y conectado a la instalación de Portopí mediante tuberías. Allí se almacena y se cargan los camiones cisterna que distribuyen los carburantes a todas las gasolineras, puertos y al aeropuerto. Desde su inauguración en 1992, se ha ampliado en dos ocasiones. En 1994 se puso en funcionamiento el oleoducto que abastece el aeropuerto de Palma. Está en proyecto la construcción de dos nuevos tanques de cincuenta mil metros cúbicos, que tienen como objetivo aumentar la capacidad de almacenamiento estratégico.

#### Gas natural
Los municipios que conforman el área metropolitana cuentan con un suministro de gas natural desde finales de 2009, después de que las obras del gasoducto Sant Joan de Dèu-Cas Tresorer-Son Reus hayan finalizado. Esta obra consta de diecisiete kilómetros de gasoducto que empalma con el canal submarino, desde donde sale hacia la bahía de Palma y allí entra por Sant Joan de Dèu, en la zona de Es Carnatge, para acabar en las proximidades de la central de Son Reus. El plan futuro es que todas las centrales de las islas, exceptuando el de Es Murterar en Alcudia, trabajen sólo con gas natural.

### Agua y saneamiento
La gestión de limpieza, agua y mantenimiento es llevada a cabo por la empresa EMAYA. La depuradora de aguas residuales local se encuentra situada en el prado de Sant Jordi, entre las autopistas Ma-15 y Ma-19, frente al aeropuerto. La desalinizadora de agua potable se encuentra ubicada en Son Tugores, entre las carreteras de Sóller y Valldemosa, y produce 8 000 000 de metros cúbicos de agua potable al año. El resto de necesidades acuíferas son cubiertas principalmente con los acuíferos que gestiona la Agencia Balear del Agua.
El agua que suministra EMAYA está embalsada en varios pantanos situados en la sierra de Tramontana, al norte de la isla:
- Embalse de Cúber: 5 hm³[108]
- Embalse de Gorg Blau: 6 hm³[108]

### Residuos urbanos

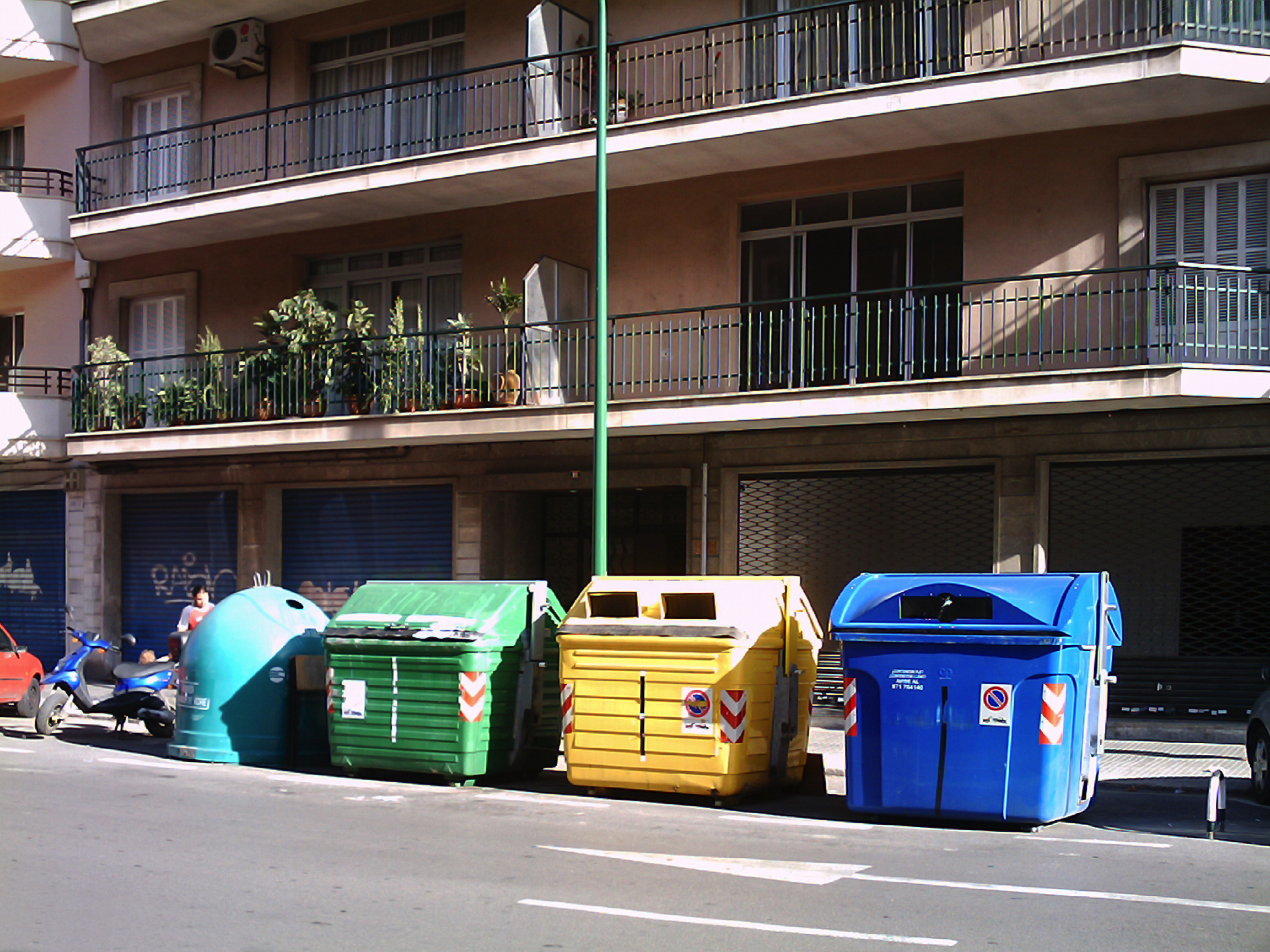
Contenedores selectivos de residuos urbanos

EMAYA es también la empresa municipal dedicada a la gestión de los residuos sólidos urbanos y la limpieza de las vías públicas. La recogida de RSU durante el año 2008 fue de 256 632 toneladas, 5694 toneladas de cristal, 1500 kilogramos de papel y 605 367 litros de aceite. El servicio de recogida de trastos realizó un total de 223 121 servicios, 61 406 en domicilios y 161 715 en la vía pública. El vertedero y la incineradora de Son Reus registraron un total de 199 021,1 toneladas, un 25 % menos de residuos que en 2007.

### Abastecimiento
La ciudad tiene una buena red de establecimientos comerciales dedicados a la alimentación de tamaño y gestión diferentes, desde hipermercados hasta pequeñas tiendas tradicionales de alimentación, pasando por varios supermercados. El abastecimiento a estos establecimientos lo hacen mediante camiones de reparto procedentes de almacenes mayoristas y en ocasiones son los mismos tenderos y hoteleros quienes se desplazan con sus vehículos a las instalaciones de Mercapalma, distante pocos kilómetros del centro, para adquirir los productos perecederos que venden.

### Educación

#### Universidad
La Universidad de las Islas Baleares (UIB) fue fundada en 1978. Se encuentra situada en el término municipal de Palma, en la Ma-1110, dirección Palma a Valldemosa. En 2007 fue inaugurada una línea de metro que une el centro de la ciudad con el campus universitario. En sus diferentes facultades se imparten las siguientes titulaciones de Grado académico y Maestría:
| Facultad                              | Grados | Másteres universitarios |
| ------------------------------------- | --- | --- |
| Facultad de Ciencias                  | Biología Bioquímica Física Ingeniería Agroalimentaria y del Medio Rural Química                                                   | Biología de las plantas en condiciones mediterráneas Ciencia y Tecnología Química Ecología Marina Física Microbiología avanzada Nutrigenómica y Nutrición personalizada Química Orgánica Experimental e Industrial Química Teórica y Modelización Computacional Biotecnología, Genética y Biología Celular Investigación Biomédica |
| Facultad de Derecho                   | Derecho Relaciones laborales | Políticas de Igualdad y Prevención de la Violencia de Género Análisis, Planificación y Gestión de Áreas Litorales Práctica Jurídica Salud Laboral |
| Facultad de Educación                 | Educación Infantil Educación Primaria Educación Social Pedagogía                                                                  | Tecnología Educativa Educación Inclusiva Intervención Socioeducativa con Menores y Familia Primera Infancia Formación del Profesorado |
| Facultad de Economía y Empresa        | Administración de Empresas Economía                                                                                               | Economía del Turismo y Medio Ambiente Contabilidad Gestión, Organización y Economía de la Empresa |
| Facultad de Filosofía y Letras        | Estudios Ingleses Geografía Historia Historia del Arte Lengua y Literatura Catalanas Lengua y literatura Españolas Trabajo social | Lengua y Literatura Catalanas Cognición y Evolución Humana Filosofía Contemporánea Lenguas y Literaturas Modernas Patrimonio Cultural Gestión Cultural |
| Facultad de Psicología                | Psicología | Gestión de Recursos Humanos |
| Escuela Politécnica Superior          | Ingeniería de Edificación Ingeniería Electrónica Industrial y Automática Ingeniería informática Ingeniería telemática Matemáticas | Ingeniería Electrónica Tecnologías de la Información |
| Facultad de Enfermería y Fisioterapia | Enfermería Fisioterapia | Ciencias Sociales Aplicadas a la Atención Sociosanitaria Ciencias Médicas y de la Salud Neurociencias Nutrición Humana y Calidad de los Alimentos |
| Escuela de Turismo                    | Turismo | Dirección y Planificación del Turismo |
| Facultad de Medicina                  | Medicina | |

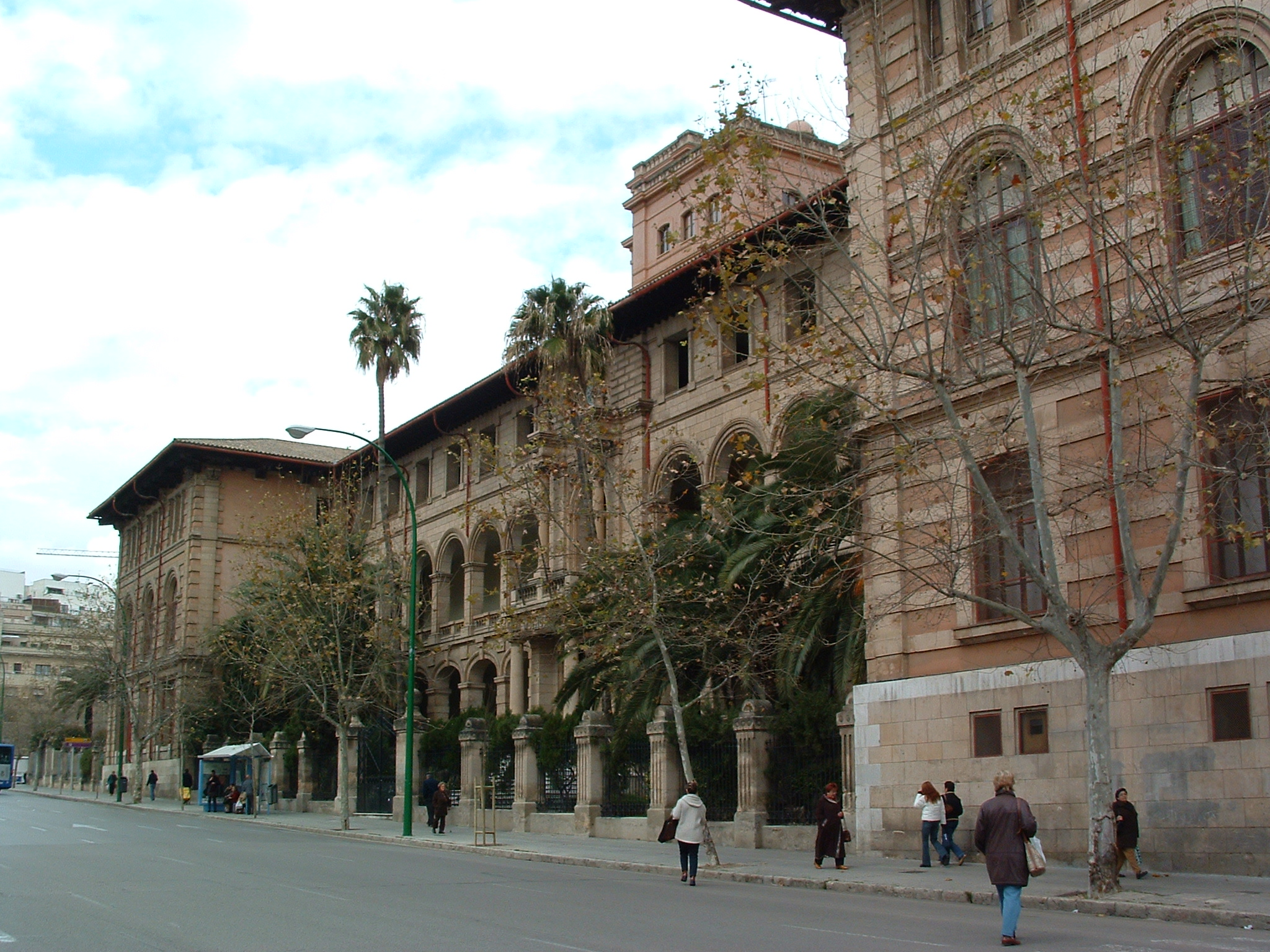
Instituto Ramon Llull

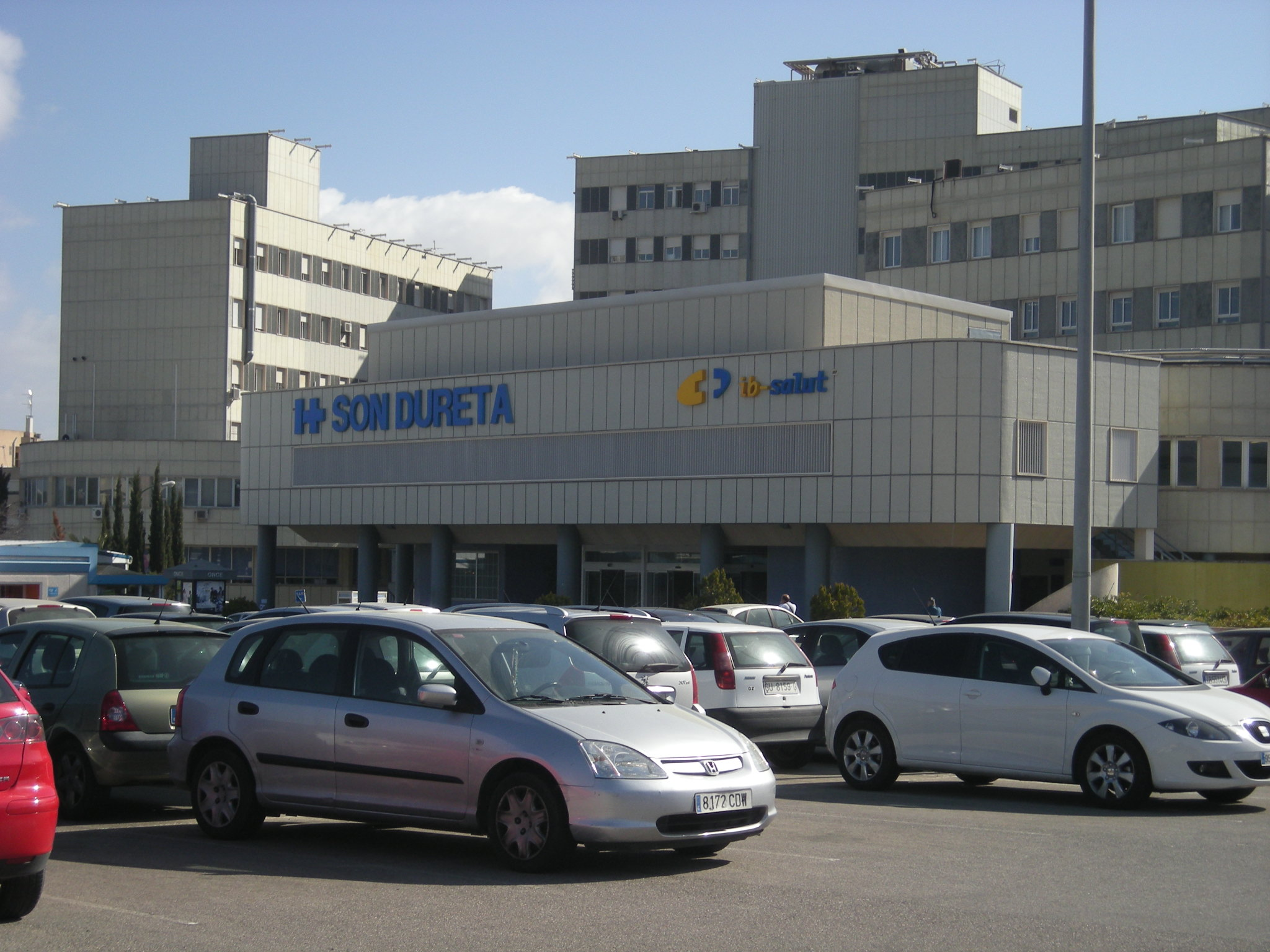
Hospital Son Dureta, antiguo hospital general de Palma, cerrado tras la inauguración de Son Espases

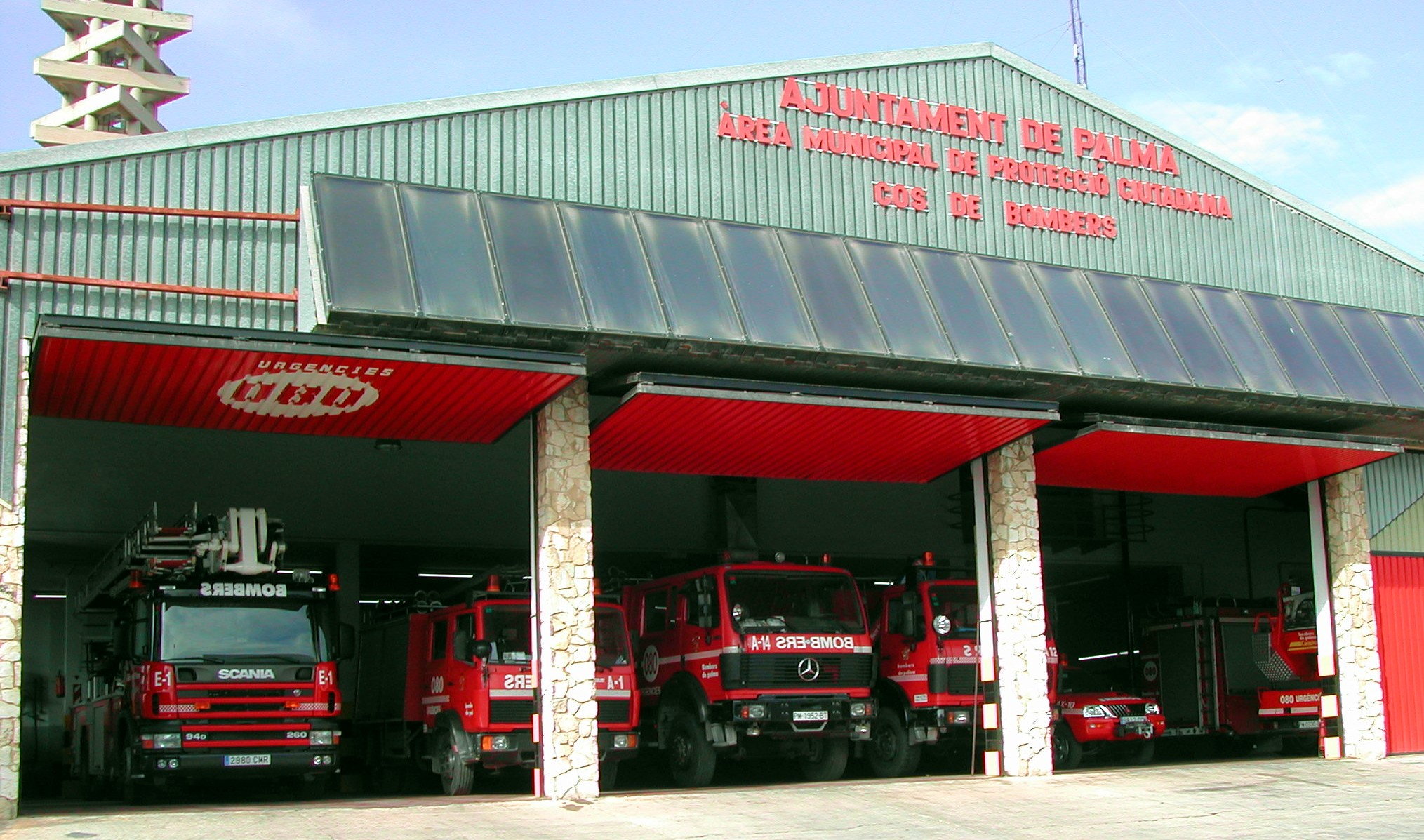
Antiguo parque de bomberos central de Palma localizado en el polígono de Son Castelló

Además de las facultades situadas en el campus de Palma, en el barrio de La Vileta, se encuentra un centro universitario de carácter privado adscrito a la UIB, la Escuela Universitaria Superior Alberta Giménez. Allí se imparten las titulaciones de Comunicación Audiovisual, Educación Infantil, Educación Primaria y Periodismo.

#### Institutos y colegios
En la ciudad hay 18 IES: Antonio Maura, Archiduque Luis Salvador, Aurora Picornell, Madina Mayurqa, CTEIB, Emilio Darder, Francesc de Borja Moll, Guillem Sagrera, Joan Alcover, Joan Maria Thomas, Josep Maria Llompart, Josep Sureda i Blanes, Junípero Serra, Madina Mayurqa, Politécnico, Ramon Llull, Estaciones, Son Pacs y Son Rullán. Además, Palma cuenta con 46 colegios públicos, 38 colegios concertados y 3 colegios privados.

### Sanidad
Conforman el sistema sanitario de Palma las prestaciones públicas que gestiona el Servicio de Salud de las Islas Baleares (IB-SALUD), y las de la medicina privada, a través de consultas particulares o de las prestaciones mutuas privadas como Sanitas, Asisa o USP. Para la atención sanitaria primaria hay dispersos por la ciudad y núcleos urbanos un total de 19 centros de salud y 11 consultorios.
La ciudad de Palma dispone de dos hospitales públicos:
- Son Espases: Fue inaugurado el 10 de octubre de 2010 como hospital de referencia para toda la comunidad balear. Está situado en el distrito Norte, junto a la carretera de Valldemosa. Sustituyó al antiguo Son Dureta (inaugurado en 1955), principal centro sanitario del archipiélago hasta el momento. Son Espases dispone de 819 camas y atiende a una población de 330 000 habitantes.[119]
- Son Llàtzer: Situado al este de la ciudad, el hospital de Son Llàtzer fue inaugurado en diciembre de 2001. En 2008 disponía de 377 camas y atendía a una población de 262 713 habitantes de los distritos Levante y Playa de Palma además de varios municipios de la isla.[120]

Existen en la ciudad una serie de centros sanitarios parcialmente dependientes de la Consejería de Salud como el Hospital General, cuyos orígenes se remontan al siglo XV, el hospital de la Cruz Roja o el de San Juan de Dios, tradicionalmente dedicado a traumatología. En el ámbito privado cabe citar la Policlínica Miramar, inaugurada en 1969, dispone de 185 camas y actúa como hospital general.

### Seguridad
- Comisaría Provincial del Cuerpo Nacional de Policía situada en la calle Simó Ballester[123] de la que dependen la Oficina de Extranjería y la Oficina del DNI situadas ambas en la carretera de Valdemosa,[124] aunque la ciudad cuenta con otras dos comisarías en Playa de Palma y el aeropuerto de Palma.[123]
- Comandancia de la Guardia Civil, en la calle de Manuel Azaña.[125]
- Policía Local, cuya central se encuentra en la avenida de San Fernando.[126]
- Bomberos, cuyo parque central está situado en Son Malherido, posee dos parques auxiliares en Playa de Palma y el barrio de Sa Teulera.[127]

### Servicios sociales
El Ayuntamiento de Palma dispone de un Área de Servicios Sociales que presta ayuda y asesoramiento a los colectivos y personas más necesitadas y fomenta la igualdad entre ciudadanos y el desarrollo integral de estos. Se encarga también de paliar el déficit social de los colectivos más desfavorecidos, mejorar su integración social y calidad de vida, y prestar ayuda en situaciones de emergencia social. Dicha área dispone de varios centros sociales en la ciudad.

### Comunicaciones

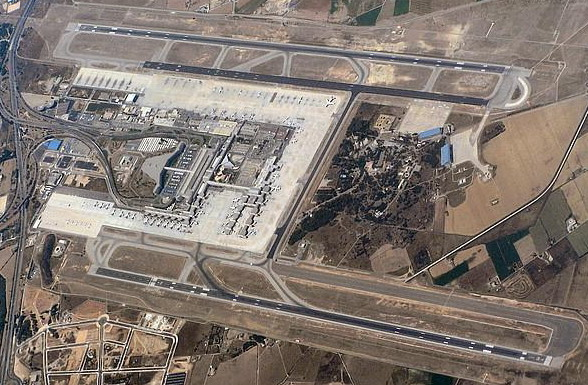
Aeropuerto de Palma

#### Aire
Palma cuenta con un aeropuerto civil y militar situado a 8 km al este del centro: el aeropuerto de Palma de Mallorca. Es el tercer aeropuerto español por número de pasajeros, sólo detrás del Aeropuerto de Madrid-Barajas y del Aeropuerto de Barcelona, con un tráfico muy concentrado en verano, a diferencia de estos dos que tienen un tráfico más homogéneo a lo largo del año. Este aeropuerto tiene conexiones diarias con las ciudades principales de la península (Madrid, Barcelona, etc.), con las otras islas (Aeropuerto de Menorca y Aeropuerto de Ibiza) y con las principales ciudades del Reino Unido y Alemania.
Además, el antiguo aeropuerto de Palma, el aeródromo de Son Bonet, sigue operativo para vuelos de aviación general. Está situado en el municipio de Marrachí.

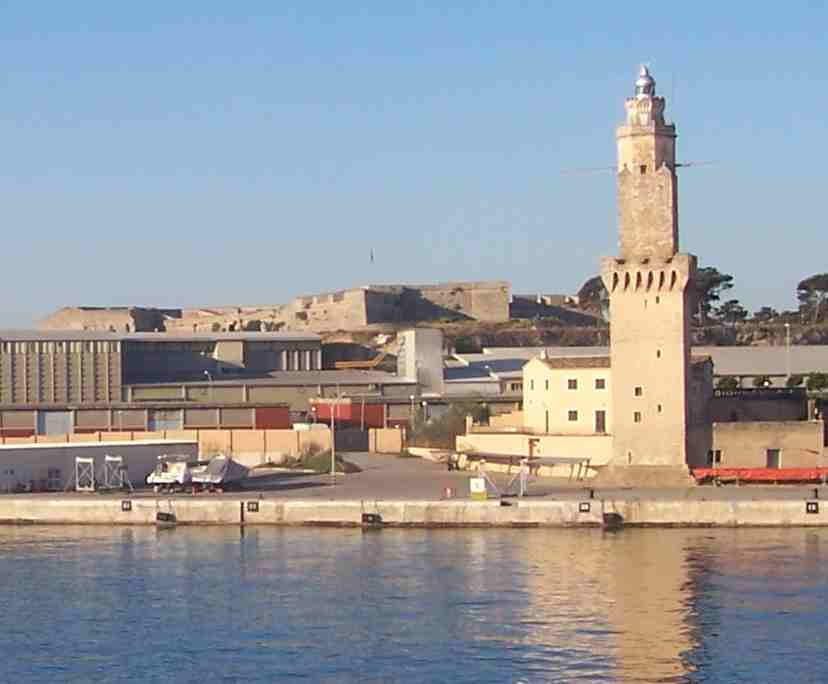
Dique del Oeste en Portopí

#### Mar
El Puerto de Palma es el puerto más grande e importante de las Islas Baleares. Cubre una extensa línea de costa comprendida entre el Muelle Viejo, frente a la catedral, y el dique del Oeste, junto al barrio de Portopí. Es utilizado para el transporte de mercancías, barcos pesqueros, embarcaciones de recreo, transporte de pasajeros y buques militares. Existen dos estaciones marítimas en servicio en el muelle de Peraires, desde donde operan los cruceros y los barcos de línea regular con destino a Barcelona, Valencia, Ibiza, Mahón o Denia. Debido al incremento del número de cruceros que hacen escala en Palma se ha habilitado una tercera estación marítima en el dique del Oeste y actualmente se van a iniciar las obras para construir sobre las dos antiguas estaciones dos nuevas.

#### Carretera

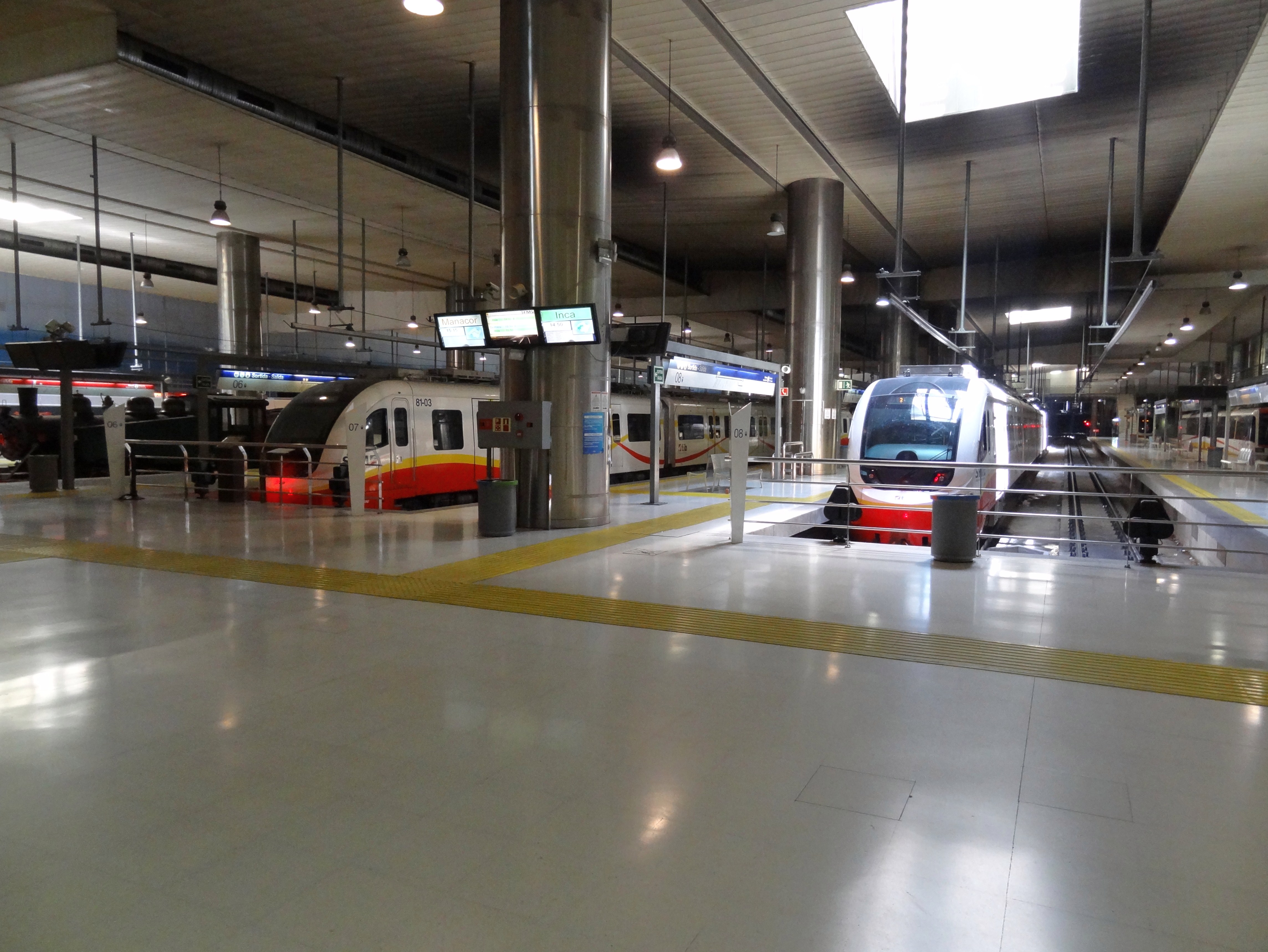
Andenes de la Estación Intermodal-Plaza de España

El municipio tiene un parque motor de 820 automóviles por cada 1000 habitantes, superior a los 602 del conjunto insular. Por otra parte, existe un parque de 36 852 vehículos entre camiones y furgonetas, especialmente elevado dada la importancia de la logística de reparto a todos los puntos de la ciudad.
| Tipo de vehículo      | Cantidad |
| --------------------- | -------- |
| Automóviles           | 234 808  |
| Camiones y furgonetas | 36 852   |
| Otros vehículos       | 60 258   |
| Total                 | 331 918  |

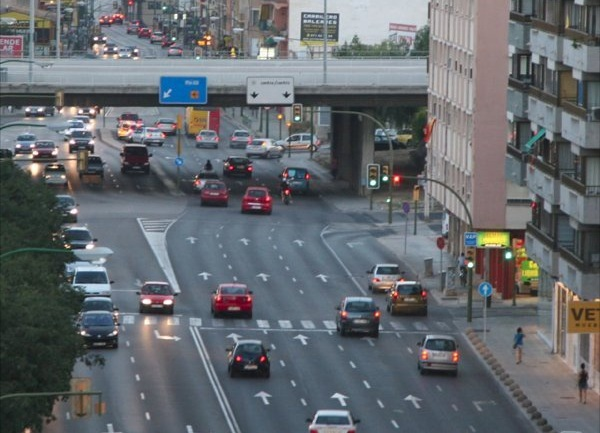
Tráfico en la calle Aragón

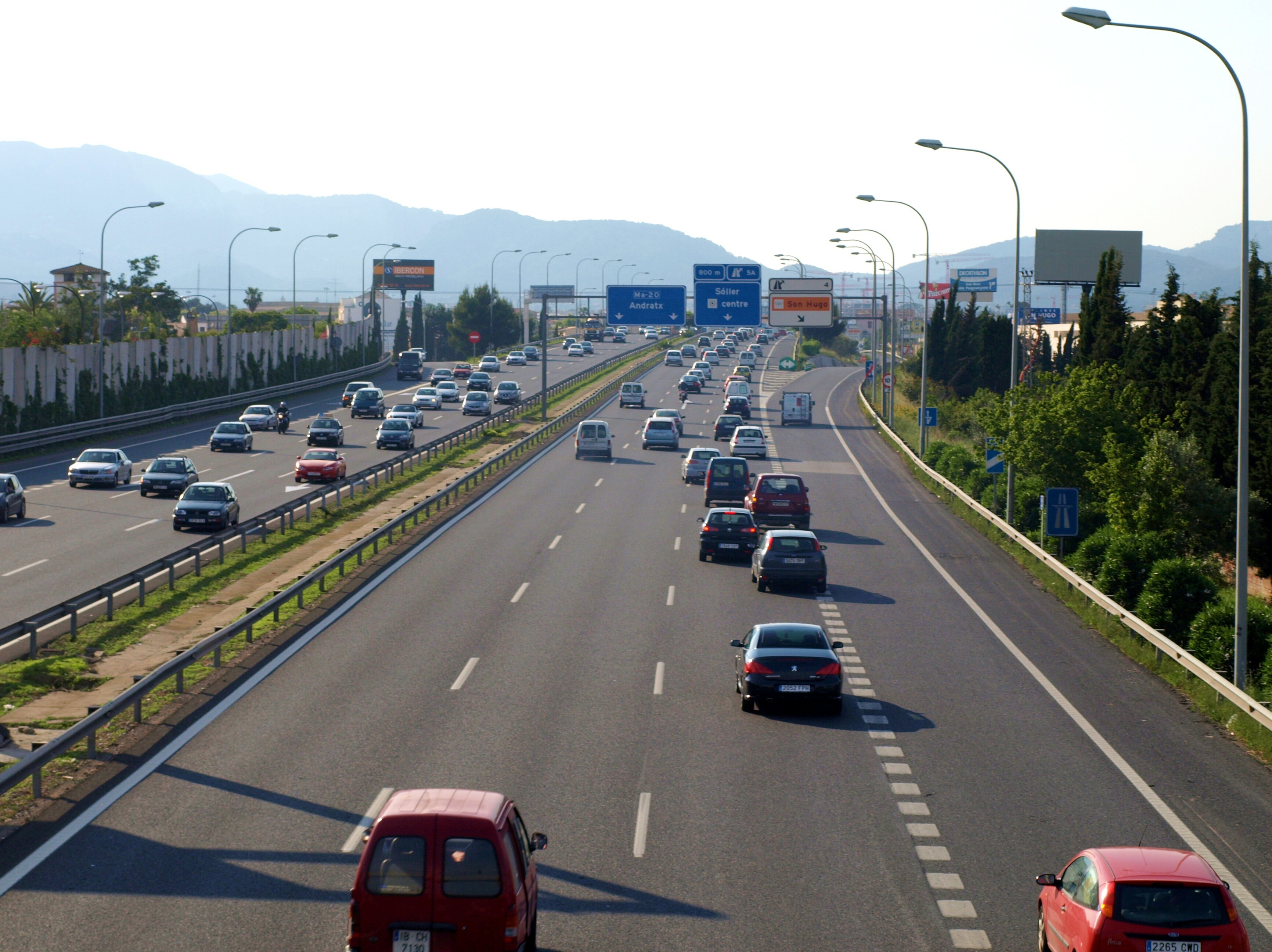
Vía de cintura (Ma-20)

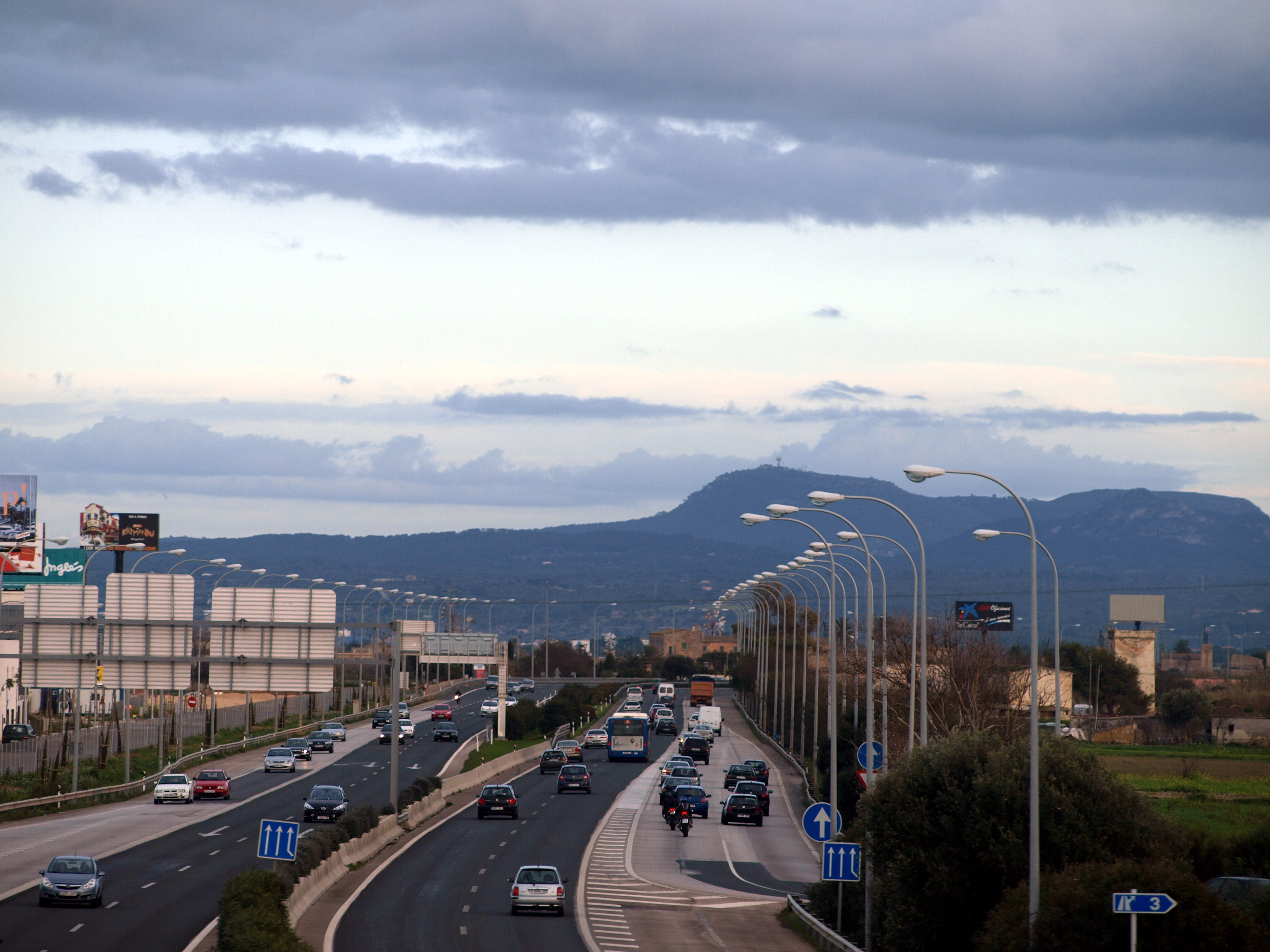
Autovía de Levante (Ma-19)

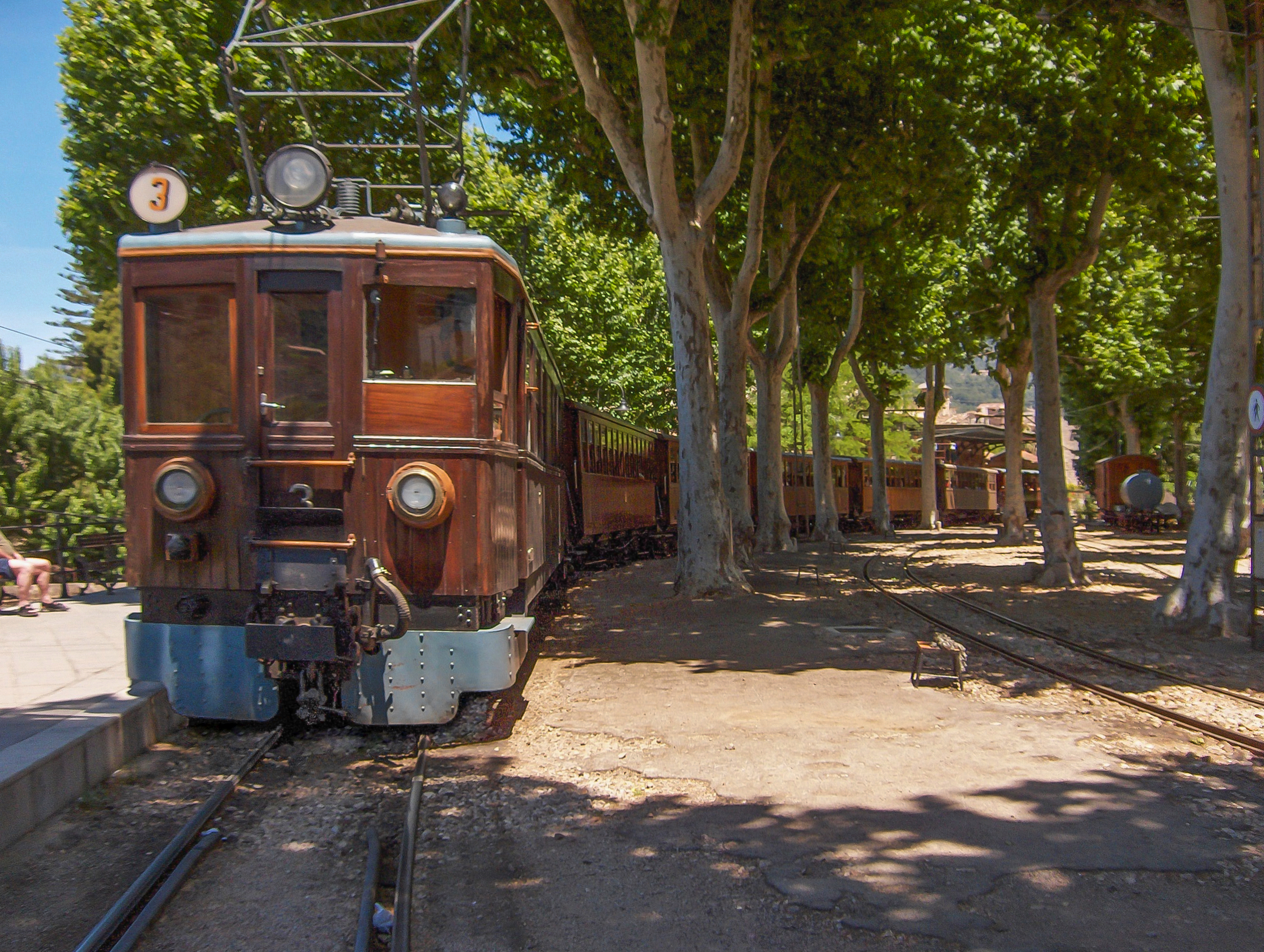
Ferrocarril de Sóller

Los grandes ejes viarios de Mallorca confluyen en Palma, cuyos accesos han sido mejorados, ya que tradicionalmente quedaban colapsados en las horas punta. Así, en 1990 fue inaugurada la Vía de Cintura (Ma-20), autopista de circunvalación que desvía el tráfico del casco urbano. Sin embargo, el reciente colapso en estos ha propiciado en la actualidad la creación de un segundo cinturón que rodee la ciudad.
- Autopista de Poniente  (Ma-1):   Palma - Paguera - Andrach - Puerto de Andrach
- Carretera de Sóller  (Ma-11):   Palma - Sóller - Puerto de Sóller
- Carretera de Valldemosa  (Ma-1110):   Palma - Universidad - Valldemosa
- Autopista Palma - La Puebla  (Ma-13): Palma - Inca - La Puebla - Puerto de Alcudia
- Desdoblamiento de Manacor  (Ma-15):   Palma - Manacor - Capdepera
- Autopista de Levante  (Ma-19):   Palma - Playa de Palma - Llucmajor - Santañí - Porto Petro
- Vía de Cintura  (Ma-20):   Circunvalación de Palma

Distancias
La siguiente tabla muestra las distancias entre Palma y las principales urbes europeas, españolas y baleares.
| Ciudades europeas | Distancia (km) | Ciudades españolas | Distancia (km) | Ciudades baleares    | Distancia (km) |
| ----------------- | -------------- | ------------------ | -------------- | -------------------- | -------------- |
| Londres           | 1743           | Madrid             | 634            | Ibiza                | 145            |
| Berlín            | 2119           | Barcelona          | 256            | Manacor              | 53             |
| Roma              | 1612           | Valencia           | 273            | Llucmajor            | 26             |
| París             | 1294           | Sevilla            | 938            | Inca                 | 35             |
| Viena             | 2060           | Zaragoza           | 563            | Mahón                | 172            |
| Bruselas          | 1595           | Málaga             | 804            | Ciudadela            | 125            |
| Ámsterdam         | 1791           | Murcia             | 412            | Felanich             | 51             |
| Atenas            | 3351           | Bilbao             | 862            | Alcudia              | 58             |
| Lisboa            | 1159           | Valladolid         | 843            | Sóller               | 29             |
| Dublín            | 2317           | Vigo               | 1282           | San Francisco Javier | 162            |

#### Ferrocarril
Palma dispone de varias estaciones de ferrocarril operadas por dos compañías diferentes. Las dos terminales de ambas compañías están ubicadas junto a la plaza de España.
La estación Intermodal Plaza de España es la principal de la ciudad y es gestionada por la compañía pública Servicios Ferroviarios de Mallorca (SFM). Desde esta estación operan los ferrocarriles de las líneas Palma-Inca, Palma-La Puebla y Palma-Manacor, los autobuses interurbanos y el metro.
La estación de ferrocarril de Sóller es gestionada por la compañía privada Ferrocarril de Sóller SA. La utilizan los trenes de la línea Palma-Buñola-Sóller. Esta línea es utilizada por trenes clásicos, originales de principio del siglo XX y poseen más de 100 años. Se trata de un tren muy visitado por turistas.

#### Autobús

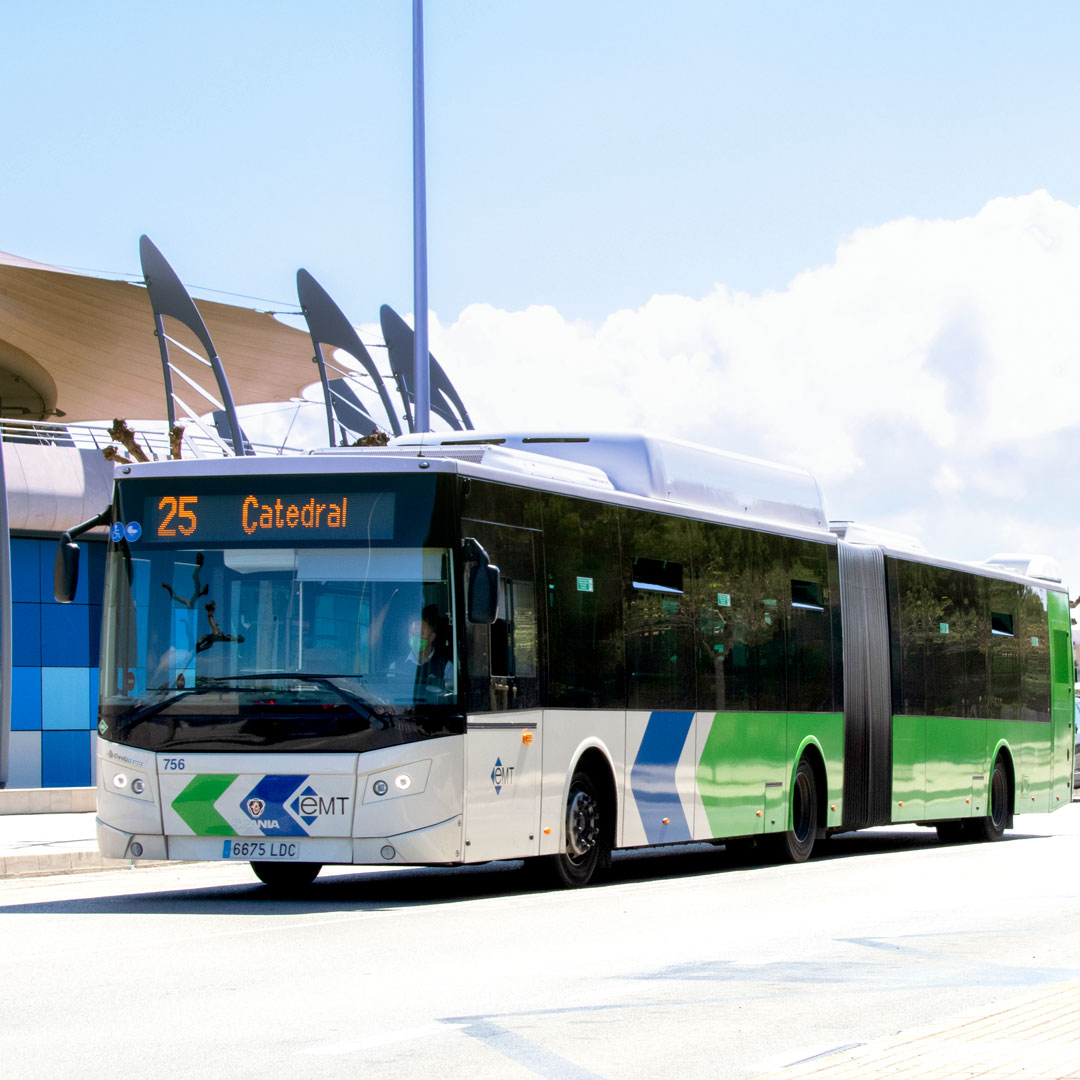
Bus de la EMT Palma

Las 31 líneas de autobuses urbanos son operadas por la empresa de titularidad municipal: la Empresa Municipal de Transportes de Palma de Mallorca (EMT Palma). Esta cuenta con una flota de 180 vehículos de piso bajo y rampa para PMR. Los autobuses son identificables por sus colores azul, marfil y verde, realizando las rutas que unen el centro de la ciudad con los barrios, además de varias líneas periféricas o de circunvalación.
Las marquesinas, nombre que reciben las paradas de los autobuses por su diseño llamativo, tienen una cubierta modular y su diseño se basó en las hojas de los árboles, con tal de crear un espacio fresco y luminoso, sin olvidar la protección de la lluvia y del viento.
Las líneas regulares de autobuses que unen Palma con el resto de localidades de la isla son operadas por compañías privadas mediante adjudicaciones públicas a través del Transportes de las Islas Baleares (TIB). Los autocares que dan este servicio se destacan por sus colores rojo y amarillo. Todas operan desde la estación de autobuses abierta cerca de la plaza de España donde hay una estación intermodal (bus, tren y metro) inaugurada en 2007.

#### Bicicleta

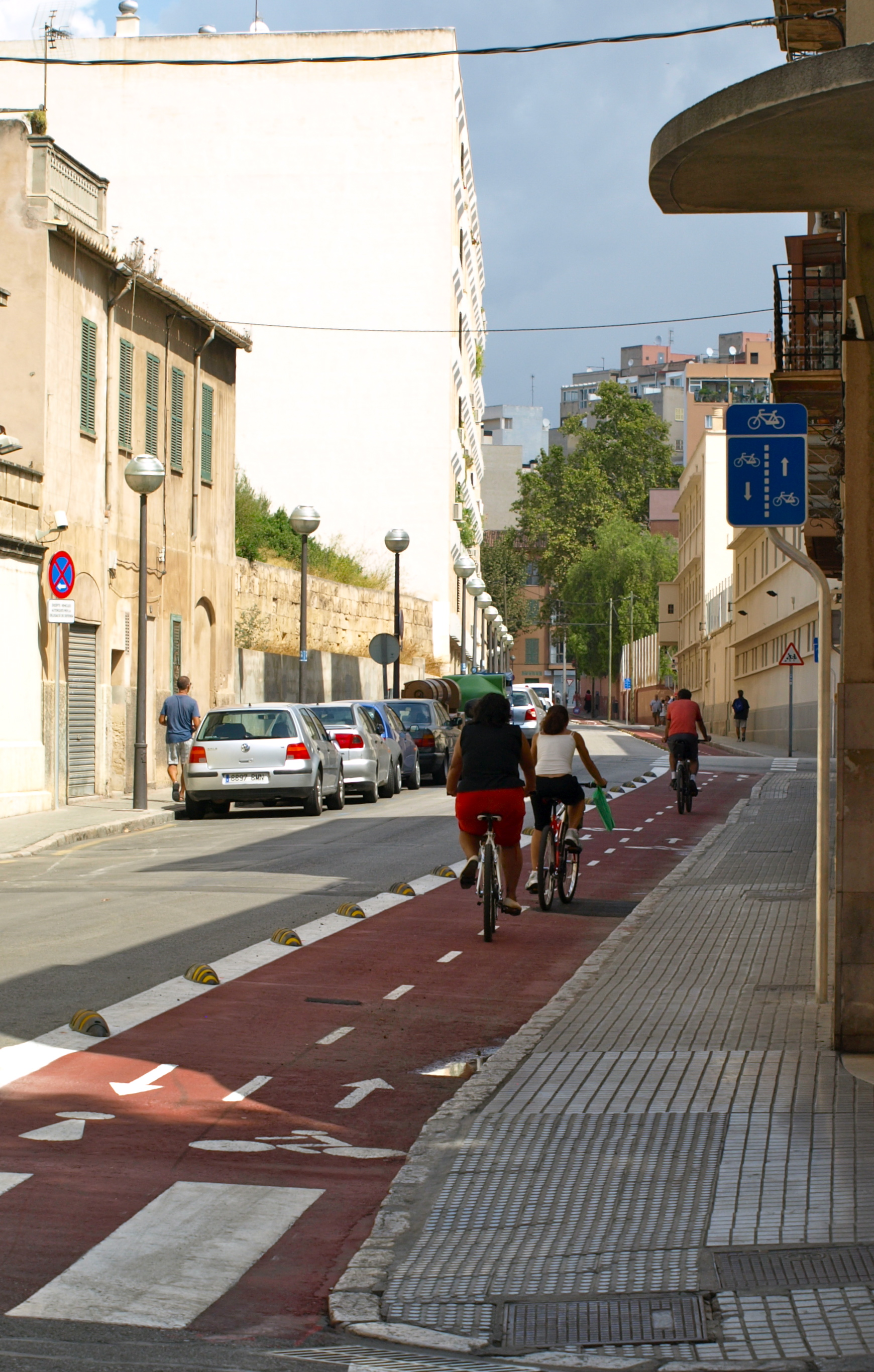
Carril bici en el centro

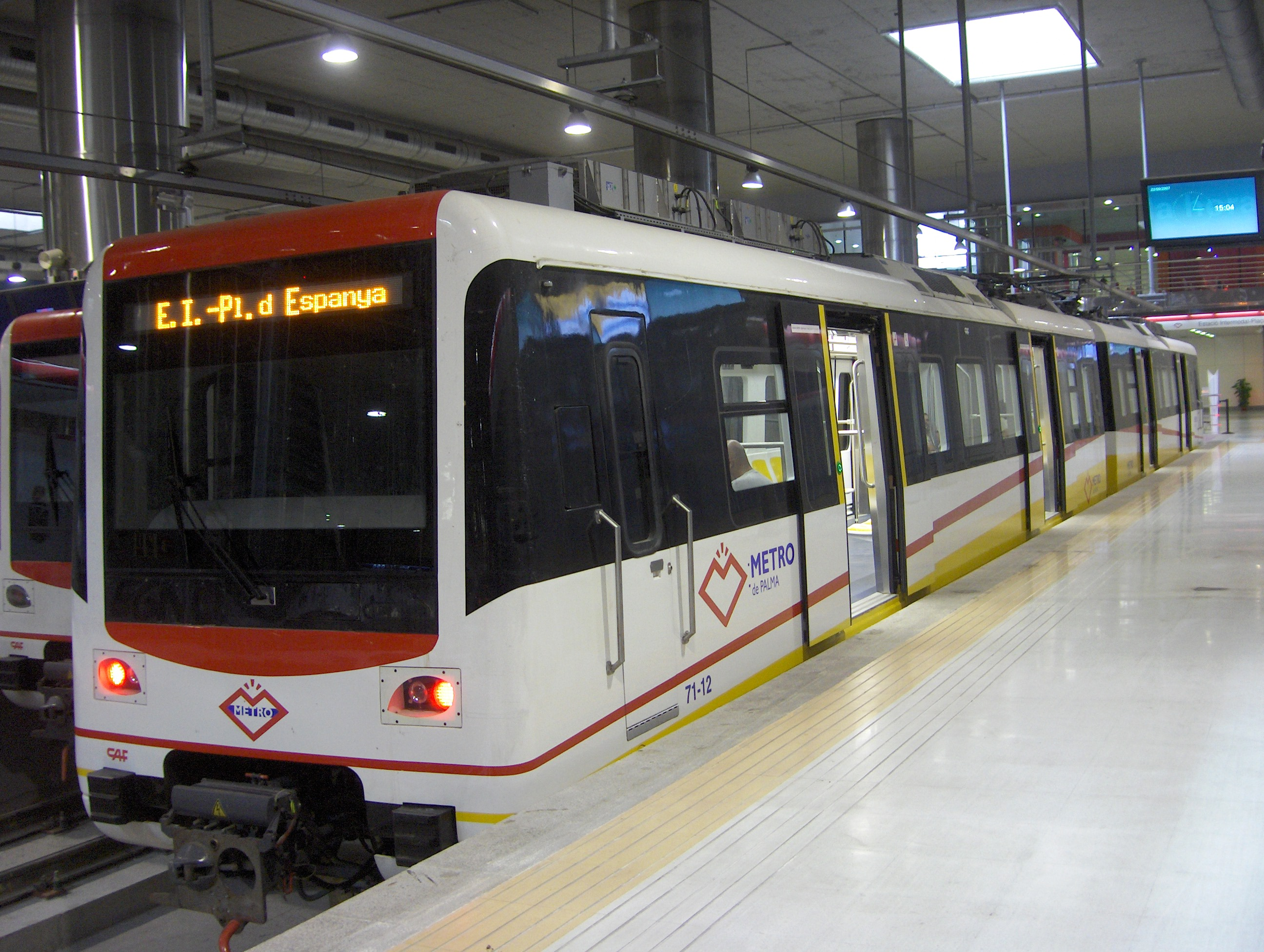
Tren de la línea 1 del Metro de Palma en la estación de Plaza España

A partir del Plan de integración de la bicicleta como iniciativa para Palma, su carril bici contará con 40 kilómetros, cuando esté completado, y se prevén centros de servicios a la bicicleta, con aparcamientos y toda la información de itinerarios, ubicados en las zonas más estratégicas y concurridas.
Además se ha incorporado a la red de carriles bici un sistema de alquiler de bicicletas públicas similar al existente en otras ciudades españolas y europeas, Bicipalma.
Tras la victoria del Partido Popular en las elecciones municipales de 2011, el nuevo ejecutivo decidió sustituir el carril-bici de las Avenidas, principal vía circulatoria del centro de la ciudad, por un carril más para vehículos. En su lugar se creará una ruta alternativa que transcurrirá por vías de menor importancia, este nuevo carril-bici contará con 476 m más que el anterior. Las obras comenzaron el 21 de julio de 2011. A partir del mes de septiembre de 2012, el servicio BiciPalma será de pago, y se verá tarificado con bonos de 6 y 12 meses, medida criticada por el PSOE al alcalde Mateu Isern.

#### Metro
El 25 de abril de 2007 entró en servicio la primera línea del metro de Palma (M1) que une la plaza de España con el campus de la Universidad de las Islas Baleares, pasando por el barrio de Son Oliva, el Polígono industrial de Son Castelló y el núcleo metropolitano de Son Sardina. El 13 de marzo de 2013 entró en servicio una segunda línea aprovechando las vías existentes del servicio de ferrocarril entre plaza de España y Marrachí.

#### Tranvía
Está en proyecto la implantación de un tranvía que una el Hospital de Son Espases y el Aeropuerto a través de la Playa de Palma.
Según se dijo a principios de septiembre de 2021, las obras empezarán a principios de 2023 para finalizar el 2026.
http://www.caib.es/govern/sac/fitxa.do?codi=4706740&coduo=200&lang=es

#### Taxi
Existe una flota de 1246 taxis. Todos dotados de aire acondicionado y de los cuales más de la mitad poseen emisora, siendo cuatro las compañías existentes en la actualidad: Taxis Palma Radio, Radio-Taxi Ciutat, Taxi Teléfono y Taxis adaptados para usuarios con movilidad reducida. Hasta el cambio de color que se produjo por el Decreto Municipal n.º 19985 de 15 de octubre de 1999, los taxis de Palma, habían sido, durante cincuenta años, de un característico color marfil y negro. Actualmente son de color blanco.

## Monumentos y lugares de interés

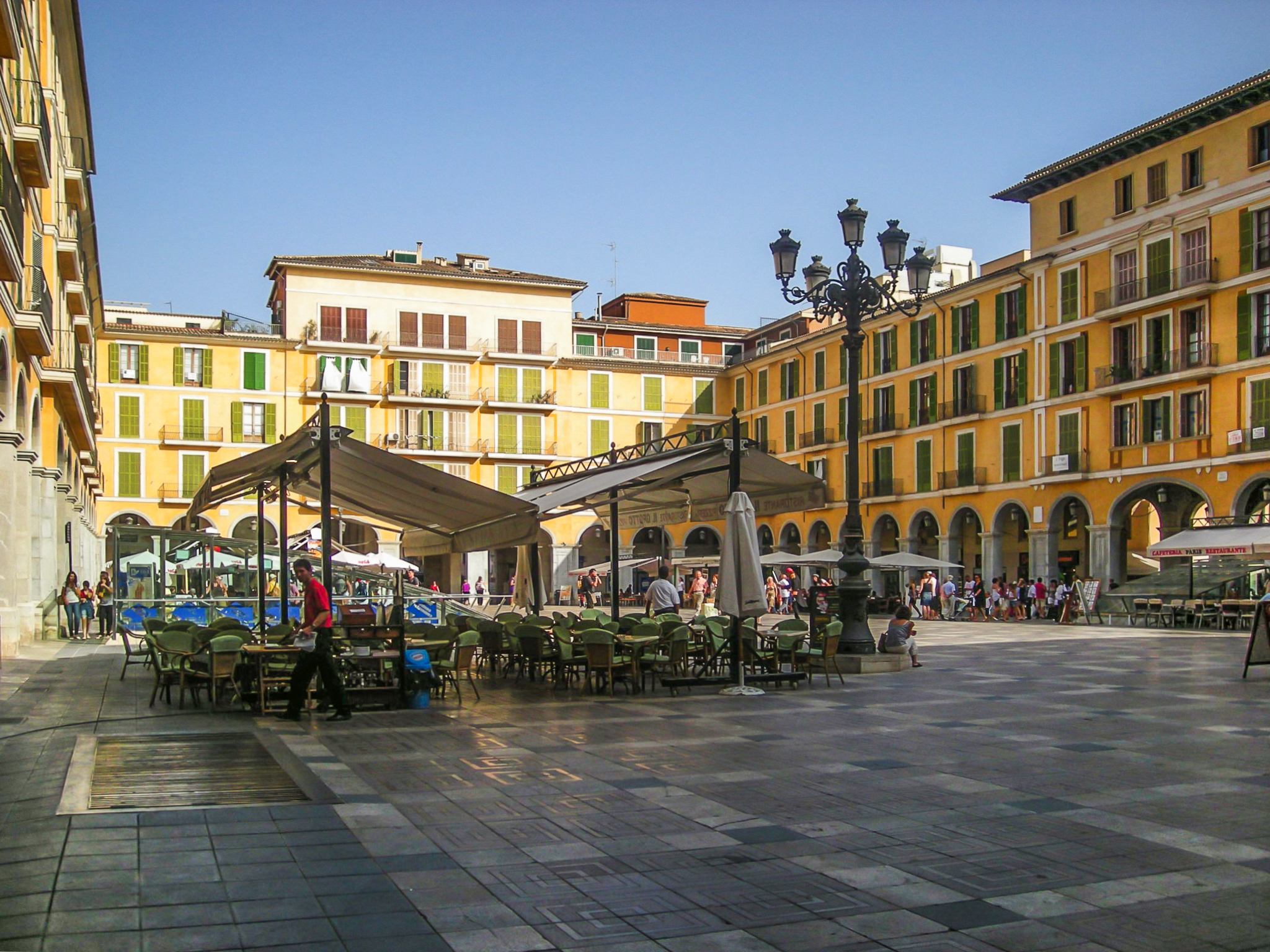
La plaza Mayor ocupa el solar que antaño fue la sede de la Inquisición

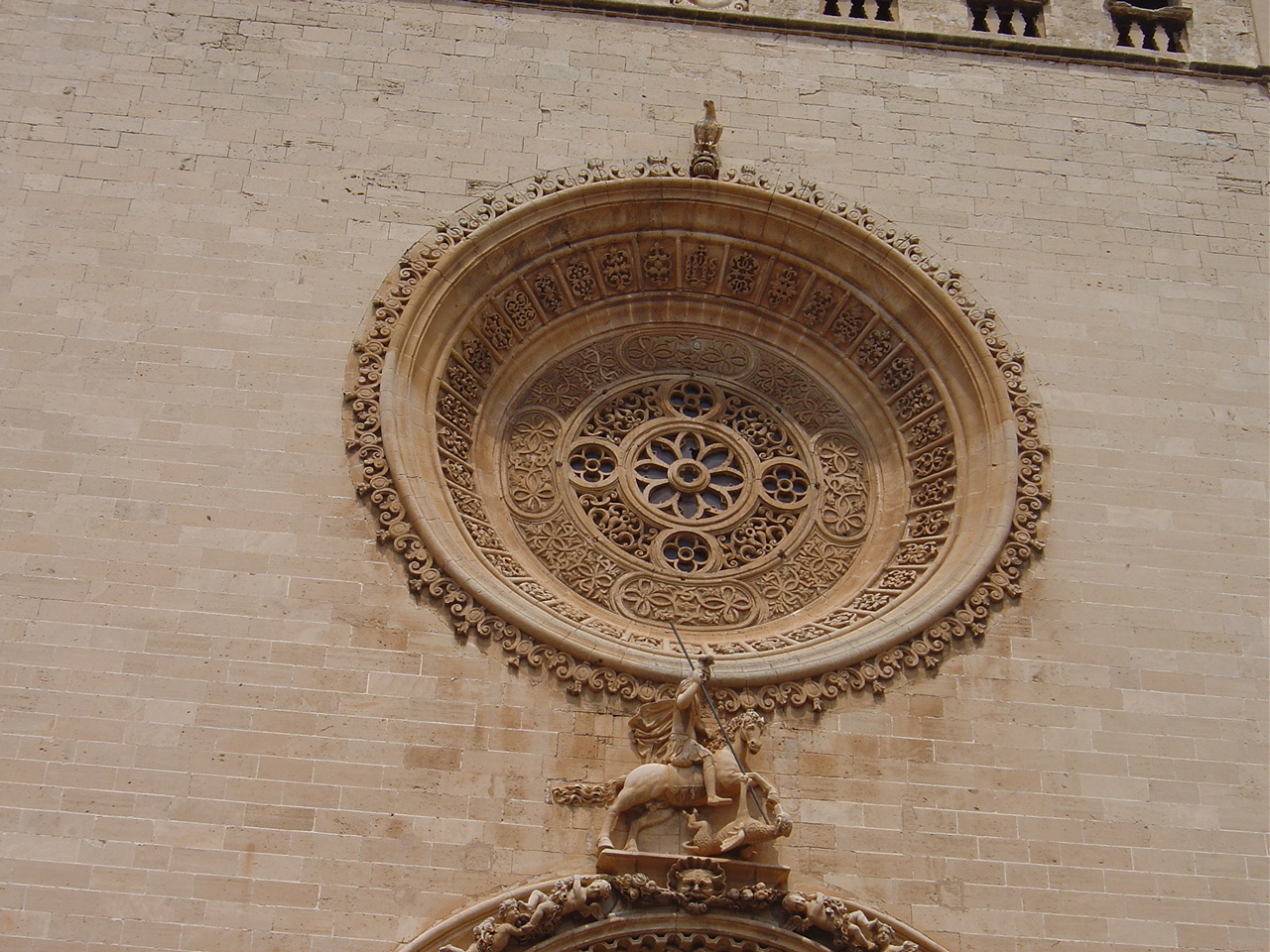
Óculo de la fachada principal de la iglesia de San Francisco

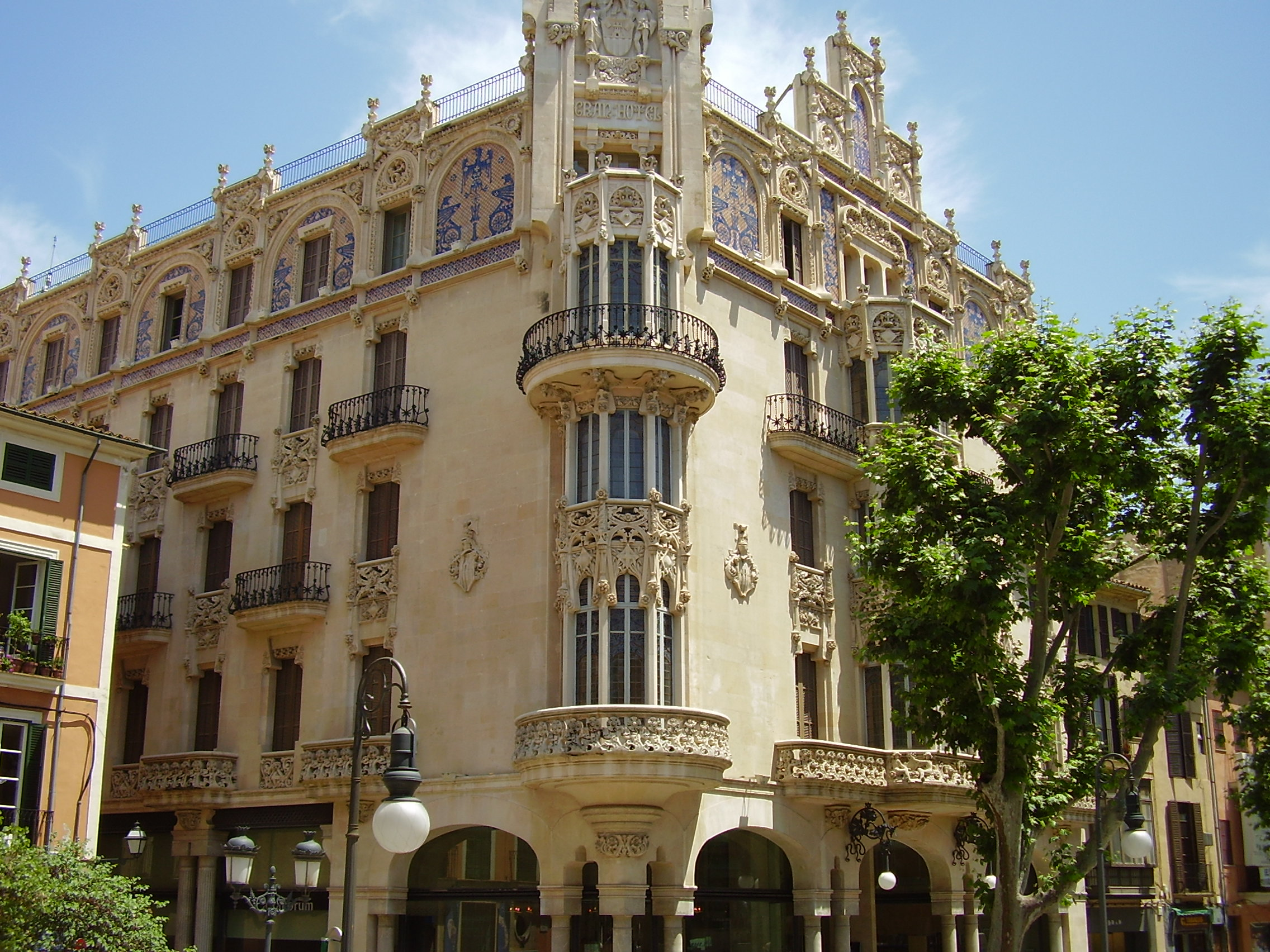
El Gran Hotel

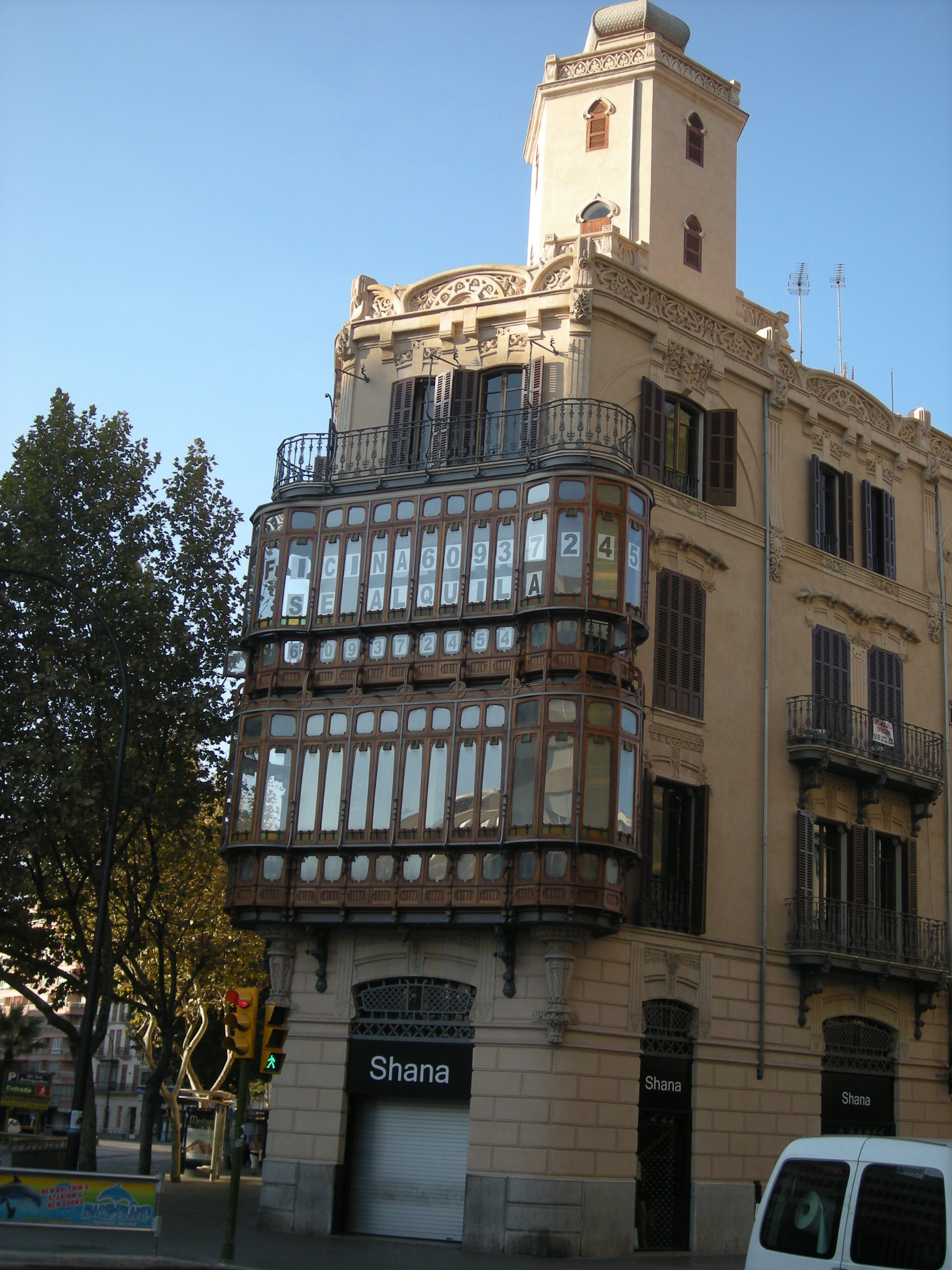
Edificio Triquet (Can Maneu) obra del arquitecto Gaspar Bennazar

- Catedral de Santa María de Palma: popularmente conocida como La Seu, está situada a orillas de la bahía de Palma, junto al parque del mar. Posee la nave más alta de España y la segunda de Europa, solo superada por la catedral de Beauvais. Cuenta con reconocida fama por poseer uno de los rosetones más grandes del estilo gótico levantino, llegando a ser denominada local y erróneamente como el «Ojo del gótico», ya que de este último período existen catedrales con mayores rosetones.[143][144] Es la única catedral del mundo que proyecta su reflejo sobre el agua del mar.
- Castillo de Bellver: es el único castillo medieval redondo de España y el primero en ser construido en Europa, en el continente solo hay tres castillos de planta circular que datan de esa época.[145]

- Castillo de San Carlos: es un pequeño castillo de artillería situada en la entrada del puerto de Palma construido para la defensa de este. En la actualidad está dentro de la base naval de Portopí y alberga el Museo Histórico Militar de la ciudad.[146]

- Baños árabes: son uno de los pocos vestigios de la arquitectura musulmana conservados en la isla. Se trata de una sala de superficie cuadrada con doce columnas que soportan una cúpula con diversas aberturas redondas. Esta sala estaba destinada a los baños calientes y para ello disponía de un doble suelo con huecos por donde circulaba el agua caliente y el vapor.[147]

- Palacio de la Almudaina: es el Palacio Real o Alcázar Real de la ciudad y una de las residencias de la familia real española, gestionada por el organismo público Patrimonio Nacional. Fue conocido hasta 1309 como Zuda, pero fue reedificado por Jaime II de Mallorca, según modelo del Palacio Real de Perpiñán.[148]

- Plaza Mayor: es una de las principales plazas de Palma. Fue edificada durante el siglo XIX en el solar hasta entonces ocupado por el Convento de San Felipe Neri y algunos edificios limítrofes. En ella nacen importantes vías del centro de Palma como San Miguel o Colón.[149]

- Consulado del Mar: está situado en el paseo Sagrera, muy cerca del puerto. Fue la sede de una institución homónima jurídico-mercantil medieval, formada por un Prior y varios Cónsules cuya jurisdicción era similar a los actuales tribunales mercantiles. Actualmente es la sede de la Consejería de Presidencia del gobierno de las Islas Baleares.[150]

- Pueblo español: fue construido durante la década de 1960 por el arquitecto Fernando Chueca Goitia en el barrio de Son Espanyolet. Se concibió como un pueblo en el que se pretendían reunir las principales características de los pueblos de España. En la actualidad compite con el de Barcelona por ser el mejor Pueblo español de España.[151]

- Lonja de Palma de Mallorca: es una de las obras maestras de la arquitectura gótica en Mallorca. Fue construida por el arquitecto Guillem Sagrera entre 1420 y 1452 y fue la sede del Colegio de Mercaderes.[152]

- Convento de San Francisco: es un conjunto formado por la iglesia, el claustro y varias edificaciones adosadas. Su construcción se inició a finales de siglo XIII.[149]
- Iglesia de Santa Eulalia: está situada en el casco antiguo de la ciudad. En este templo fue coronado rey de Mallorca Jaime II el 12 de septiembre de 1276. La iglesia consta de tres naves, siendo la central la más alta, con dos puertas de acceso. El campanario, que data del siglo XIX, es de gran altitud y su capitel es puntiagudo.[149]
- Palacio March: es un palacio situado en el centro histórico de Palma, junto a la catedral y a La Almudaina. Su construcción se inició en 1939 y fue inaugurado en 1945. Actualmente es un museo de arte que acoge la Fundación Bartolomé March, creada en 1975 por Bartolomé March.[153]

- Gran Hotel: es una construcción modernista del arquitecto Lluís Domènech i Montaner terminada en 1903. Actualmente ha sido reconvertido en la sede de la Fundación La Caixa.[149]
- Parlamento de las Islas Baleares: fue construido en 1848 sobre el antiguo emplazamiento del convento de las dominicas por el arquitecto Antoni Sureda i Villalonga. Por aquella época era la sede del Círculo Mallorquín (la actual sala de plenos era un salón de baile). Desde 1983 es la sede del poder legislativo de las Islas Baleares. Está situado en la calle Conquistador, cerca de la catedral.[154]

- Consejo Insular de Mallorca: fue construido para alojar la antigua Diputación Provincial. Esta construcción, que fue encargada al arquitecto Joaquín Pavía, supuso la remodelación total del edificio de la antigua prisión de la ciudad.[155]

- Casa consistorial: es el edificio donde se sitúa la máxima institución del municipio, el ayuntamiento. Está situada en la plaza de Cort.[149]
- Fundación Pilar i Joan Miró: fundación cultural dedicada al arte moderno, instalada junto a Son Abrines, la residencia del pintor Joan Miró. Incluye dos talleres de trabajo, jardines con murales y esculturas, así como un legado de 6000 obras del artista, expuestas de manera rotativa. El complejo integra dos importantes edificios: el Taller Sert de Josep Lluís Sert (1956), y el Edificio Moneo de Rafael Moneo (1992).[156]

## Cultura

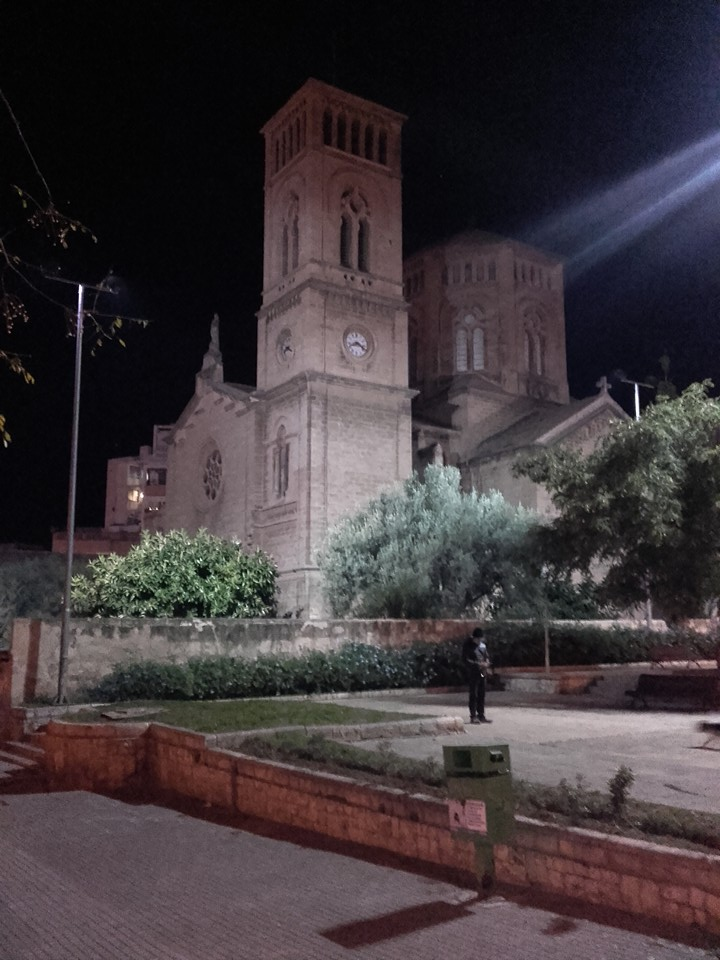
Iglesia de Santa Catalina

La cultura palmesana, debido a la constante inmigración, está basada en la multiculturalidad, influencias de muchos lugares que se han hermanado con las costumbres propiamente mallorquinas. Posee variedad de instalaciones repartidas por distintos puntos de la ciudad. Para permitir que sus visitantes exploren su cultura, existen diferentes actividades durante cualquier época del año. Entre sus personajes más influyentes se encuentran el filósofo y escritor Ramon Llull, el cartógrafo Jehuda Cresques, el ingeniero Eusebio Estada, los escritores Llorenç Villalonga y Anselm Turmeda así como los pintores Anglada Camarasa, Eliseo Meifren y Joan Fuster Bonnin.

### Idiomas
Los idiomas oficiales en Palma, al igual que en el resto de municipios del archipiélago balear, son el catalán y el español. La ciudad cuenta con una escuela oficial de idiomas, que se encuentra situada en el barrio del Marqués de la Fuensanta. Los aspectos más destacados de la variante del mallorquín son la neutralización de la a y la e tónicas en [ə], y el empleo del artículo salado (es, sa, ses) en lugar de el, la, els y les. Debido al alto nivel turístico, muchos de sus habitantes dominan varios idiomas europeos, principalmente el inglés y el alemán y en menor medida el sueco, el noruego y el italiano.
Una de sus principales características consiste en la diversidad idiomática de la población. Aunque por naturaleza los idiomas más hablados son el castellano y el catalán, la amplia diversidad turística dificulta la definición lingüística, destacando entre los idiomas locales el inglés y el alemán.
Algunas zonas como Playa de Palma o el paseo marítimo se han convertido en lugares de amplia residencia de origen británico y germánico. A finales de la década de 1990, muchos de sus comercios estaban anunciados únicamente en inglés o en alemán, así como el etiquetado de una variedad de productos. Por este motivo el gobierno autonómico comunicó que llevaría a cabo la inspección a más de mil comercios turísticos y que impondría multas de hasta 2,5 millones de pesetas (15 000 euros) a aquellos que no contasen con el rotulado en español.

### Arquitectura

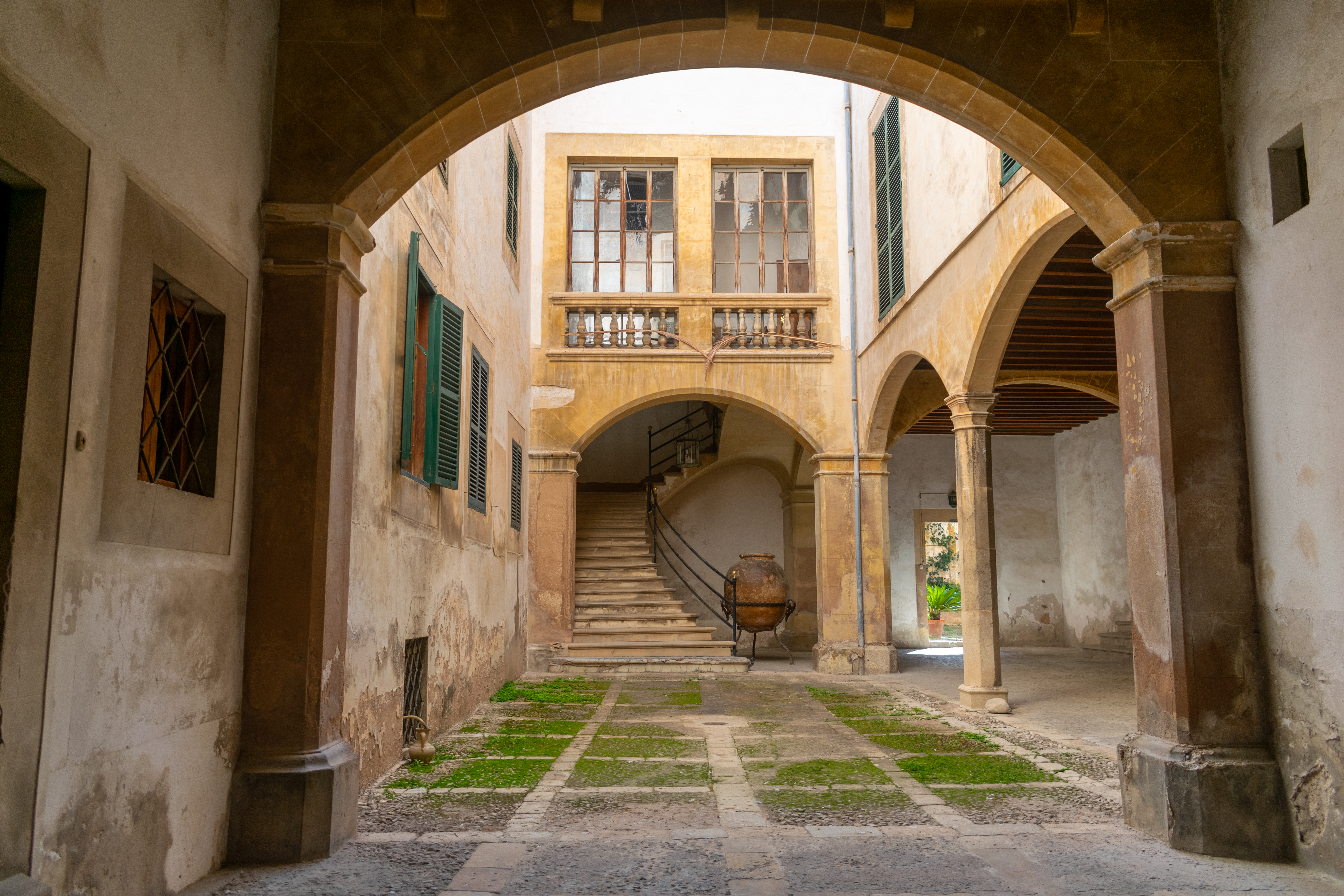
Patio típico palmesano

Uno de los elementos más característicos de las viviendas palmesanas con clara influencia de la casa medieval catalana consiste en sus patios. Aunque para algunos se remontan a la época romana, todos mantienen una estructura similar; entrada cubierta entre el portal y el patio en cuyos laterales se encuentran puertas que conducen a dependencias auxiliares, como despensas o establos, empedrado estrecho, espacio cubierto de arcos, columnas y capiteles con escaleras que terminan en galerías. El escudo de armas de los propietarios no suele estar situado sobre el portal de acceso, sino en el interior del patio o del balcón, el suelo suele ser empedrado y con una ligera inclinación que recoge el agua de lluvia en una cisterna que comunica con un pequeño jardín. Los balcones están adornados por balaustradas y hierros forjados. En un documento extraído del archivo municipal de Palma se recogen inscritos más de 500.

### Espacios escénicos

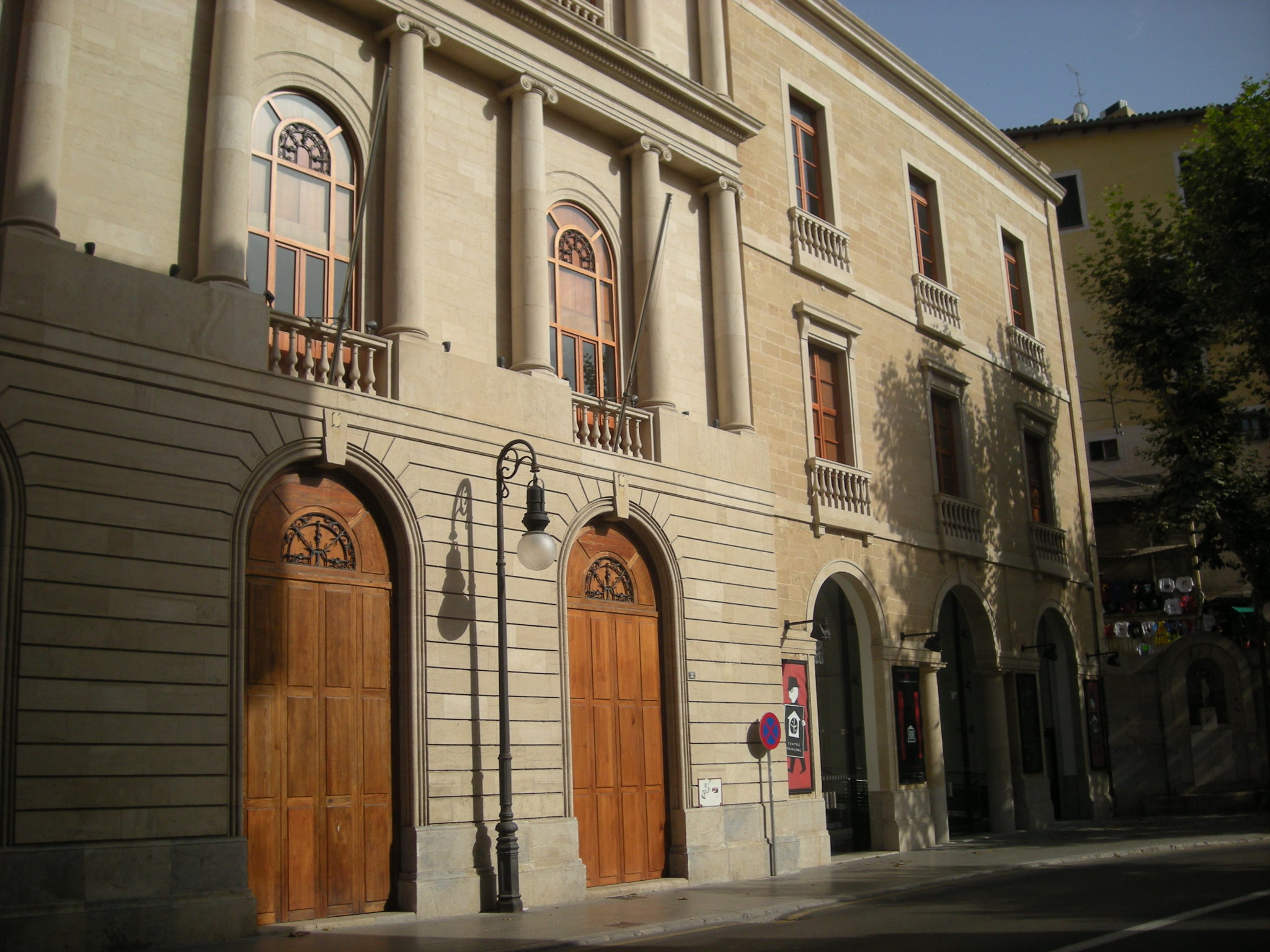
Teatro Principal, desembocando en la Rambla, junto a la plaza Mayor. A unos metros del teatro, se encuentra uno de los hornos de pan en activo más antiguos de la ciudad

Existen varios espacios escénicos municipales entre los que destacan el Teatro Principal, el Auditórium, el Teatro Xesc Forteza y el Teatre del Mar, que forman parte de la Asociación de Teatros y Auditorios Públicos de las Islas Baleares (ATAPIB) y del Circuito de Artes Escénicas del Consejo Insular de Mallorca. También se encuentran incluidos en el Proyecto Alcover. Cuentan con servicio técnico de sonido e iluminación durante todo el año. Las distintas programaciones ofrecidas incluyen: conciertos de la banda municipal y la escuela de música, obras de teatro clasificadas para distintos públicos, tanto infantil, juvenil como adulto, en modalidad aficionado y profesional, danza y muestras de expresión artística escolar.

### Bibliotecas

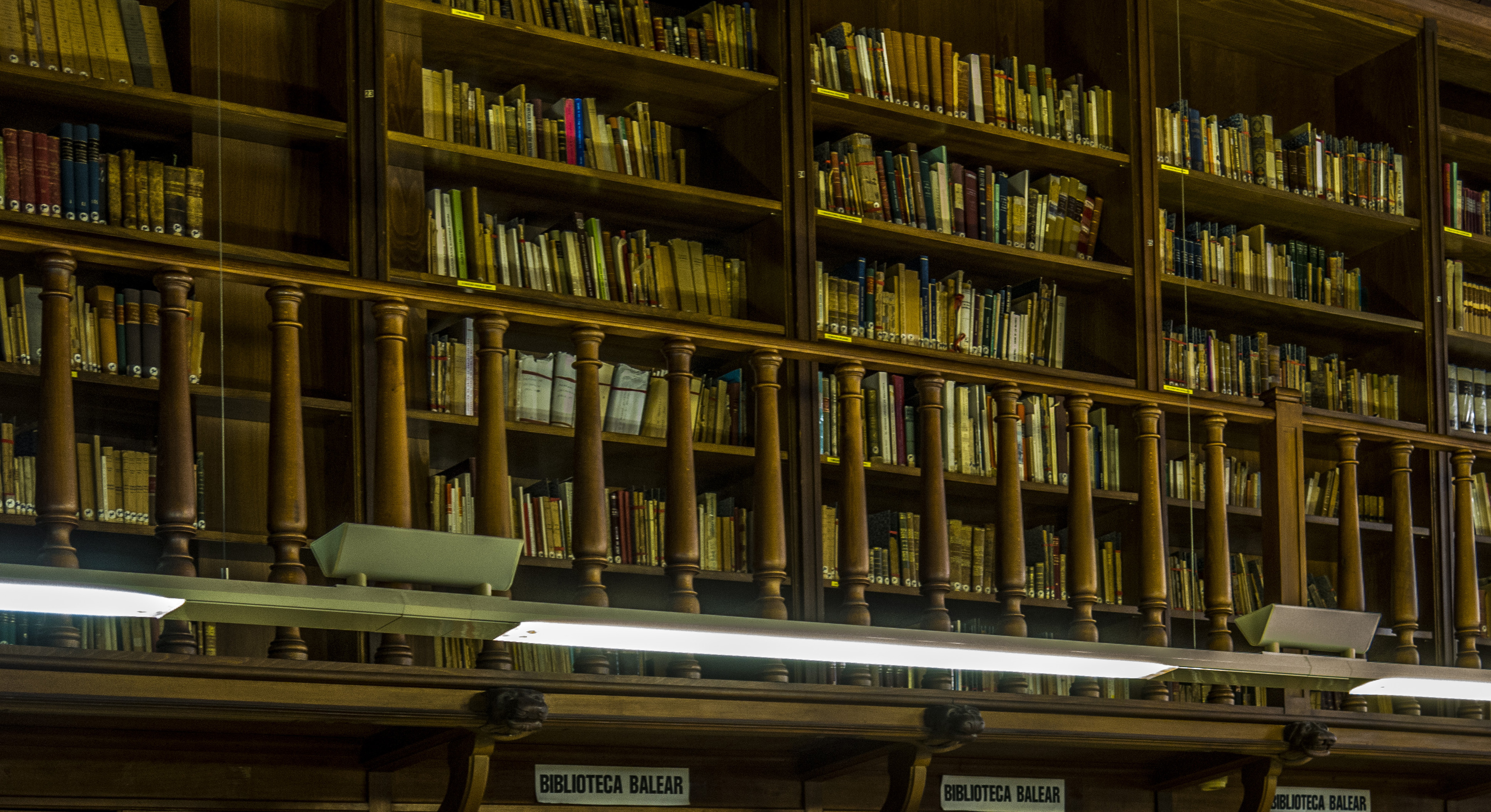
Biblioteca de Cort

La red de bibliotecas municipales está formada por un total de 25 bibliotecas repartidas por toda la ciudad. Dependen del ayuntamiento, aunque algunas, como la de Can Sales, están cofinanciadas por la Consejería de Cultura del gobierno balear y el Ministerio de Cultura. Cada una está especializada en una temática concreta, como historia local, biografías, cultura popular, medio ambiente o literatura infantil entre otras. En 2008 hubo 113 819 consultas y 28 032 préstamos en las bibliotecas de Palma.

### Museos

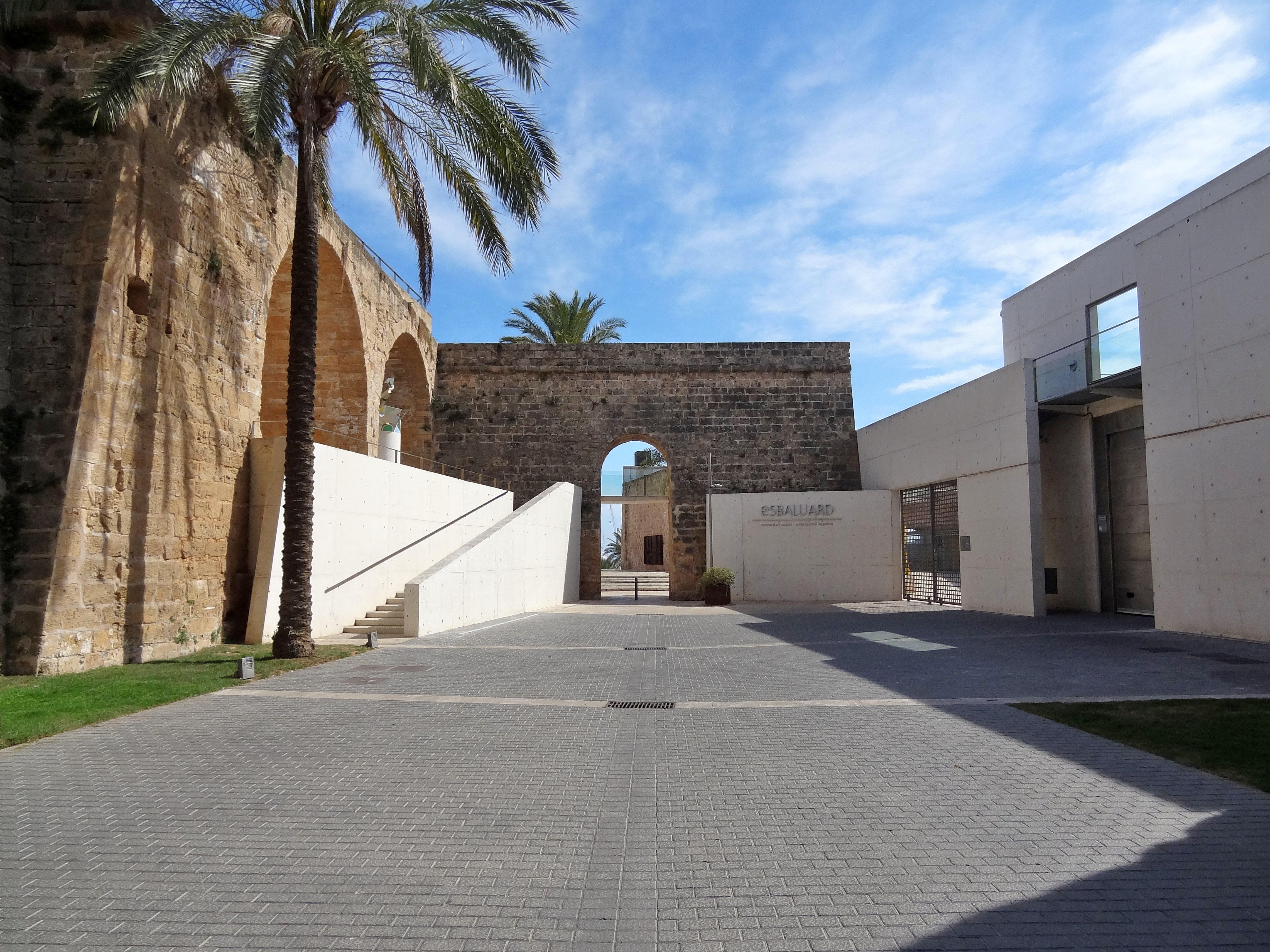
Entrada al Museo de Es Baluard, situado sobre los baluartes de las antiguas murallas de la ciudad

Hay numerosos museos en Palma y cada uno de ellos está especializado en un tema concreto. Entre los museos operativos y visitables de la ciudad destacan los siguientes: Can Marqués, Capilla de la Misericórdia, Casal Solleric, Centro de Cultura Sa Nostra, Museo Es Baluard, Fundación Barceló, Fundación La Caixa, Fundación Pilar i Joan Miró, Museo de arte español contemporáneo, Museo de la Seu, Museo del deporte, Museo de Mallorca, Museo de muñecas antiguas, Museo de historia de la Ciudad, el Museo diocesano de Mallorca, el Museo Histórico-Militar Castillo de San Carlos, el Museo J. Torrens Lladó, y el Museo Krecovic.

### Ocio
Uno de sus mayores centros comerciales es el llamado «Porto Pi centro», situado en el barrio de Portopí. Cuenta con dos plantas de comercios, zonas de ocio con salones recreativos, restaurantes y multicines. Una de las cafeterías con mayor antigüedad de la ciudad de Palma es Can Joan de s'Aigo, situada en la calle Sans, que abrió sus puertas en 1700 y todavía ofrece productos gastronómicos artesanales de Mallorca.
La vida nocturna se concentra en varias zonas dependiendo de la temporada del año, así como en temporada alta pueden resultar de gran actividad los núcleos costeros de la playa de Palma, cabe destacar el paseo marítimo, con una notable concentración de clubes nocturnos. Otra de sus principales zonas de ocio consiste en el casco viejo de la ciudad, la lonja, donde entre sus calles pueden recorrerse todo tipo de locales de hotelería, así como discotecas y clubes musicales con actuaciones en directo. Uno de los locales con mayor interés cultural de esta zona es el Ábaco, un pequeño palacio del siglo XVIII que conserva su estructura y que ha sido decorado al estilo barroco, donde se ofrece al cliente cocktelería fina con un espectáculo natural ambientado en la época. En 2012, el ayuntamiento comenzó a barajar la posibilidad de declarar a la ciudad de Palma «amigable con el colectivo LGTB», imitando así a otras ciudades españolas como Madrid, Barcelona y Sevilla entre otras, en vistas de aumentar su oferta turística.
Cuenta con uno de los principales clubes nocturnos de la isla, situada sobre el paseo marítimo, se encuentra la macrodiscoteca Tito's Palace, donde Samuel Bouriah, más conocido como DJ Sammy, comenzó su expansión musical luego de haber conquistado las noches de la localidad turística de Magaluf, en la macrodiscoteca BCM Planet Dance. Tito's es un club nocturno clásico de la zona de ambiente conocida como plaza Gomila, (en la que entre otros, se concentraron la mayoría de clubs rockabillies durante el resurgimiento que hubo tras la movida madrileña) al cual puede accederse por tres diferentes portales, destacando el ascensor de cristal que conduce desde el acceso en el paseo marítimo hacia su interior.
En el ambiente musical, cabe destacar a artistas como Joan Ramón Bonet, Maria del Mar Bonet y Bonet de San Pedro, entre otros. En interpretación, el humorista teatral Xesc Forteza, fallecido en 1999, y una de las chicas Almodóvar, la actriz Rossy de Palma.
Para los amantes de la tauromaquia existe una plaza de toros conocida popularmente como Coliseo balear, que cuenta con 11 620 asientos en las gradas, cuatro palcos (norte, sur, este y oeste) y mide 44,5 m de diámetro, donde además de corridas se realizan los conciertos estivales más multitudinarios de la isla. Forma parte del patrimonio histórico de la ciudad y en ella han actuado bandas como Simply Red, Joe Cocker, Scorpions, Mike Oldfield, Julio Iglesias, B. B. King, Mark Knopfler, Dire Straits, Sting, Alejandro Sanz, Estopa, Amaral o Miguel Bosé entre otros. En 2006 fue el lugar elegido por Chenoa para albergar el concierto que dio vida a su DVD Contigo donde estés.

### Gastronomía

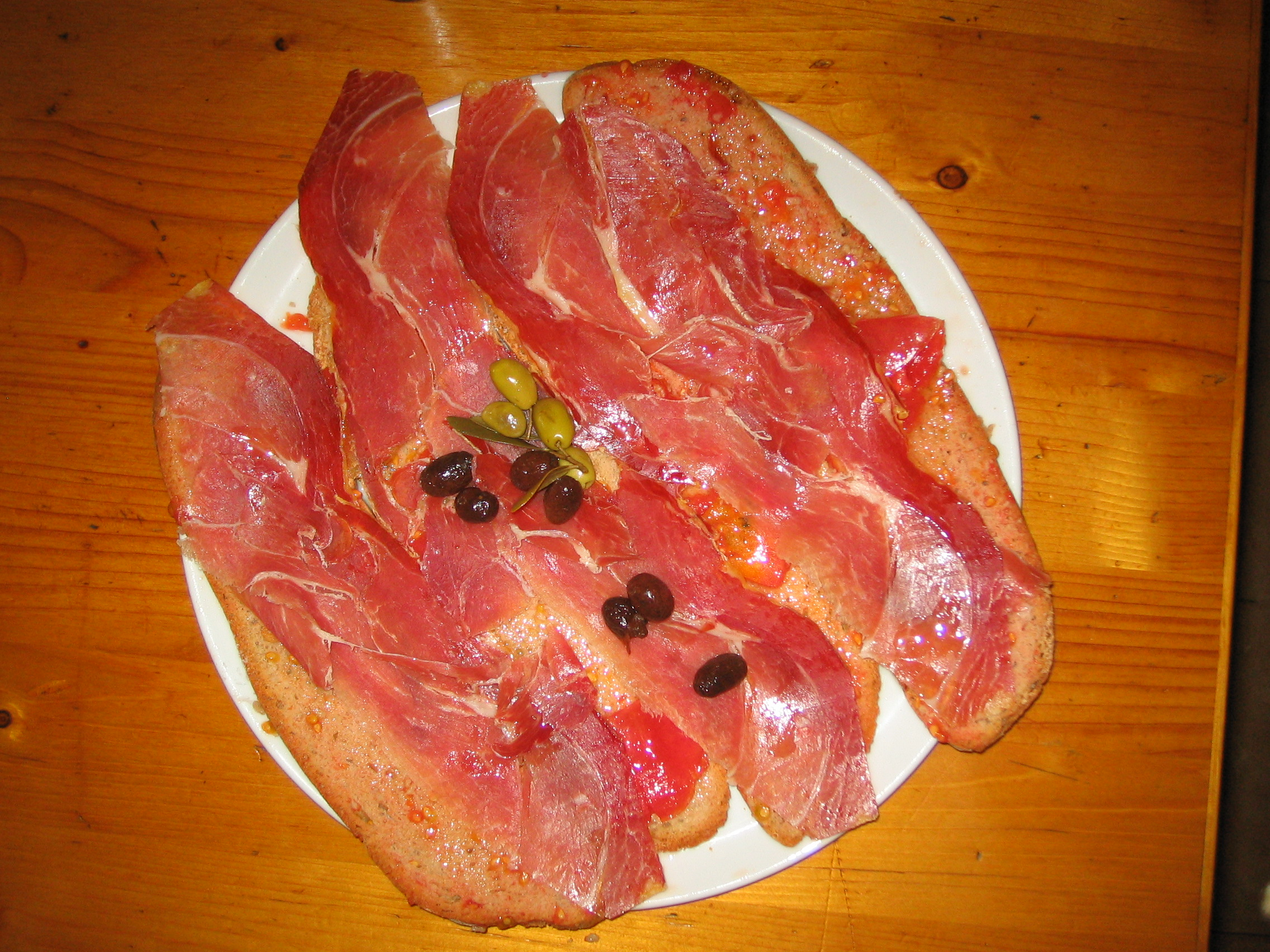
Plato típico de Mallorca, pa amb oli acompañado de jamón serrano

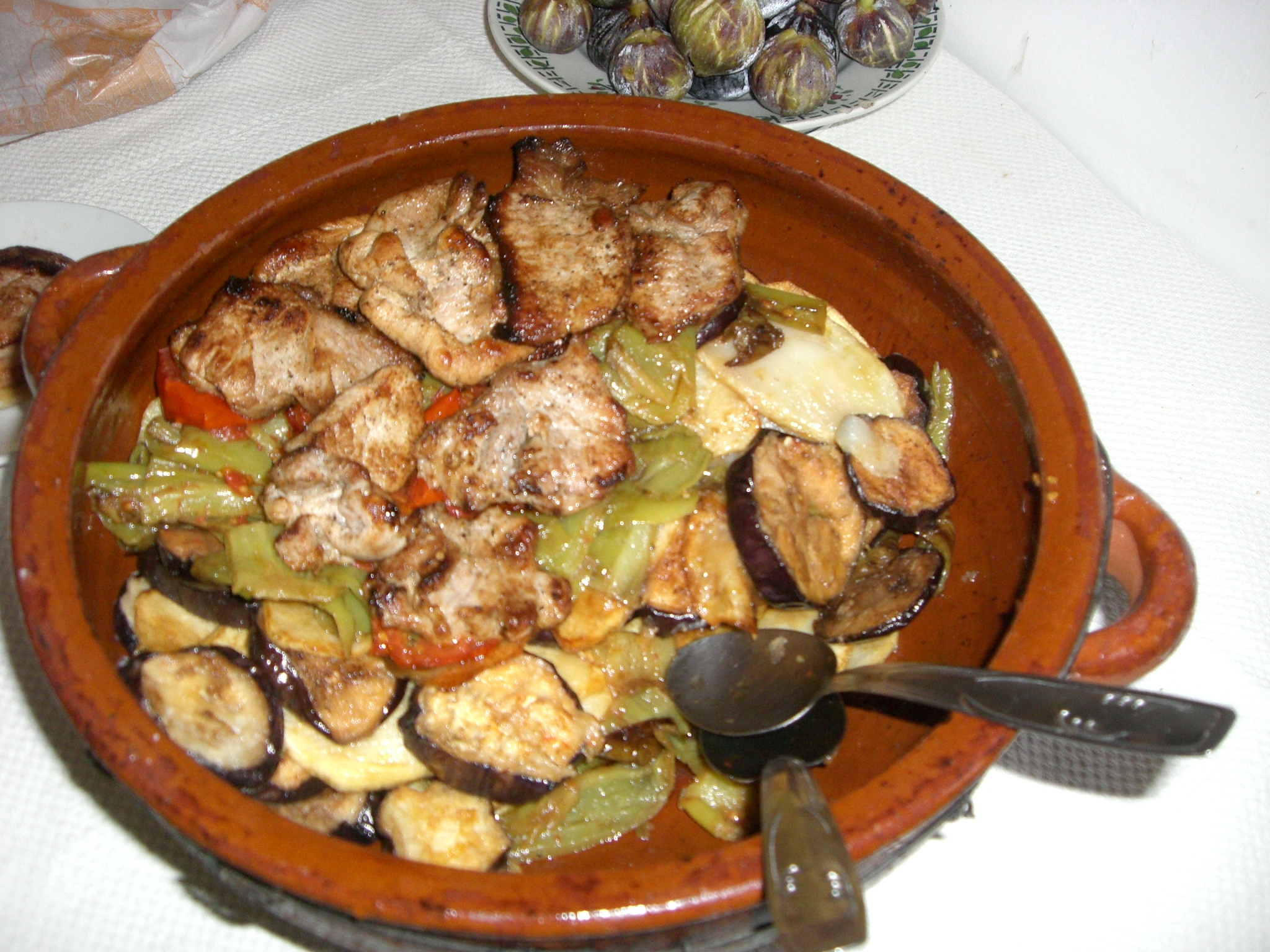
Una greixonera con tumbet, uno de los más típicos platos de la gastronomía isleña. Se compone de berenjenas fritas en aceite de oliva con pimientos rojos, finas láminas de papas y salsa de tomate

Uno de los platos más populares es el frito mallorquín, que consiste en una fritura de hígado con patatas y pimientos; puede ser de sangre o asadura de cordero, cerdo o también marinero. Cabe también hacer mención a las sopas mallorquinas, el tumbet, el lomo con col o con esclatasang (variedad más sabrosa del rovellón encontrado en la península ibérica), y las berenjenas rellenas. Existen diversas formas de preparar el arroz, la más típica es la llamada arroz brut, que consiste en un arroz caldoso con setas, caracoles, carne de cerdo, conejo y de aves. El pa amb oli, propio de algunas cenas, es también el plato regional de la isla. Los embutidos son también uno de los principales elementos de su gastronomía; sobrasada, butifarrón, camaiot y blanquet entre otros.
En comidas y encuentros generalmente familiares es típico hacer porcella asada, con patatas troceadas y condimentadas con hierbas de la isla, como el romero. La ensalada que suele consumirse en verano o con la porcella, se la conoce como trempó y se hace con tomate, cebolla y pimiento verde.

#### Repostería y pastas
El dulce por excelencia es la ensaimada que suele tomarse en el desayuno, pero que también se hacen de tamaños familiares rellenas de crema, cabello de ángel, chocolate o con sobrasada. En Semana Santa son esenciales las empanadas, rellenas de carne de cerdo, sobrasada y guisantes. Pueden estar hechas de pasta dulce o salada, aunque son más habituales las de pasta salada. También son típicos los crespells y los robiols, rellenos tradicionalmente de requesón, de cabello de ángel y de mermelada. También es muy habitual la denominada coca de verdura, hecha de trempó o de pimientos rojos asados, junto a los cocarrois, que son una especie de empanadas de forma triangular rellenas de verdura y pasas.

### Festividades y tradiciones

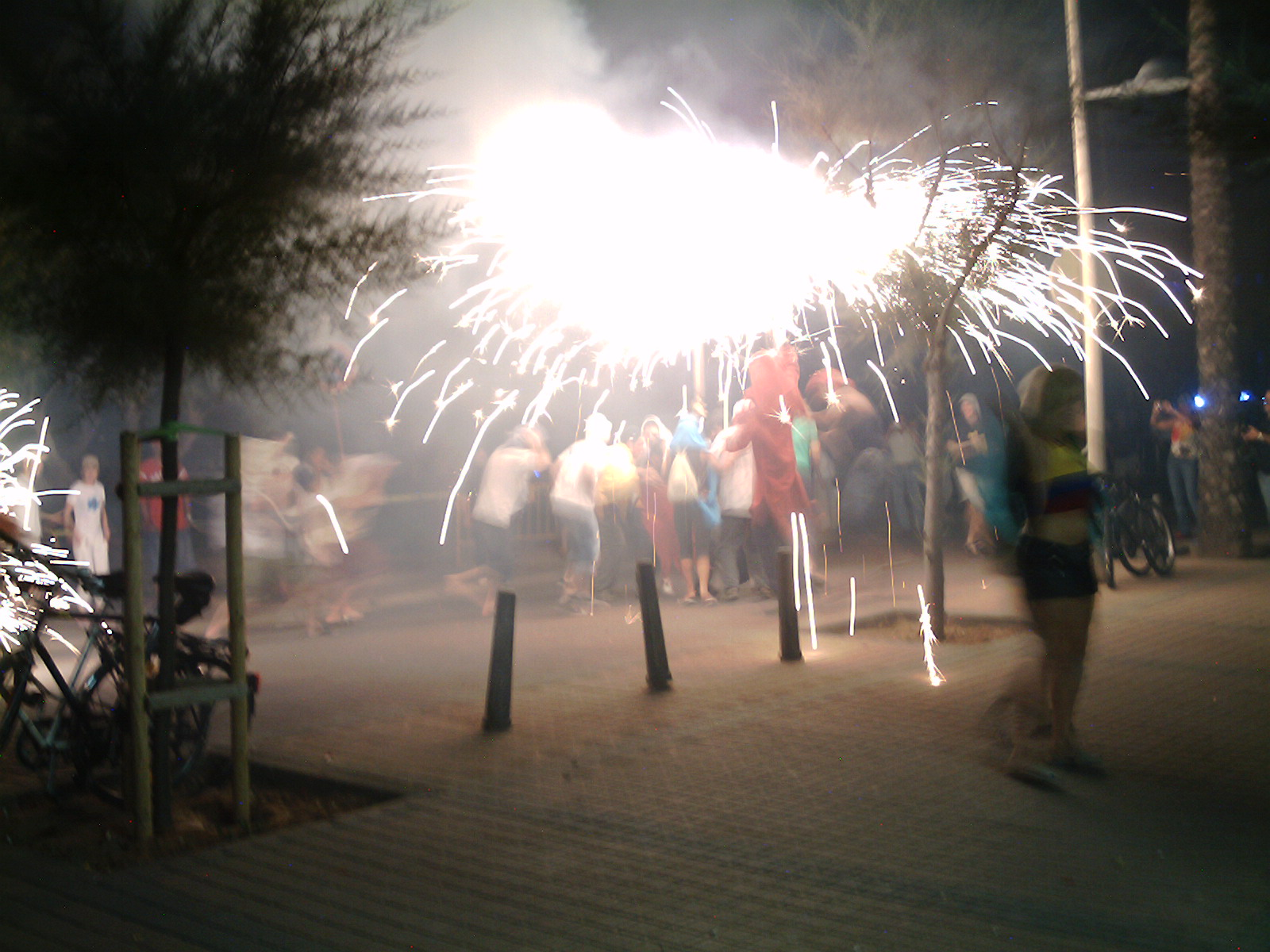
Juegos pirotécnicos durante las fiestas patronales en Can Pastilla

- Cada sábado por la mañana se celebra un mercado semanal de objetos de ocasión en Son Fusteret, a las afueras de la ciudad, que antes se realizaba en los alrededores de la avenida Gabriel Alomar i Villalonga.[178] Los lunes, viernes y sábados por la mañana se instala en la plaza Mayor un mercado de artesanía. En el mismo lugar se hace la feria de Navidad, donde se venden productos navideños, como las tradicionales figuras para los belenes y productos de artesanía.
- La Noche del Arte, noche donde todas las galerías y museos de la ciudad abren sus puertas.[179]
- San Sebastián, el 20 de enero, fue proclamado patrón de Palma por el final milagroso de la peste de 1523 y 1524, con la llegada de un hueso del brazo de San Sebastián procedente de Rodas. Durante más de una semana se realizan una gran variedad de actos.[180]
- Fiesta del Estandarte, el 31 de diciembre. Conmemora la entrada a la ciudad de las tropas catalanas de Jaime I, el Conquistador. Hecho que supuso el fin de la dominación islámica. Es una de las fiestas más antiguas de Europa, ya que su celebración se remonta al siglo XIII. Los actos se celebran en la plaza de Cort, con un ritual religioso de acción de gracias y una ceremonia civil, presidida por el estandarte real.[181]
- Virgen de la Salud, el 8 de septiembre. Se celebra una misa solemne en la iglesia de San Miguel, donde se conserva una antigua imagen de la Virgen María, a continuación hay una fiesta infantil, música y bailes populares. En la vigilia se hace un pasacalle y una ofrenda floral, con música popular.[182]
- Domingo del Ángel, el primer domingo después de Pascua, en que los ciudadanos de Palma suben en romería al castillo de Bellver.[183]
- La noche de San Juan, el 24 de junio. Se celebre la popular Nit de Foc en el parque del Mar, con hogueras, juegos pirotécnicos y grupos de animación.[184]
- Romería de San Bernardo, el 19 de agosto, vigilia de San Bernardo, se celebra la tradicional romería desde la plaza de Cort, con una caña en la mano, los ciudadanos de Palma van hacia el monasterio de la Real, donde se celebra una misa y una velada con música y bailes tradicionales.[185]
- La feria del deporte, se realiza a finales de mayo, en el polideportivo de Son Moix.[186]
- De Güell a Lluc a Pie, una caminata popular de 50 km, se realiza en la primera noche del sábado al domingo de agosto.[187][188]
- La feria del Ramo es un parque de atracciones que se celebra anualmente entre finales de febrero y mediados de abril. Nació alrededor de las tiendas rústicas para los devotos de la Santa Faz de la iglesia de Santa Margarita en conmemoración del Domingo de Ramos. Actualmente se ubica en el polígono de Son Castelló.[189]
- La feria de abril también se celebra en Palma, donde es organizada por la Casa de Andalucía en Baleares. Se celebra al mismo tiempo que en Sevilla.[190]
- Diada de Mallorca, celebrada desde hace algunos años el 12 de septiembre por iniciativa del Consejo Insular de Mallorca. Se conmemora el juramento por parte del rey Jaime II de la Carta de Franqueses i privilegis del Regne de Mallorca, es una fiesta institucional con escasa repercusión popular.[191]

- Día de las islas Baleares, es la fiesta oficial de la comunidad autónoma de las Islas Baleares, que se celebra cada año el 1 de marzo, en conmemoración de la fecha en la que entró en vigor el Estatuto de Autonomía de 1983, que es también la misma que la del nuevo Estatuto de Autonomía de 2007.[192]

### Deporte
Palma ha sido sede de diversos eventos deportivos internacionales, como el Campeonato Mundial de Baloncesto Sub-19 de 1983, la Universiada de 1999, el Campeonato Mundial de Ciclismo en Pista de 2007 o los partidos del grupo C durante la primera fase del Eurobasket 2007. La actividad deportiva en la ciudad es regulada por el Instituto Municipal de Deportes, el cual ofrece una amplia gama de actividades físicas en los diversos centros deportivos de la ciudad, como vóley, gimnasia, aeróbicos, musculación, artes marciales, tenis, natación entre otras.

#### Entidades deportivas
Al margen de los deportes que se practican en las instalaciones municipales, la ciudad cuenta, entre otras, con las siguientes entidades deportivas:

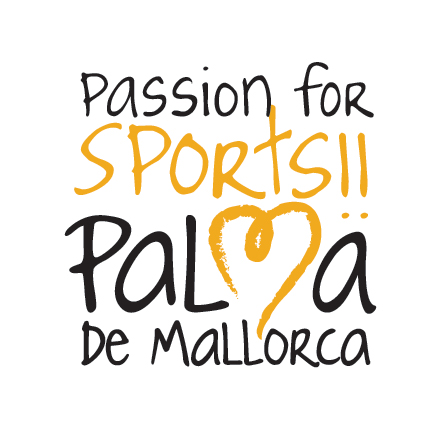
Imagen turística para el deporte

- Club Deportivo Atlético Baleares[195]
- Príncipes de España[196]
- Centro Deportivo Son Hugo[197]
- Club Natación Palma[198]
- Club Náutico Portitxol[199]
- Escuela Nacional de Vela Calanova[200]
- Golf Son Vida[201]
- Golf Son Gual[202]
- Mallorca Tenis Club[203]
- Palma Aqua Mágica[204]
- R. C. D. Mallorca[205]
- Real Club Náutico de Palma[206]
- Rugby Club Ponent[207]
- Agora Portals Voley[208]
- Urbia Voley Palma[209]
- Palma Futsal
- Independiente Campo Redondo

#### Equipamientos deportivos
La ciudad cuenta con una extensa red de centros deportivos dependientes del Instituto Municipal de Deportes (IME), explotados muchos de ellos por empresas privadas en régimen de concesión administrativa. En muchos de estos centros se pueden practicar diferentes actividades deportivas como natación y acceder al alquiler de pabellones cubiertos, pistas polideportivas, campos, salas de musculación, campus deportivos.
Entre sus deportistas más destacados, se encuentra el tenista internacional Carlos Moyá, el piloto de motociclismo Jorge Lorenzo, el futbolista José Luis Martí Soler y el jugador de baloncesto Rudy Fernández.

##### Palma Arena
Obra del arquitecto neerlandés Sander Douma el Palma Arena es un velódromo que se construyó para el Campeonato Mundial de Ciclismo en Pista de 2007, de la cual Palma fue sede. Ocupa una superficie de 90 000 m cuadrados y tiene un aforo de 4500 espectadores. El velódromo fue inaugurado el 2 de mayo de 2007 con un partido de tenis entre el ganador de Wimbledon y el de Roland Garros (Rafael Nadal y Roger Federer). El 10 de julio de 2008 el periódico Diario de Mallorca publicó que la Fiscalía Anticorrupción de las Islas Baleares investigaba las cuentas del Palma Arena, ya que su presupuesto original rondaba los 48 millones de euros, pero cuyo coste final superó los 90. Entre los principales imputados destaca el expresidente balear Jaume Matas. Actualmente también se usa de recinto para ferias, conciertos y otros eventos deportivos de relevancia.

##### Polideportivo de Son Hugo
Son Hugo es un polideportivo de propiedad, es decir, gestionado por el Instituto Municipal de Deportes. Está formado por cuatro piscinas de las cuales las dos de mayor tamaño son las piscinas de competición, una de ellas al aire libre, de 50 por 25 m. Además la instalación consta de una piscina infantil y una habilitada para saltos olímpicos. El polideportivo se inauguró en julio de 1999 y fue construido para albergar las Universiadas de aquel mismo año, que se celebraron en Palma.

##### Estadio Son Moix

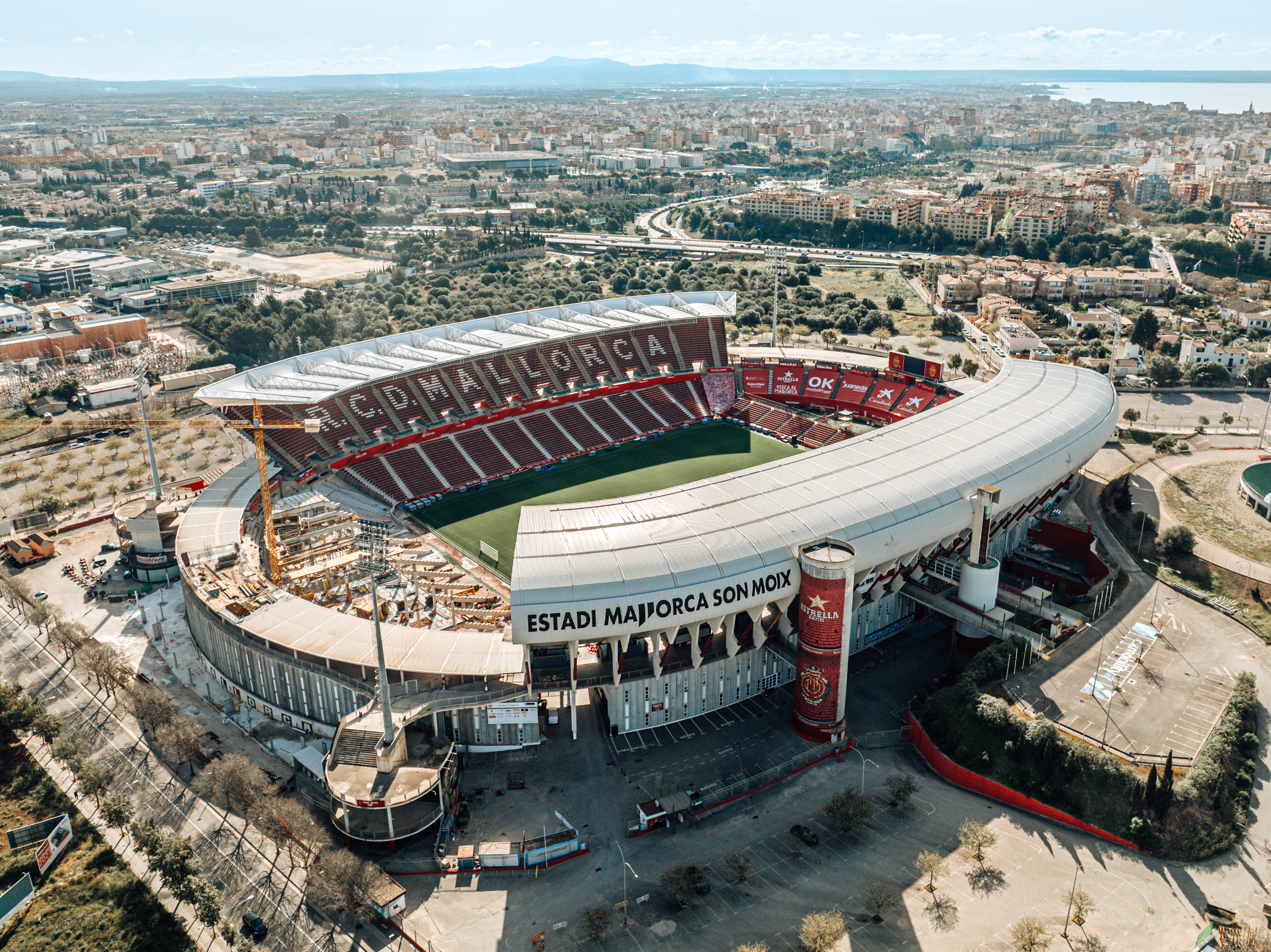
Estadio de Son Moix, desde 2023 es el Visit Mallorca Estadi

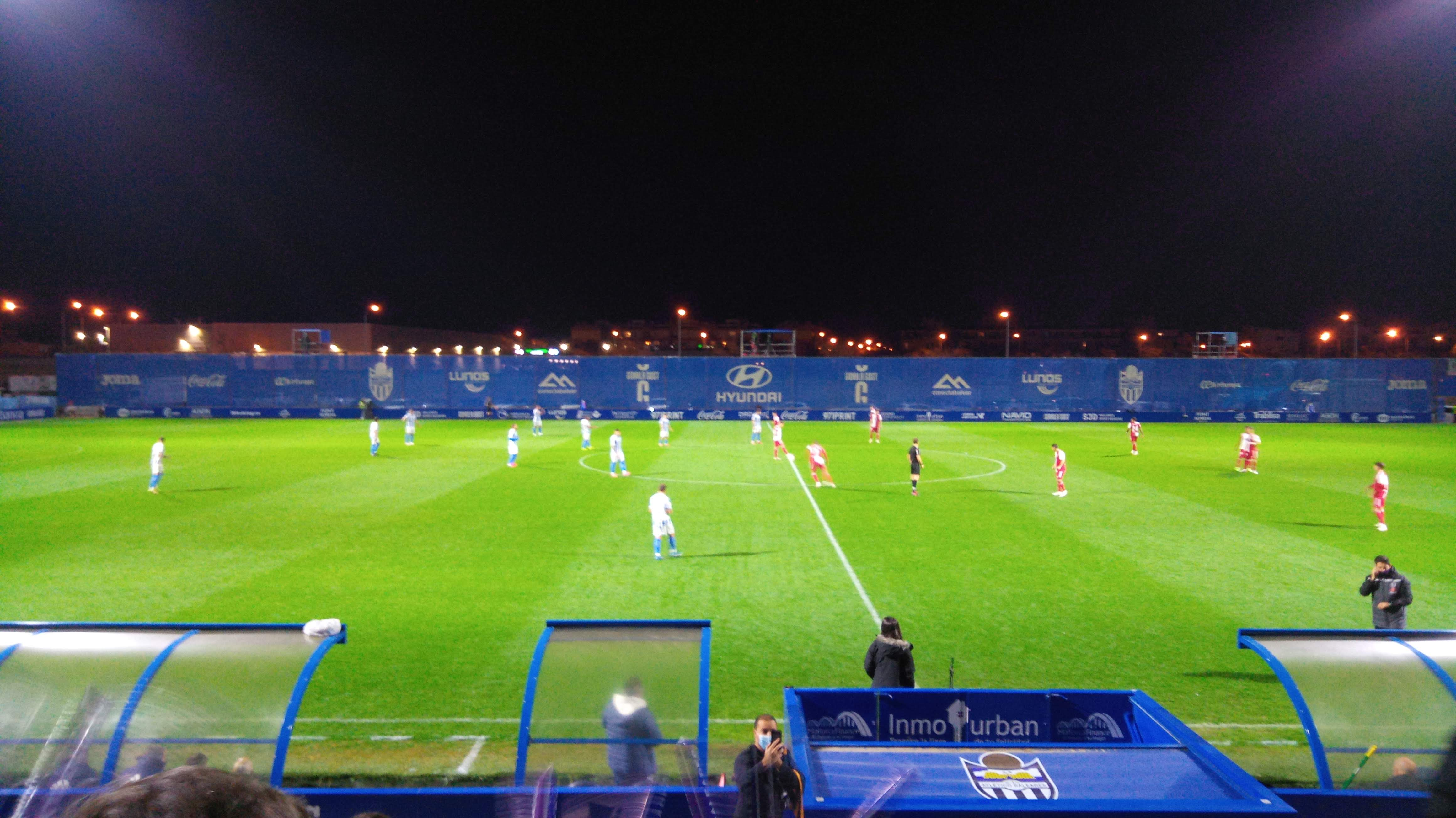
Estadio Balear

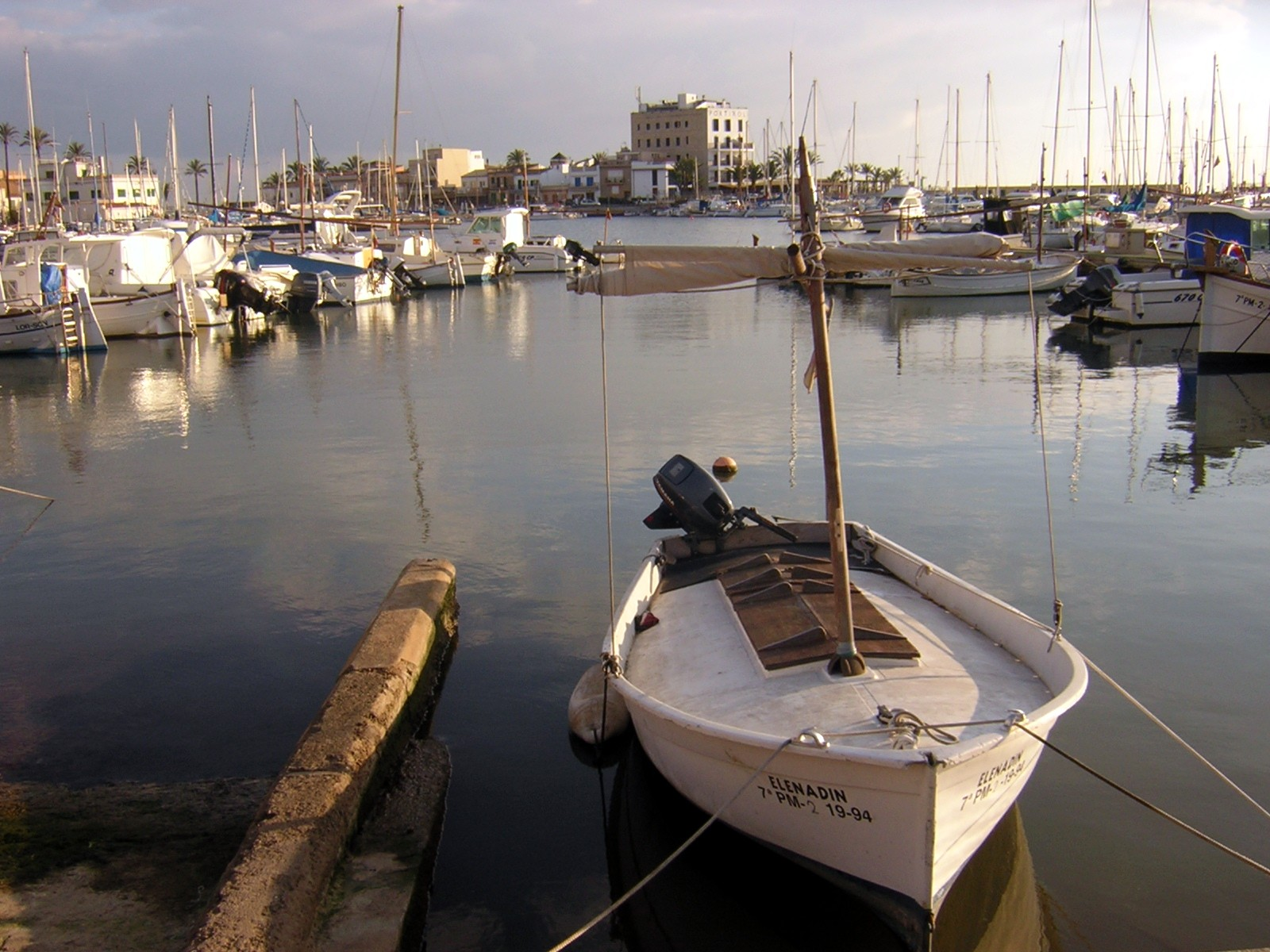
Club Náutico de Portitxol

El estadio de Son Moix es el estadio que utiliza el club RCD Mallorca para jugar en él sus partidos oficiales. Está ubicado en el polígono de Can Valero. El estadio es propiedad del Ayuntamiento de Palma, pero el 15 de diciembre de 1997 se llegó a un acuerdo para que el club lo utilizase con fines deportivos por un período de 50 años. Desde el año 2006 recibió el nombre de ONO Estadi por razones de patrocinio, pasando, el 2010, a llamarse Iberostar Estadio, y en el 2022 se pasó a llamar Visit Mallorca Estadi.
Fue inaugurado en junio de 1999, al igual que otros recintos deportivos de la ciudad se construyó para la celebración de las Universiadas de 1999. Actualmente cuenta con una capacidad de 23 142 espectadores, tiene césped natural y unas dimensiones del campo de juego de 107x69 m. El club presentó en 2006 un proyecto para la construcción de un nuevo estadio de 40 000 espectadores. Se trataba de un proyecto del Estudio Lamela que incluía, además del nuevo estadio, la construcción de 3 edificios de 34, 22 y 16 plantas, llegando el mayor de ellos a alcanzar los 160 m de altura. Las torres tendían un espacio total de 200 000 m² y contaban con centro de convenciones, centro comercial y un gran aparcamiento. Sin embargo, la oposición vecinal y del ayuntamiento, impidieron el progreso de la obra.

##### Estadio Balear
El Estadio Balear es el escenario que utilizaba el equipo CD Atlético Baleares para jugar sus partidos oficiales. Está ubicado en el distrito de Levante, junto a la Vía de cintura, de ahí que también se le conozca como «estadio de la Vía de Cintura». Fue diseñado por el arquitecto Josep Barceló. La inauguración oficial tuvo lugar el 8 de mayo de 1960 con un partido internacional contra el equipo inglés Birmingham City Football Club, los locales ganaron 2-0. Durante el año 2006 se llevaron a cabo importantes obras de reforma que permitieron arreglar graves deficiencias que presentaba la instalación deportiva. Tiene césped artificial y unas dimensiones del campo de juego de 102 x 67 m. Fue cerrado por el ayuntamiento en junio de 2013 por peligro de derrumbe.

##### Bahía de Palma
La bahía de Palma constituye el elemento topográfico que más ha influido sobre la ciudad, no solo por las múltiples actividades turísticas e industriales que se desarrollan en el mismo, sino por las deportivas. Es posible realizar la mayoría de deportes acuáticos, especialmente la vela. En estos deportes han sobresalido varios deportistas mallorquines que compiten en los campeonatos del mundo y en los Juegos Olímpicos. Para su práctica existen varios clubes deportivos como: Real Club Náutico de Palma, Escuela de vela Calanova y Club Náutico de Portitxol entre otros. Los miembros de la familia real suelen participar en los campeonatos y trofeos de vela que se realizan en la bahía de Palma, especialmente durante el verano.
| Predecesor: Sicilia | Universiadas 1999 | Sucesor: Pekín |

### Medios de comunicación
Prensa impresa
En la ciudad pueden adquirirse los periódicos nacionales, regionales e internacionales de mayor difusión, algunos de los cuales incorporan una sección de información local o regional. En cuanto a periódicos locales, se editan dos periódicos de información general, Última Hora y Diario de Mallorca. De forma gratuita se reparten cada mañana en los lugares más concurridos de la ciudad los diarios Qué! y ADN.
Última Hora es el periódico de mayor tirada. Este periódico pertenece al grupo Serra. La difusión media en el mes de julio de 2009 fue de 35 746 ejemplares. El siguiente periódico de información general de mayor difusión que se edita en Palma de Mallorca (21 597 ejemplares en 2009) es el Diario de Mallorca, perteneciente a Editorial Prensa Ibérica, que también edita periódicos en otras ciudades españolas con los cuales comparte contenidos.
Radio
En la ciudad se pueden sintonizar todas las cadenas principales de radio que operan a nivel estatal y regional y en la ciudad disponen de emisoras locales que emiten espacios dedicados a la actualidad local en sus desconexiones en diferentes tramos horarios: Radio Nacional de España, Cadena SER, Onda Cero, COPE y Punto Radio a esto hay que añadir las emisoras que tiene IB3 Ràdio, que es de ámbito balear. En FM se pueden sintonizar las emisoras eminentemente musicales y otras específicas dedicadas a la información deportiva, local o económica.
Televisión
Con la entrada en funcionamiento de la Televisión Digital Terrestre (TDT) se ha multiplicado el número de canales de televisión, tanto generalistas como temáticos y tanto gratis como plataformas de pago a los que los habitantes pueden acceder. A nivel autonómico funcionaban en (2012) varias emisoras con desconexiones locales y de ámbito local, emitían las emisoras Teveí, Manacor TV, Popular TV y Editorial Balears.

## Ciudades hermanadas
- Santa Bárbara, Estados Unidos[227]
- Alguer, Italia[228]
- Düsseldorf, Alemania[229]
- Mar del Plata, Argentina[230]
- Portofino, Italia[cita requerida]
- Bari, Italia
- Xalapa-Enríquez, México
- Punta del Este, Uruguay